# Budapesti gyárépítészet

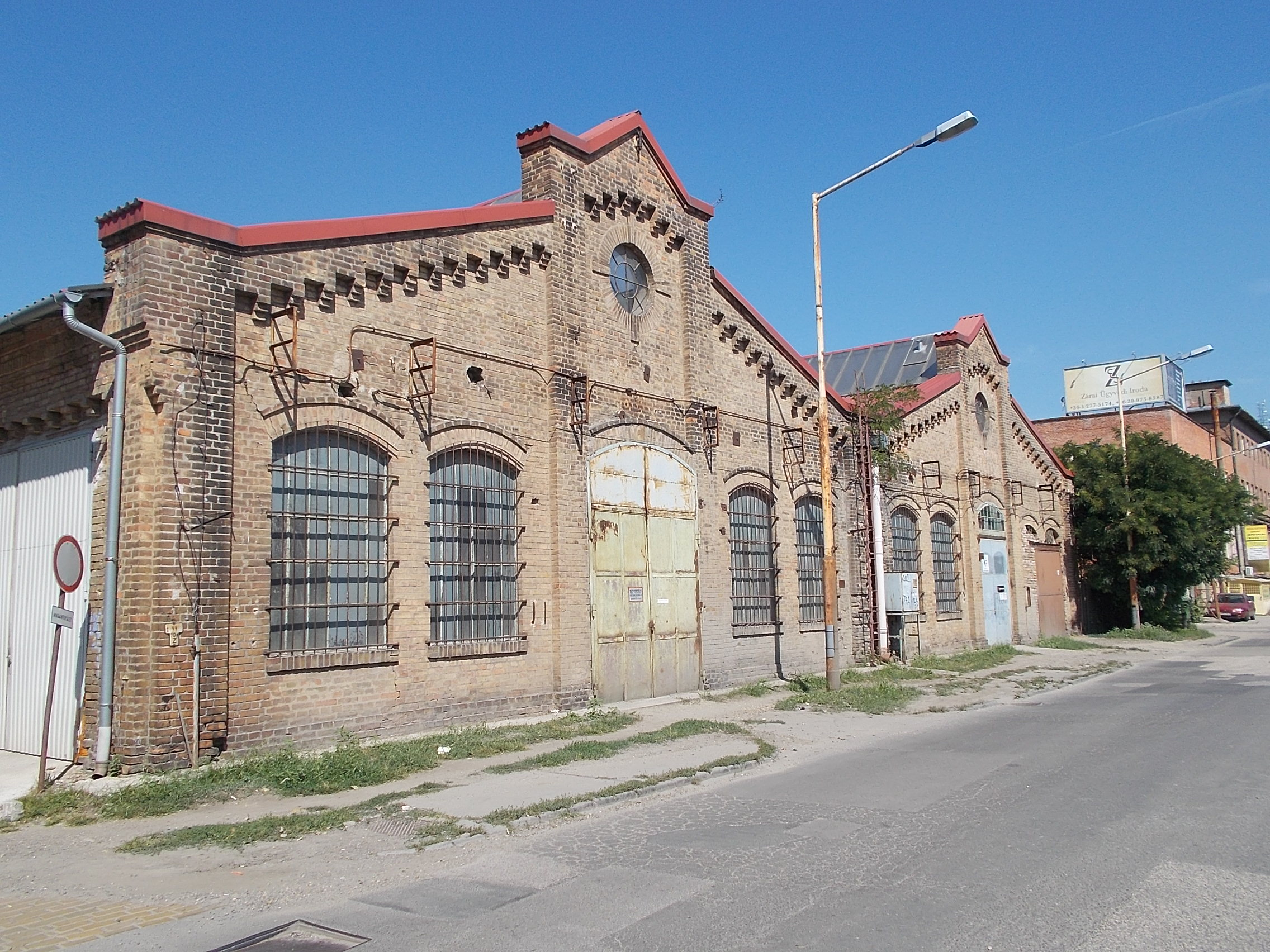
A Csepel Művek egyik gyárépülete

Az alábbi oldal a Budapesti gyárépítészet történetét dolgozza fel.

## Bevezetés
Budapest területén a 18. századtól napjainkig számtalan nagyüzem épült fel. Valamennyi bemutatására a szócikk keretében nincs lehetőség,
A gyárépítészet párhuzamosan fejlődött az építészet többi ágával, az egyéb köz- és magánépületeknél jelentkező stílusok (barokk, klasszicizmus, romantika, historizmus, szecesszió, premodern, modern stb.)  használata figyelhető meg a gyárak esetében is. Ennek analógiájára a gyárakat építő építészek is általában egy-egy korszak neves építészei voltak, akik számos más épületet létrehozásban is közreműködtek.
Kiemelendő, hogy a témakör viszonylag kevéssé számít kutatottnak, ezért számos nagyipari létesítmény tervezője nem ismert.

## Kezdetek
Budapest, pontosabban 1873-as egyesítése előtti elővárosai (Óbuda, Buda, Pest) a nagyipar fejlődése a 18. század végén indult meg. A legkorábbi nagyipari vállalatnak talán az óbudai Filatórium (Selyemfonó, 1781) és az Deglomeratórium (Selyemgombolyító, 1786) tekinthető. Mindkét üzem textilfeldolgozással foglalkozott, tervezőik valószínűleg a gyárakat létrehozó Mazzocato és Facchini olasz iparosok voltak. A Selyemfonó hatalmas, dísztelen épület volt, a Selyemgombolyító klasszicizáló későbarokk (copf) stílusban épült fel. A Selyemfonó épülete ma már nem áll.
Ugyanebben az időszakban (1784) kis kékfestő üzemet alapított Goldberger Ferenc. Ez többször hozzáépítések során a 19. században hatalmas textilüzemmé fejlődött Goldberger Textilgyár néven. Az egyes épületek tervezői nem ismertek.

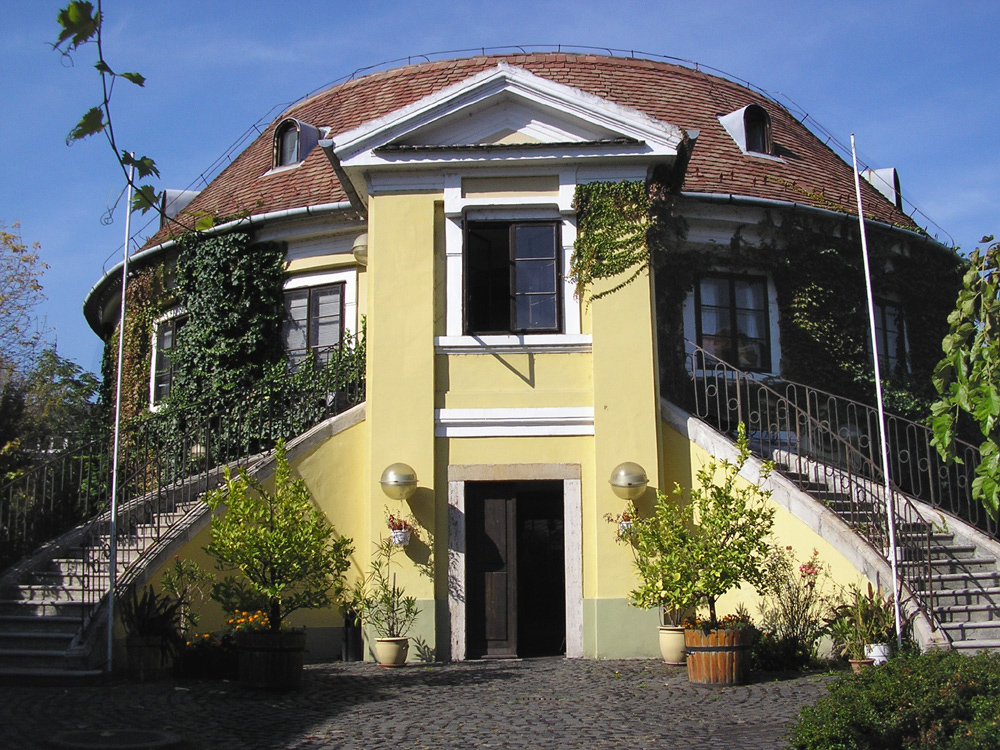
Selyemgombolyító
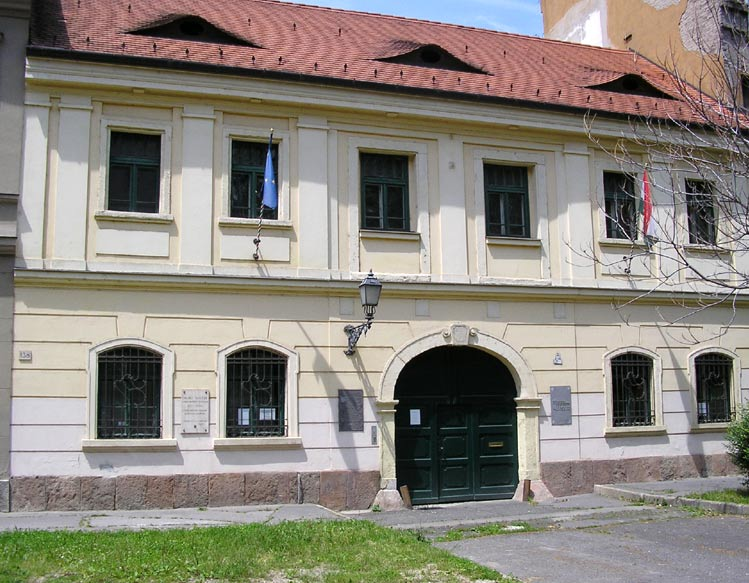
Goldberger Textilgyár régi épület (ma: Goldberger Textilipari Gyűjtemény)

## 19. század első fele
A század elején még fejletlen volt a gyárépítészet. Ebben az időszakban a klasszicizmus volt az építészet nyelve. A gyárépületek között példa rá a Tüköry-féle Serfőzde (1811/1819), a Valero selyemgyár (Hild József, 1839–1841).

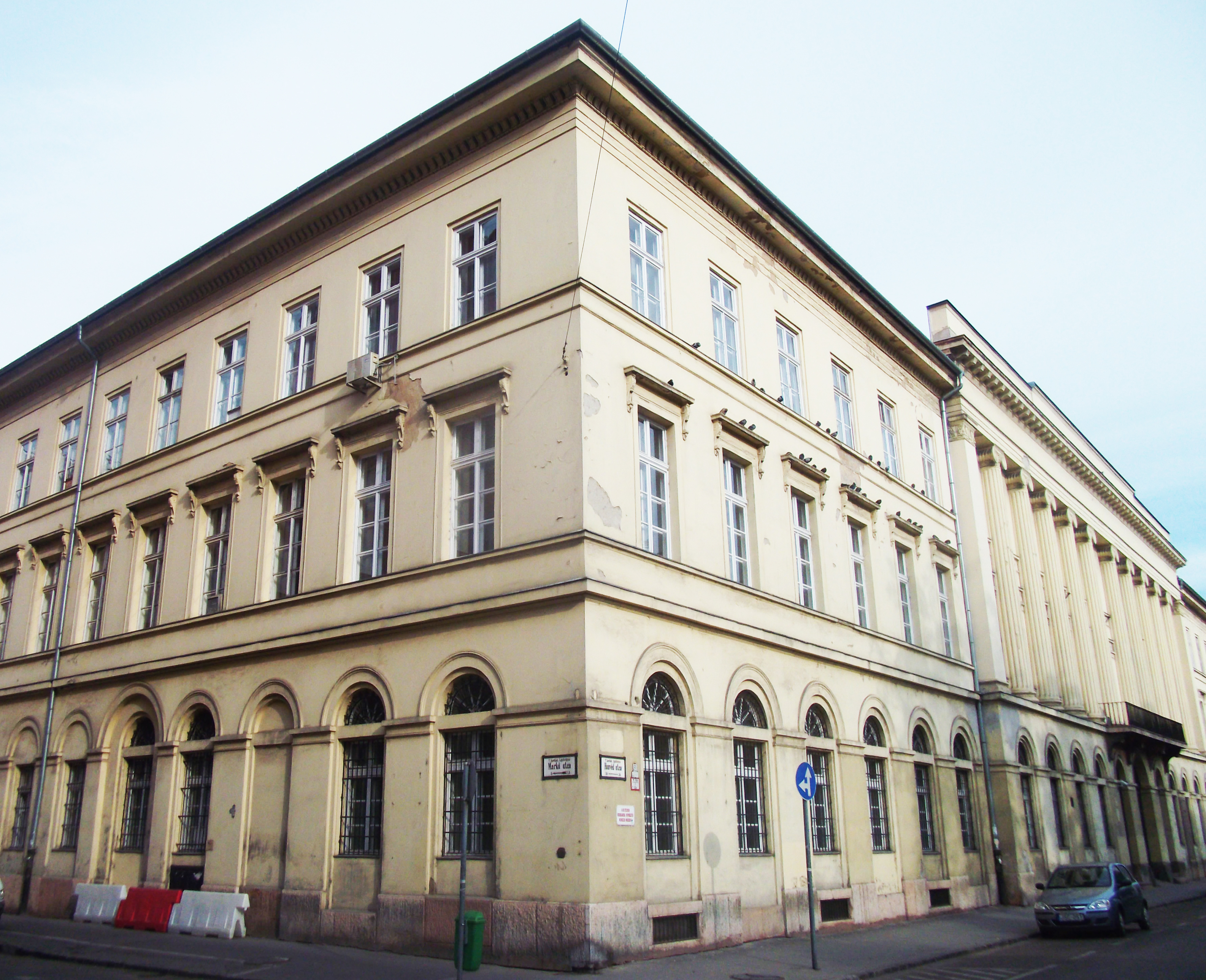
Valero selyemgyár

## 19. század második fele
A 19. század második fele a nagy magyarországi gyáralapítások időszaka.
Az 1850-es években az egyszerű, romantikus stílusban emelt Józsefvárosi Gázgyár nyitja meg az újabb üzemek sorát (Pollack Ágoston, 1856).
Az ipari építészet évtizedeken át kedvelt tipikus stílusa volt az 1860-as évektől megjelenő, és az 1920-as évekig létező ipari eklektika (ipari historizmus, nyerstégla romantika). Jellemzői a szegmensívű ablakok, a nyers téglagburkolat, a minimális díszítettség. Budapesten nagy számú gyárépület épült ilyen stílusban. Példák: Schlick-féle Vasöntöde és Gépgyár Rt. (1860), Egyedi Lajos Szeszgyára (1862), Gschwindt-féle Szesz-Élesztő-Likőr és Rumgyár (1868), Vulkán Gépgyár és Vasöntöde Rt. (1872), Haggenmacher Sörgyárak Rt. (1873), Ganz Villamossági Művek (1878), Weiss Manfréd Első Magyar Konzerv- és Ércárugyár (1882), Első Magyar Gazdasági Gépgyár (1883), Mauthner-féle bőrgyár (1887), Magyar Általános Kénsav-, Műtrágya- és Vegyipari Rt. (1890), Láng Gépgyár (Alpár Ignác, 1890–1891), Magyar Kerámia Gyár Rt. (1891), Zwack Unicum gyár (1892), a Weiss Manfréd Acél- és Fémművek régi épületei (1892), Óbudai Dohánygyár (valószínűleg Zobel Lajos, 1893), Budapesti Sertésközvágóhíd (Mihályik István, 1897–1902, elbontva), Anker-Művek (1906), Dozzi József Szalámigyár Rt. (Hajós Alfréd, 1908–1910), Községi Kenyérgyár (1909), Újpesti Erőmű (1910), Magyar Automobilgyár Rt. (1911), Csillaghegyi Palagyár (1912), Budapesti Harisnyagyár (1923), Állami Pénzverde (Szörényi-Reischl Gusztáv, 1925–1926).

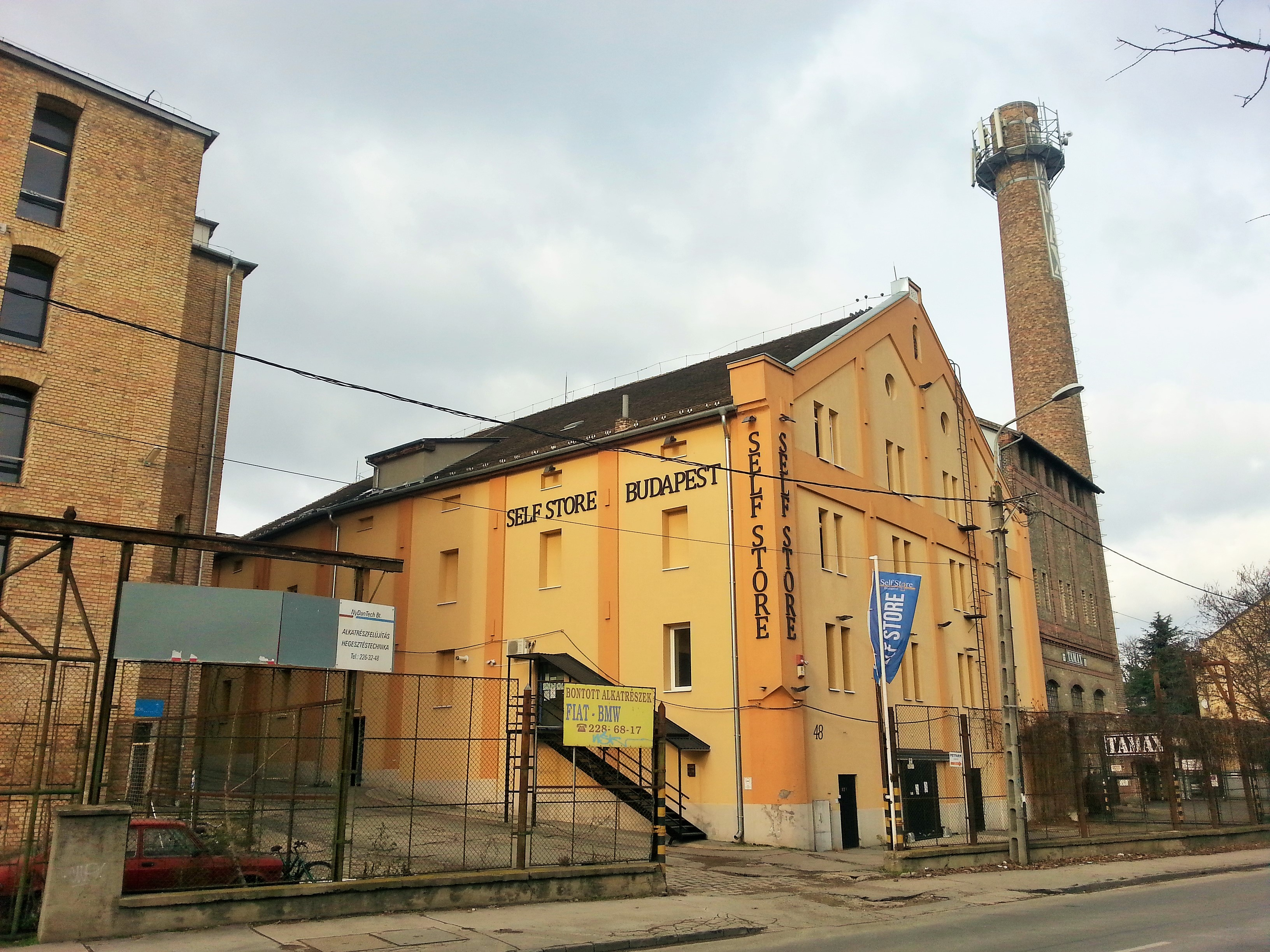
Haggenmacher Sörgyárak Rt.
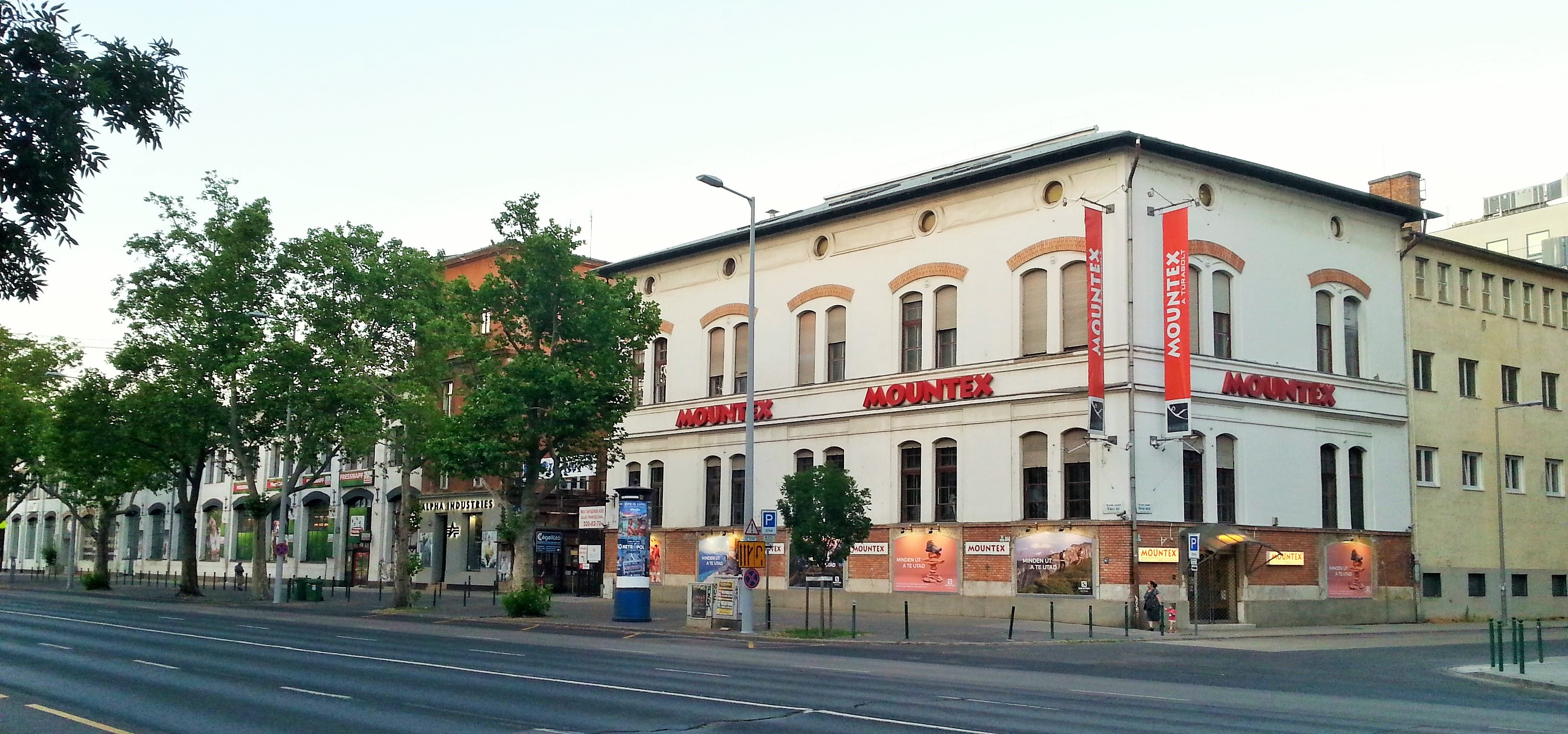
Első Magyar Gazdasági Gépgyár
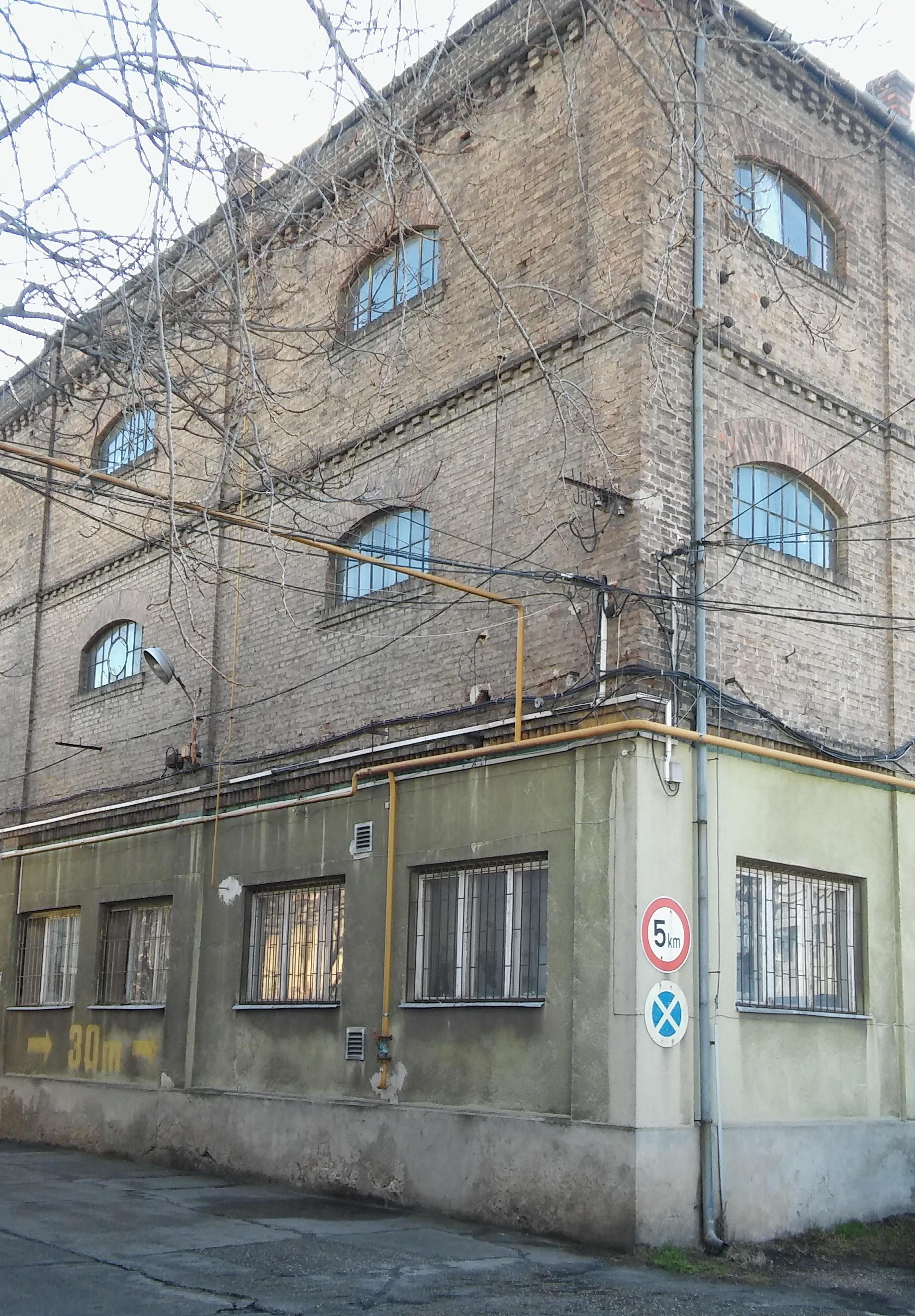
Mauthner-féle bőrgyár
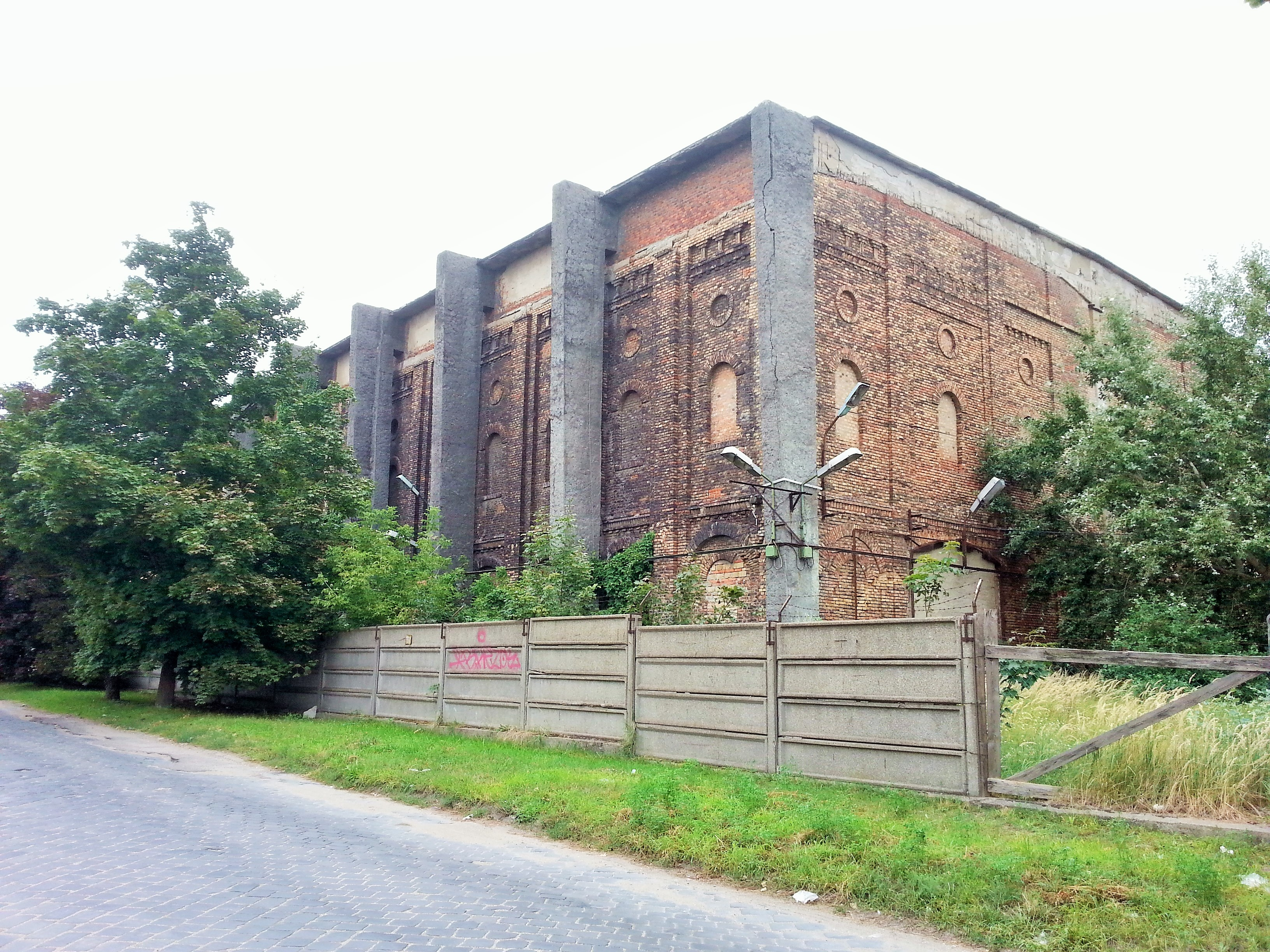
Magyar Általános Kénsav-, Műtrágya- és Vegyipari Rt.
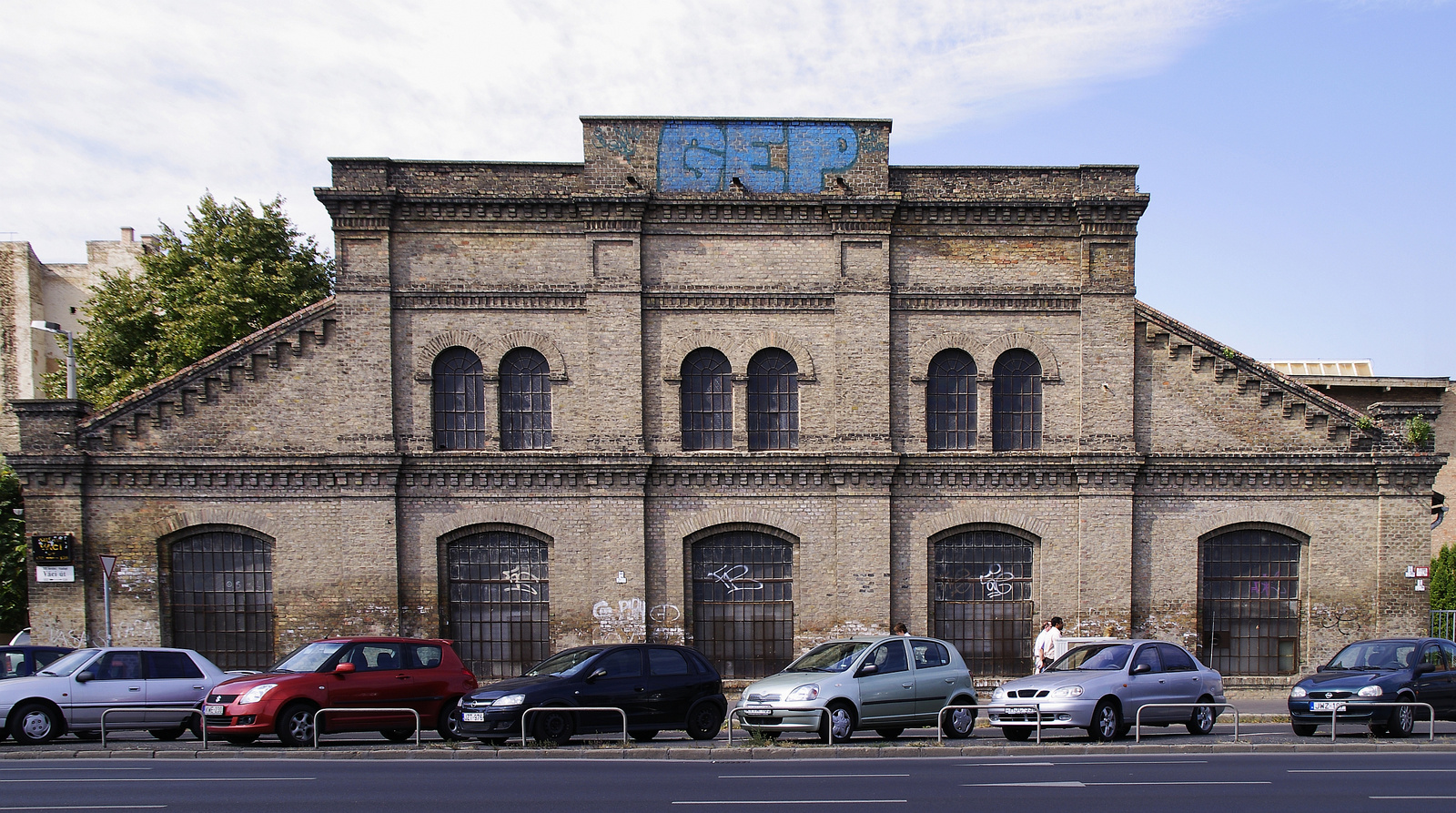
Láng Gépgyár
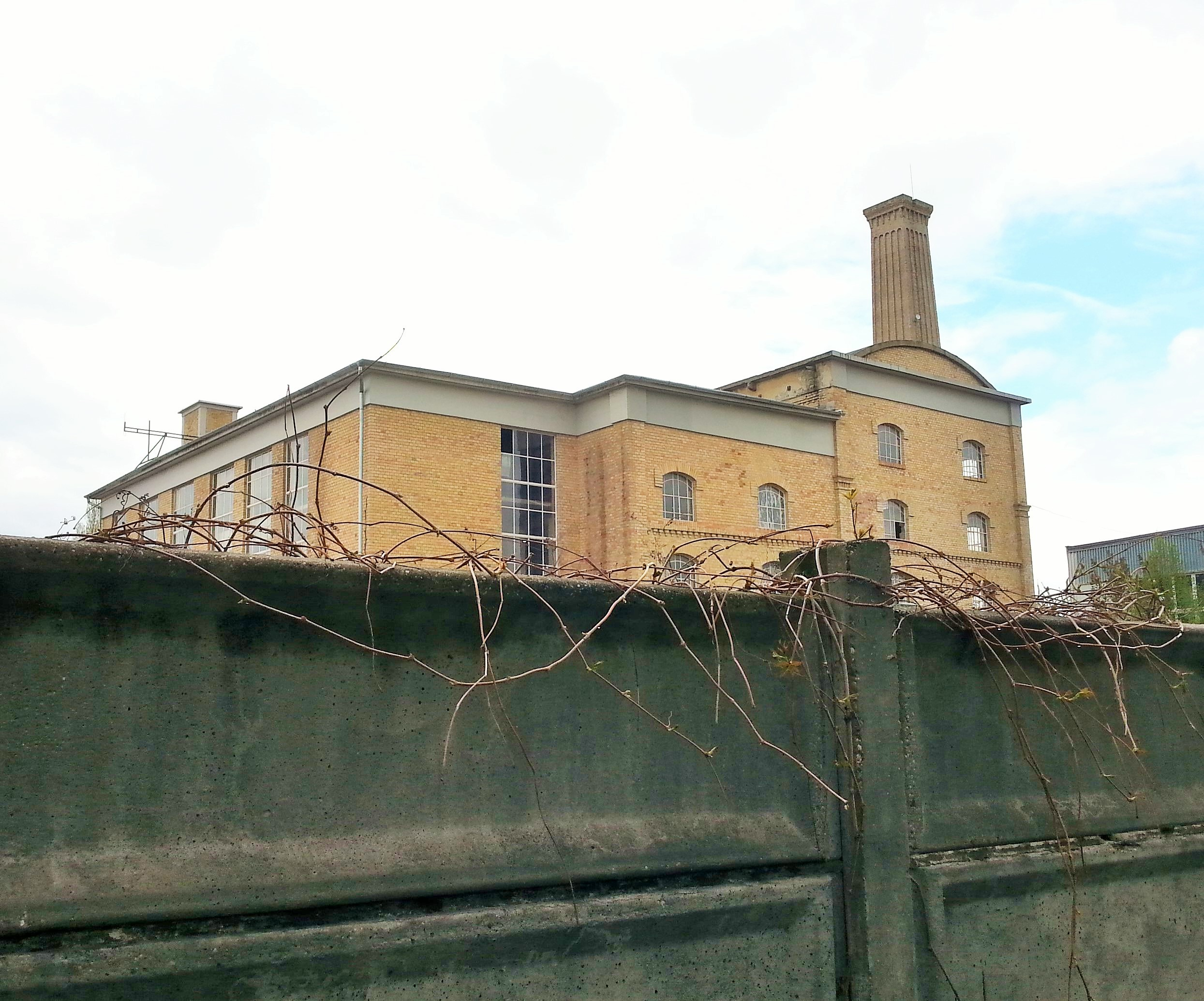
Magyar Kerámia Gyár Rt.
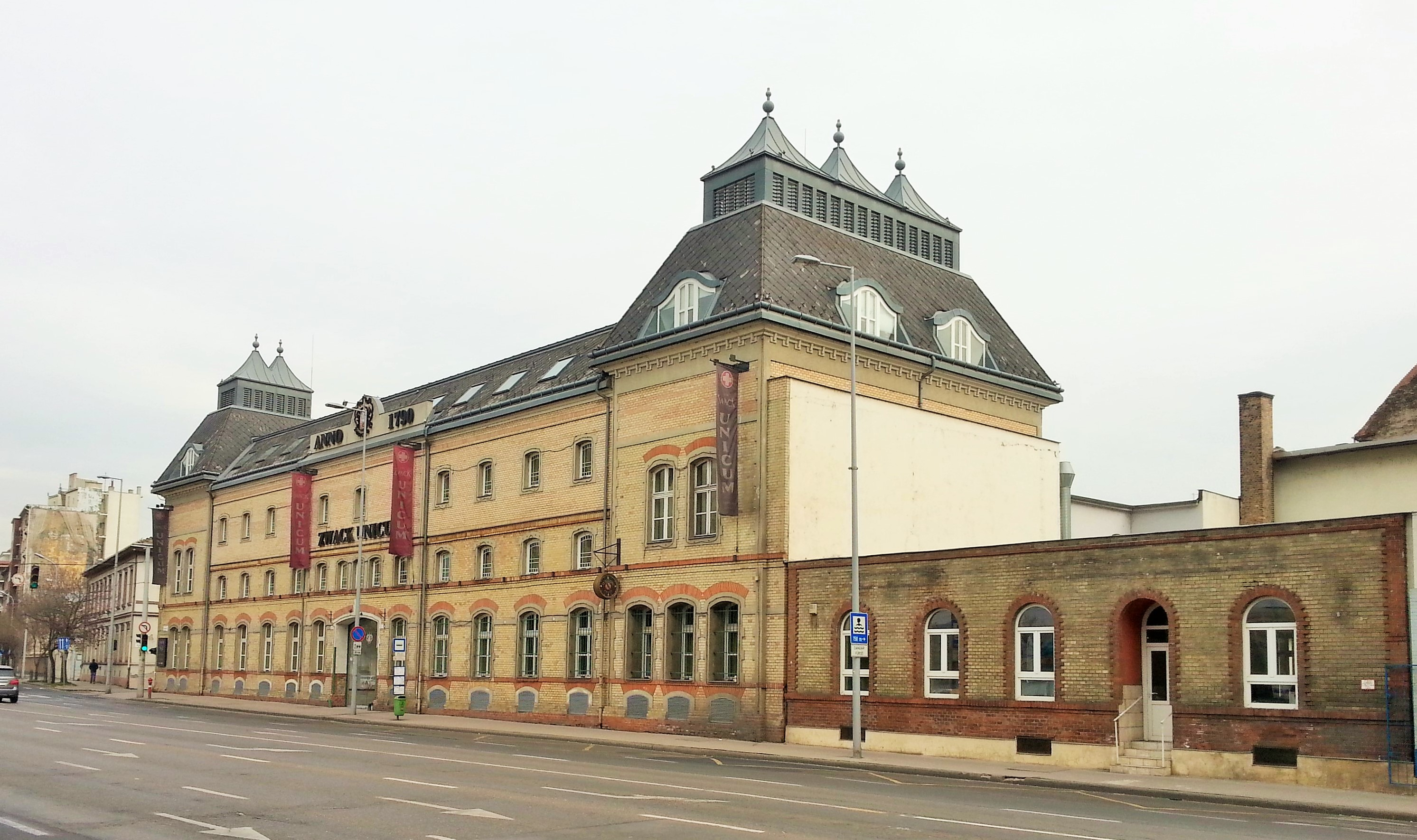
Zwack Unicum gyár (ma: Unicum Ház)
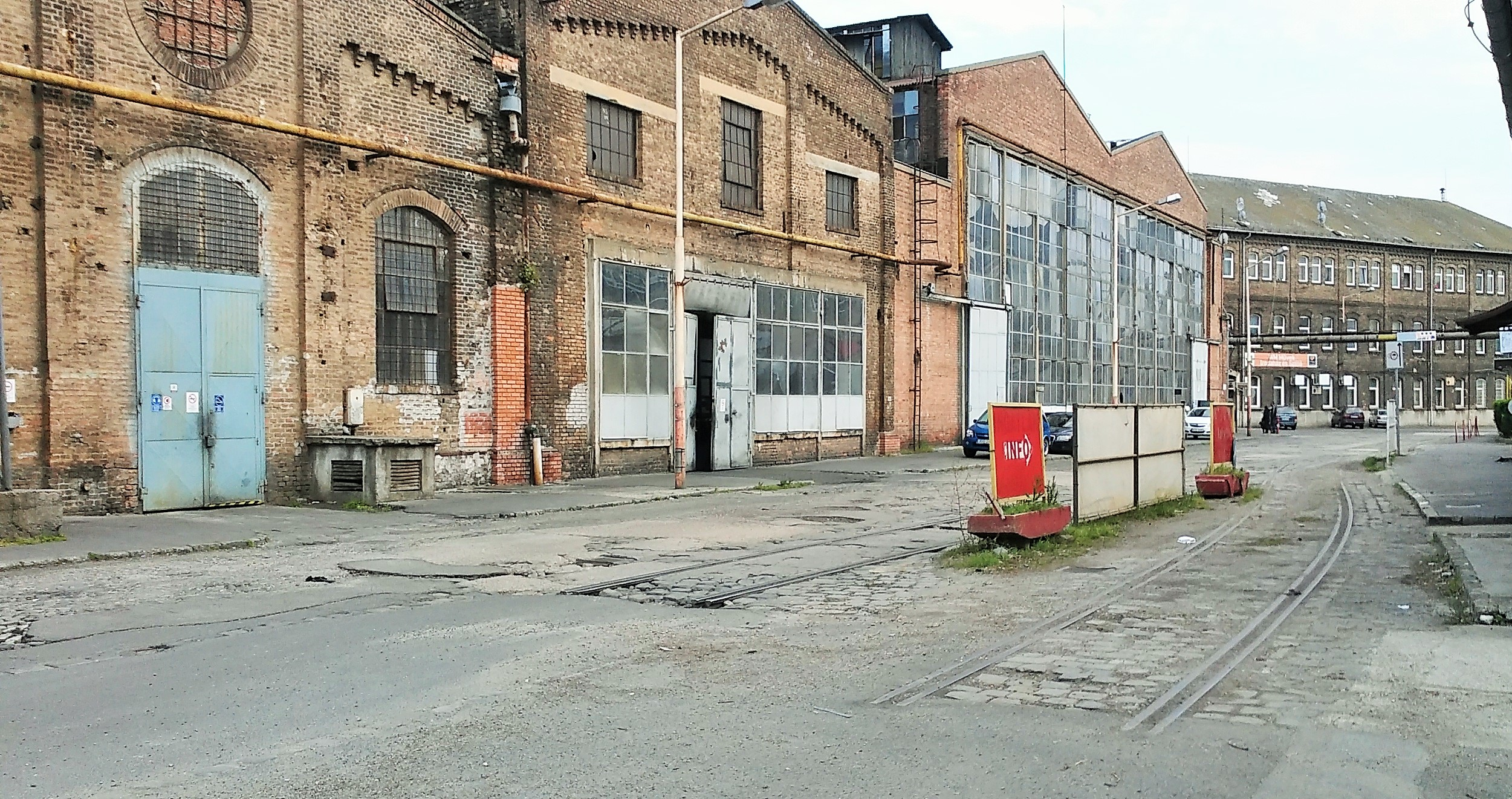
Csepel Művek
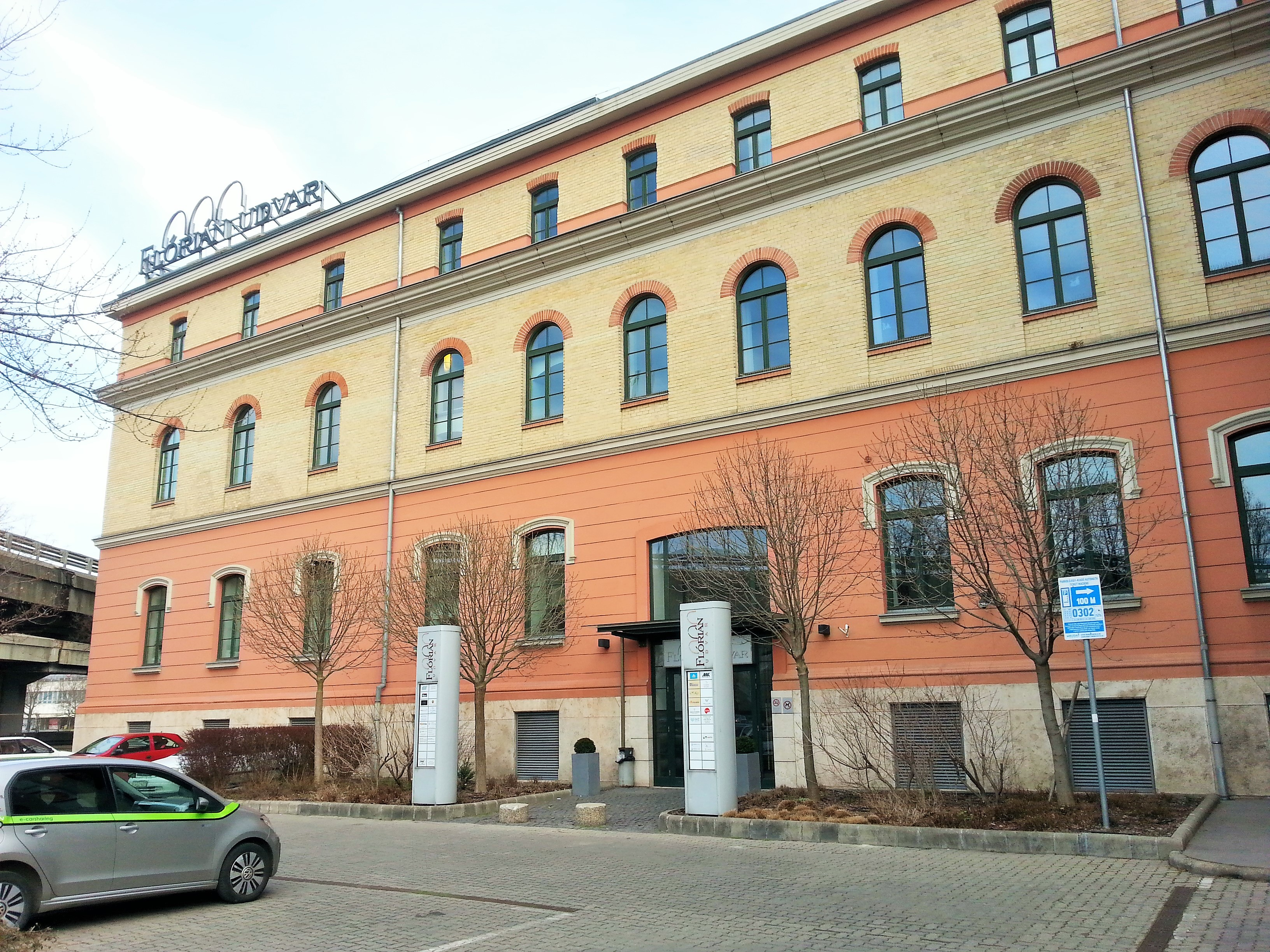
Óbudai Dohánygyár
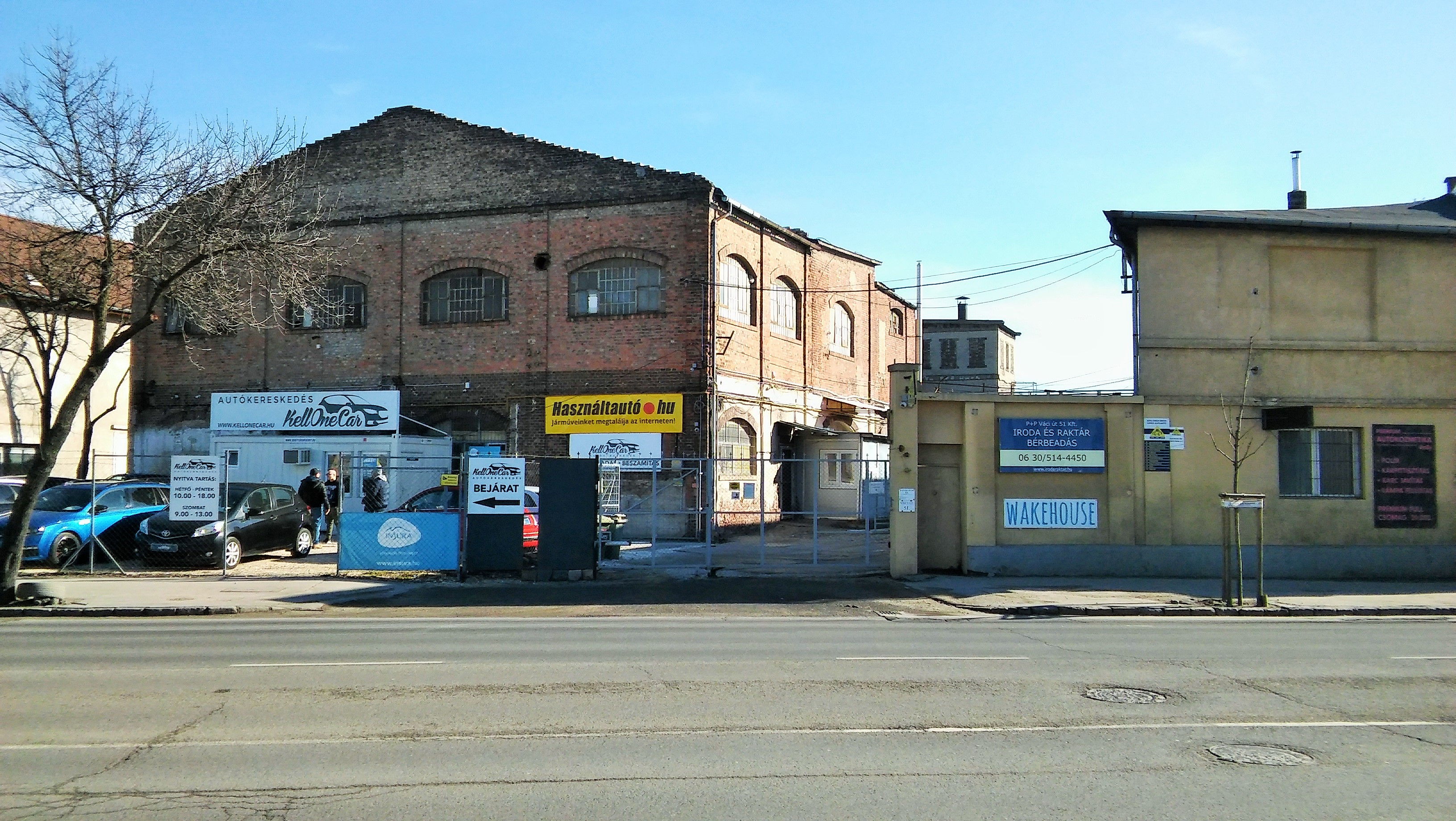
Anker Művek
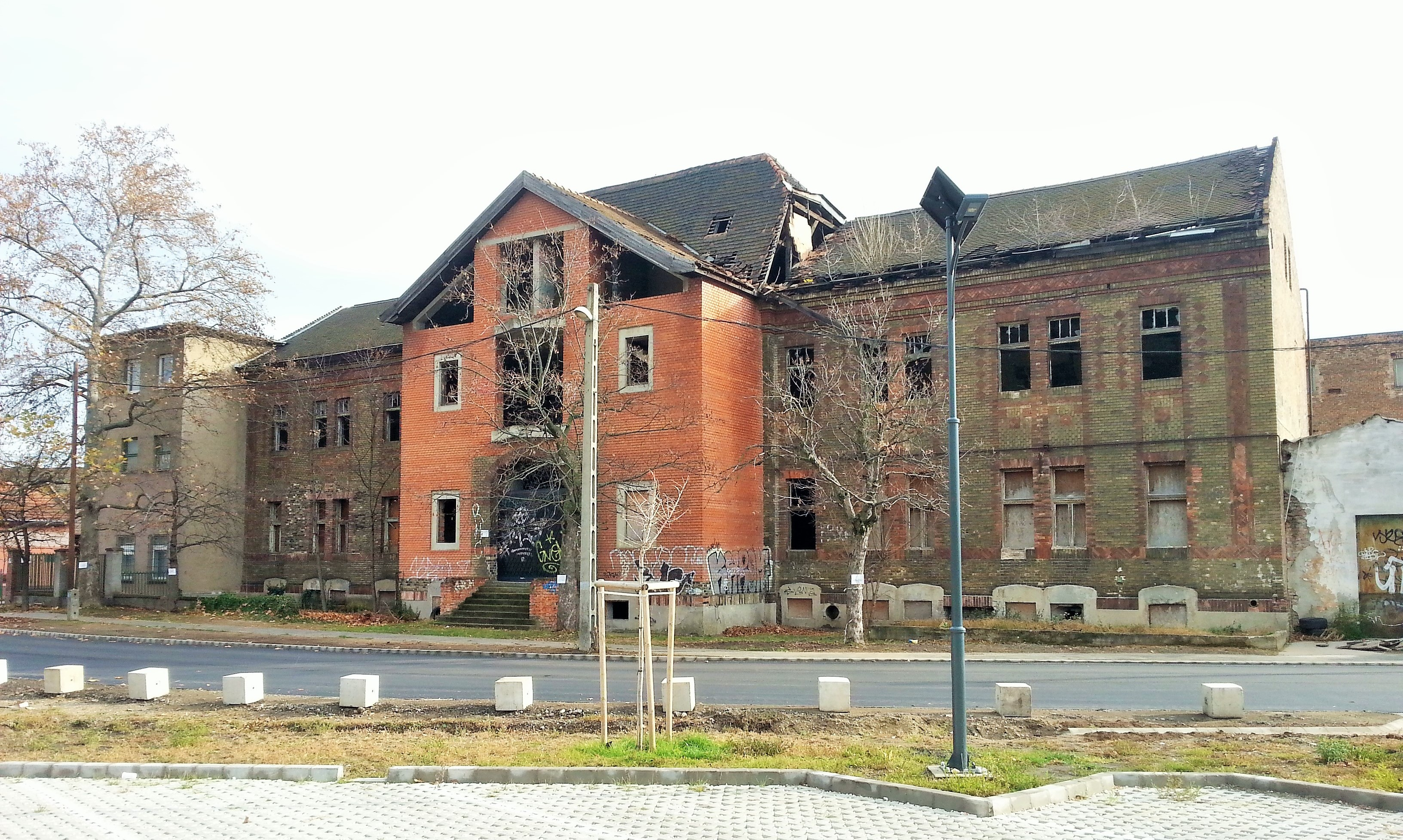
Dozzi József Szalámigyár Rt.
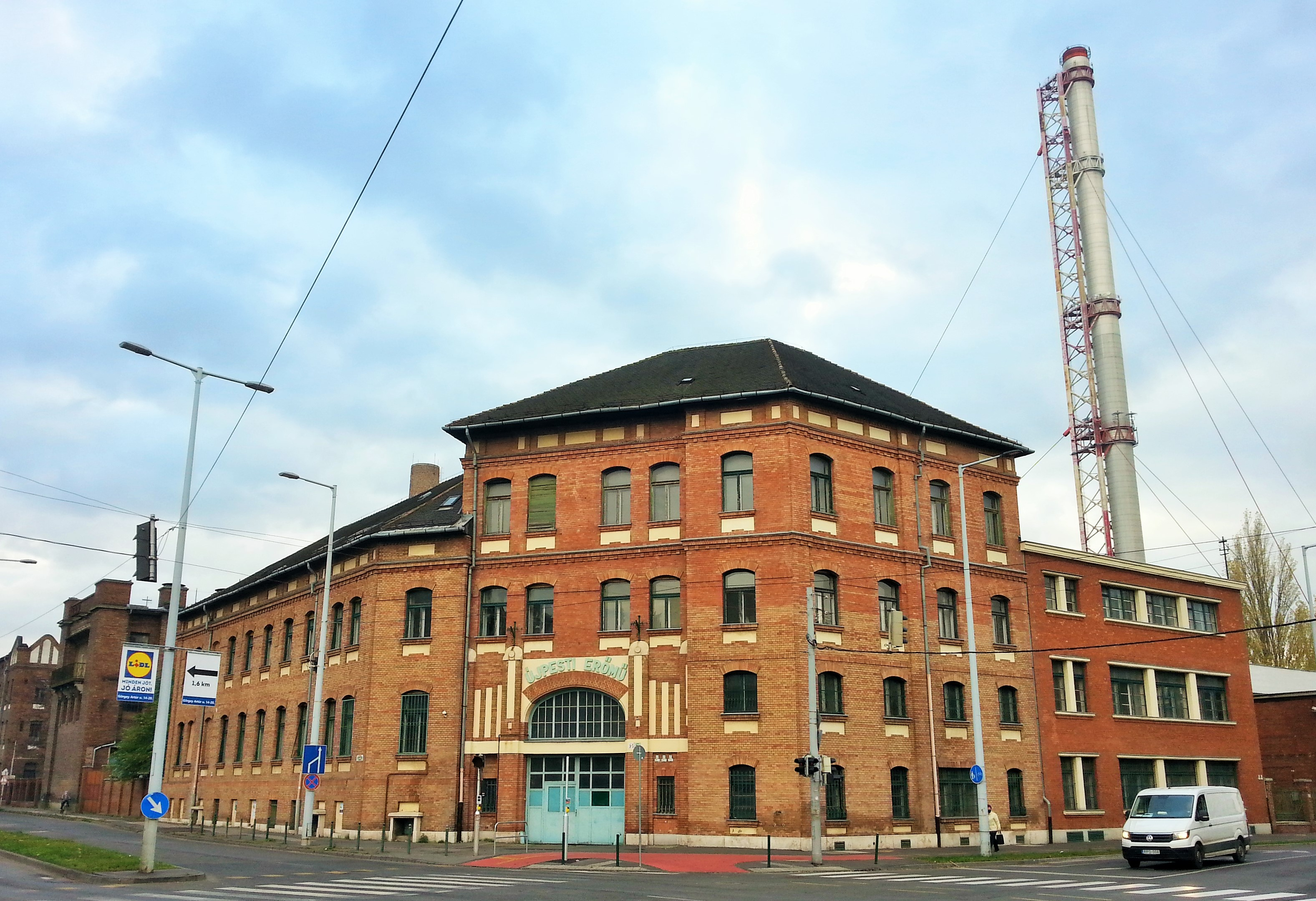
Újpesti Erőmű
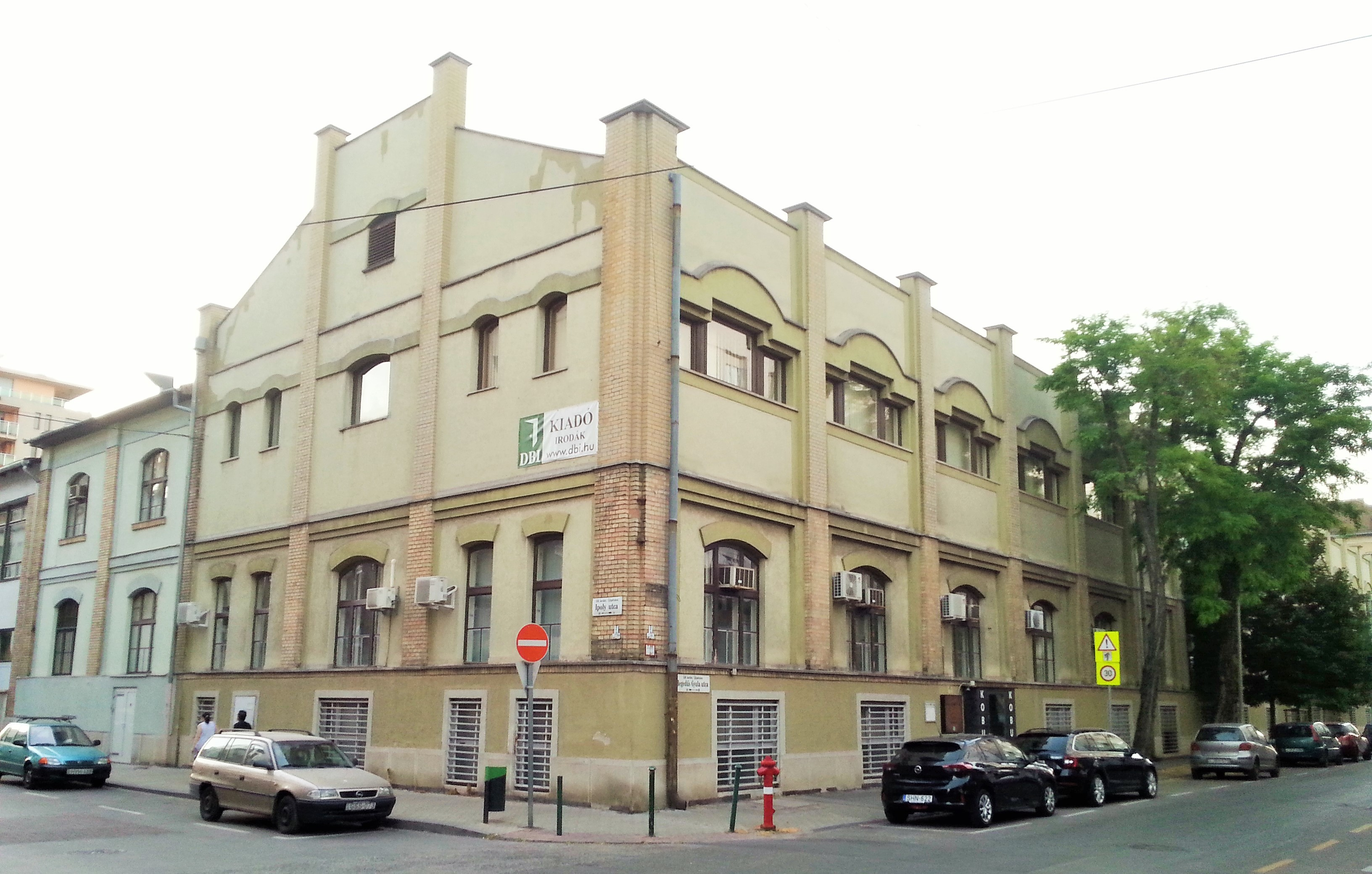
Magyar Automobilgyár Rt. (felújítva)
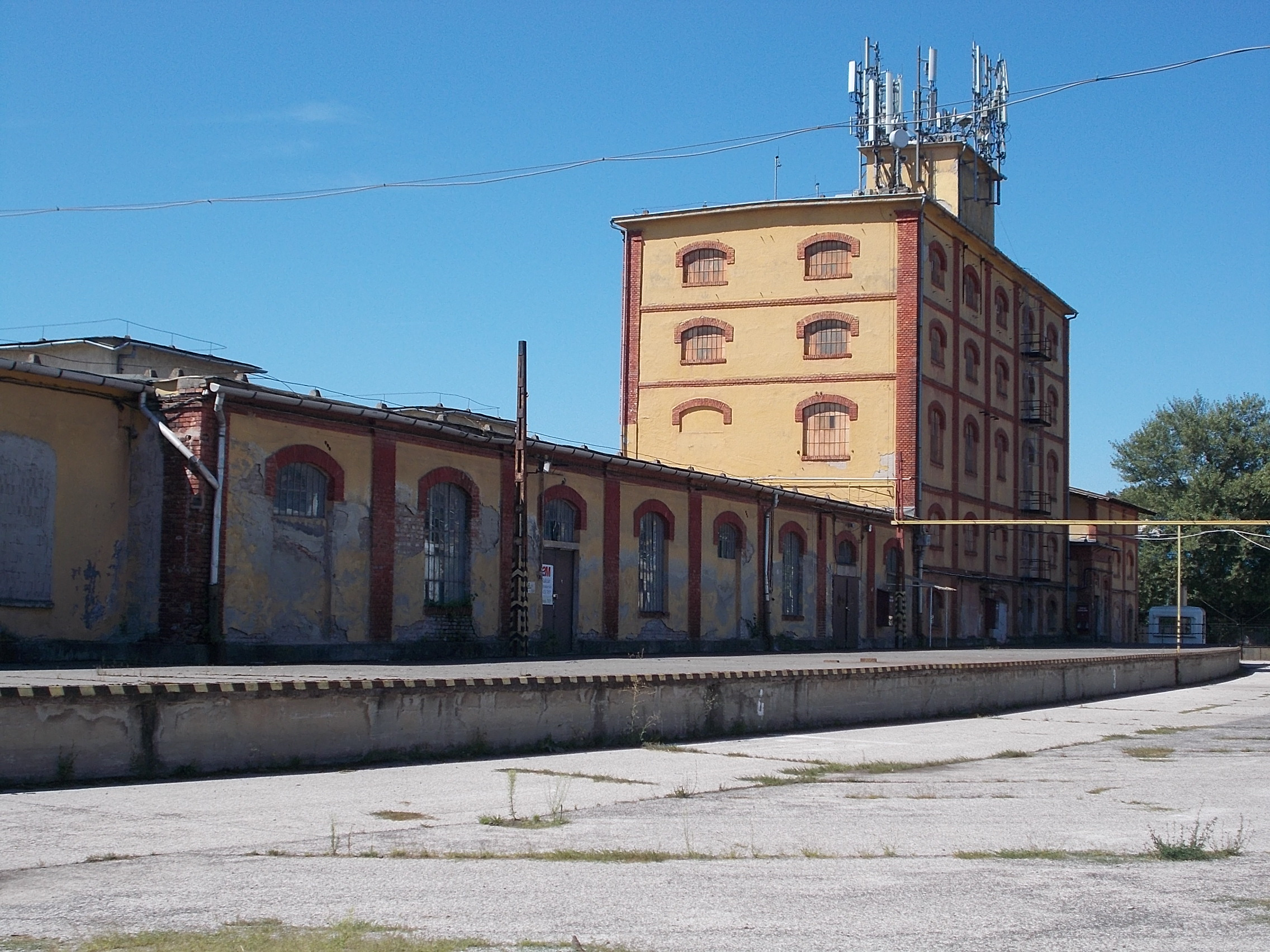
Csillaghegyi Palagyár
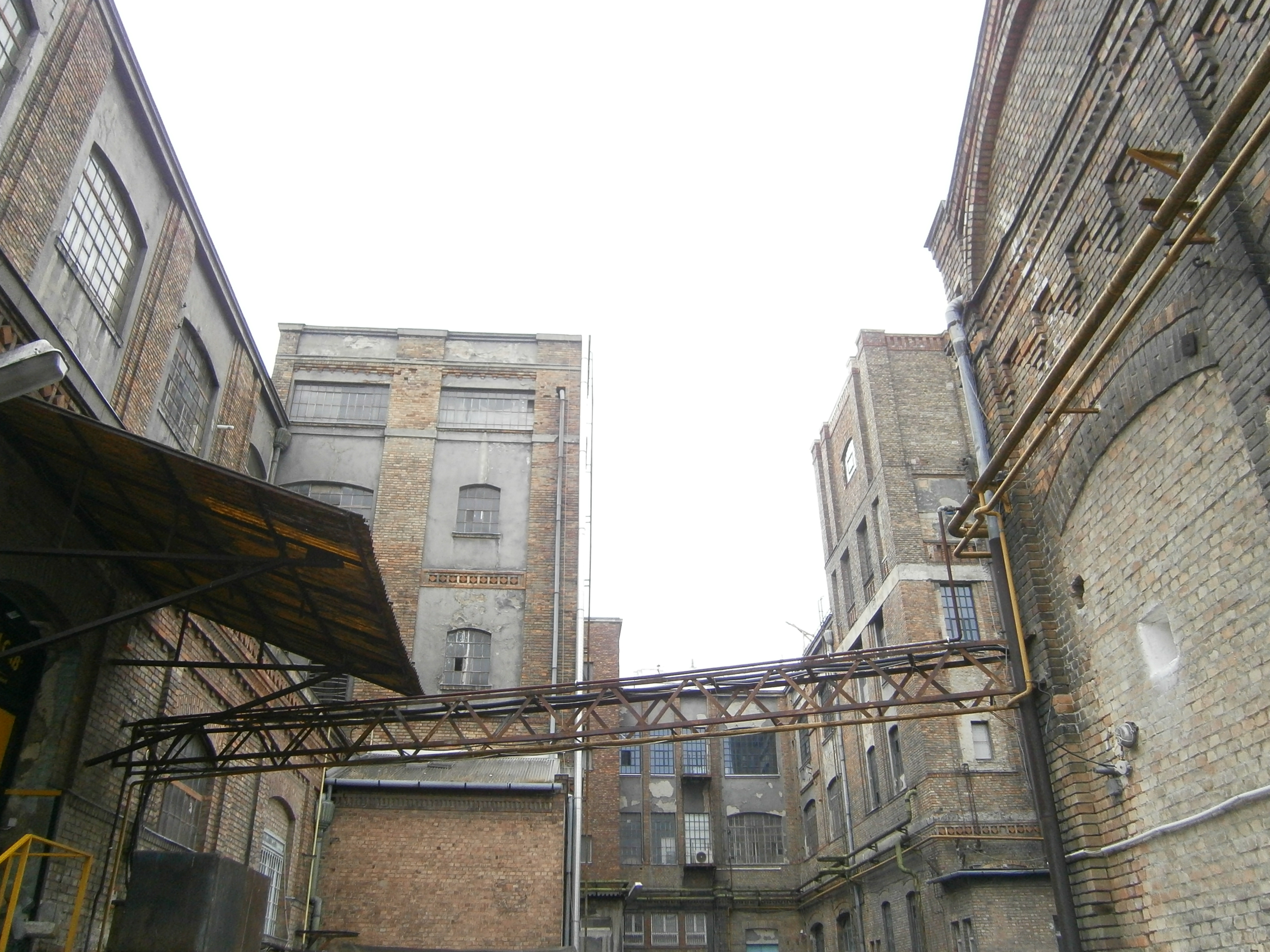
Budapesti Harisnyagyár
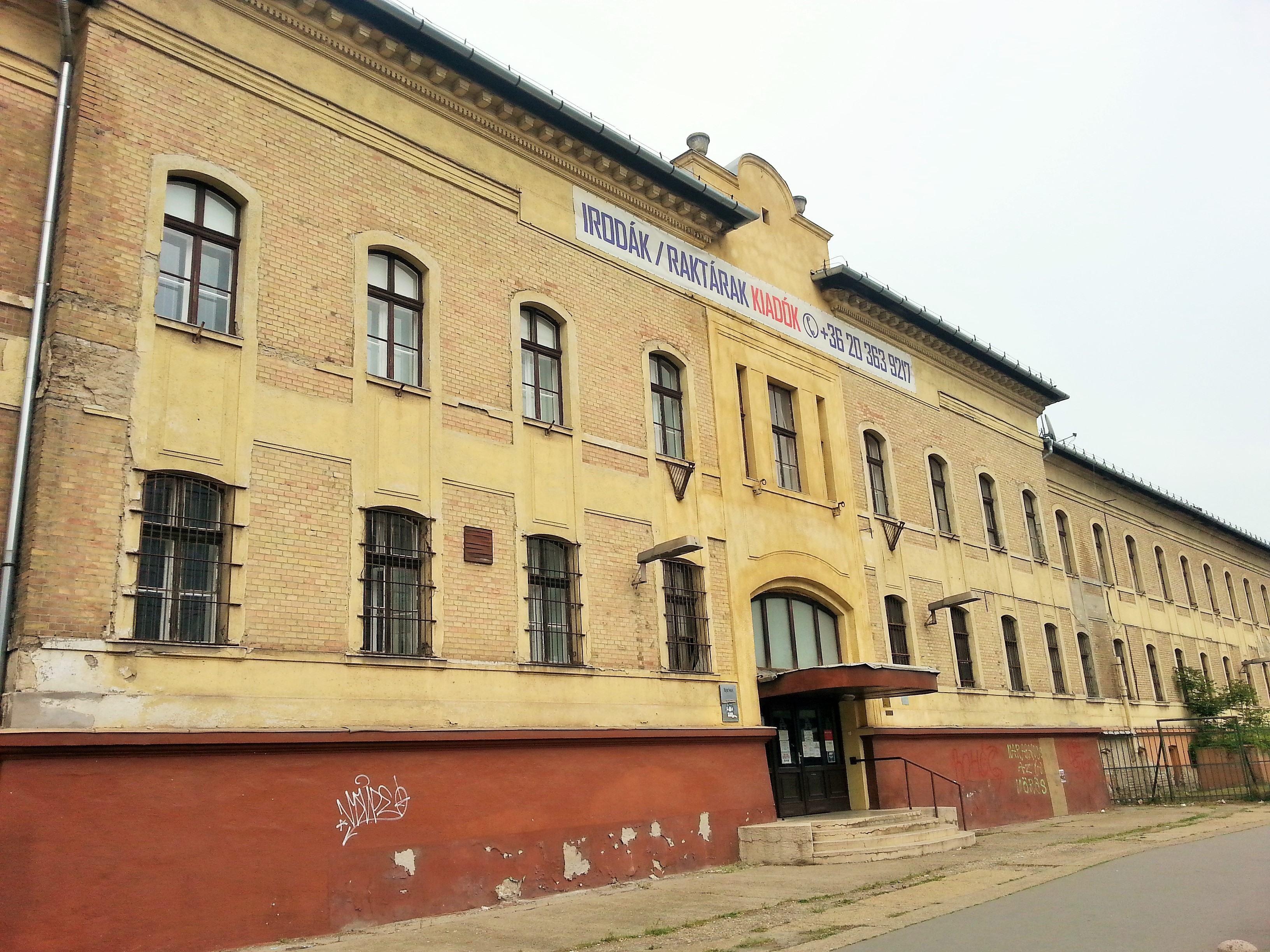
Állami Pénzverde

Egyszerű, dísztelen, romantikus stílusban épültek fel az 1850-es évektől Budapest nagy gőzmalmai, így pl. a Lujza Gőzmalom (1853–1854, elbontva), a Pannónia-malom (1862, elbontva), a Victoria-malom (1866, elbontva), a Concordia Malom (Wechselman Ignác, 1866), a Pesti Hengermalom (1867, elbontva), a Pesti Molnárok és Sütők Rt. gőzmalma (1868, elbontva), az Unió-malom (1868, elbontva), az Erzsébet-malom (1869, elbontva), a Gizella-malom (Bachmann Károly, 1880), a Hungária-malom (1893).

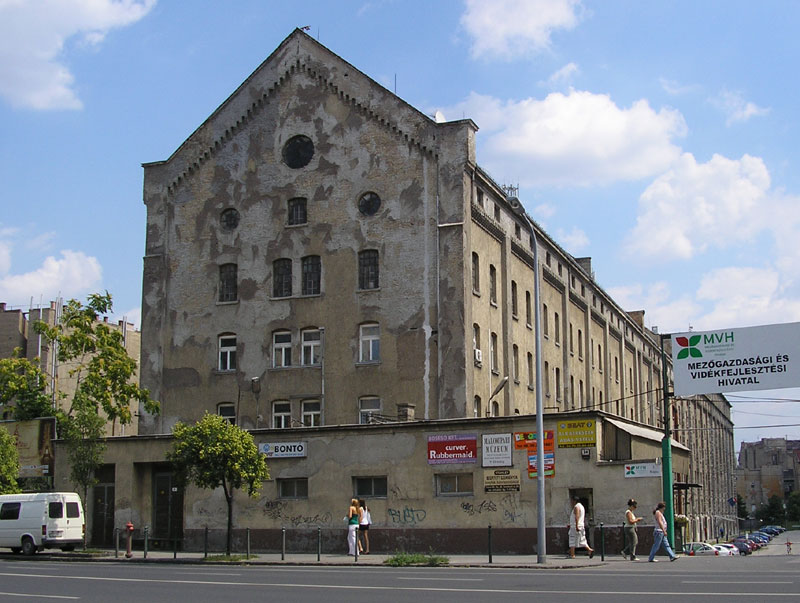
Concordia-malom
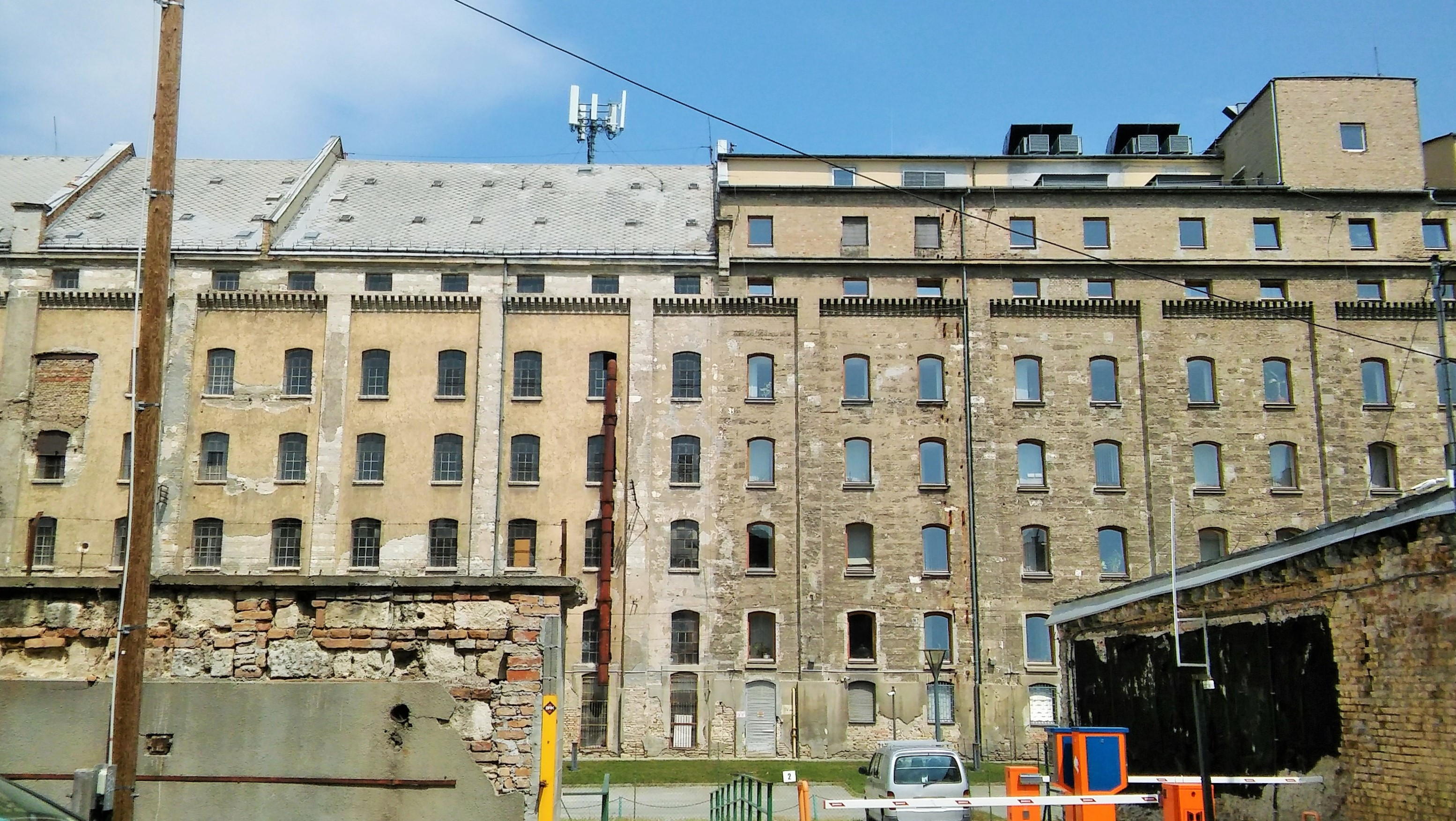
Concordia-malom
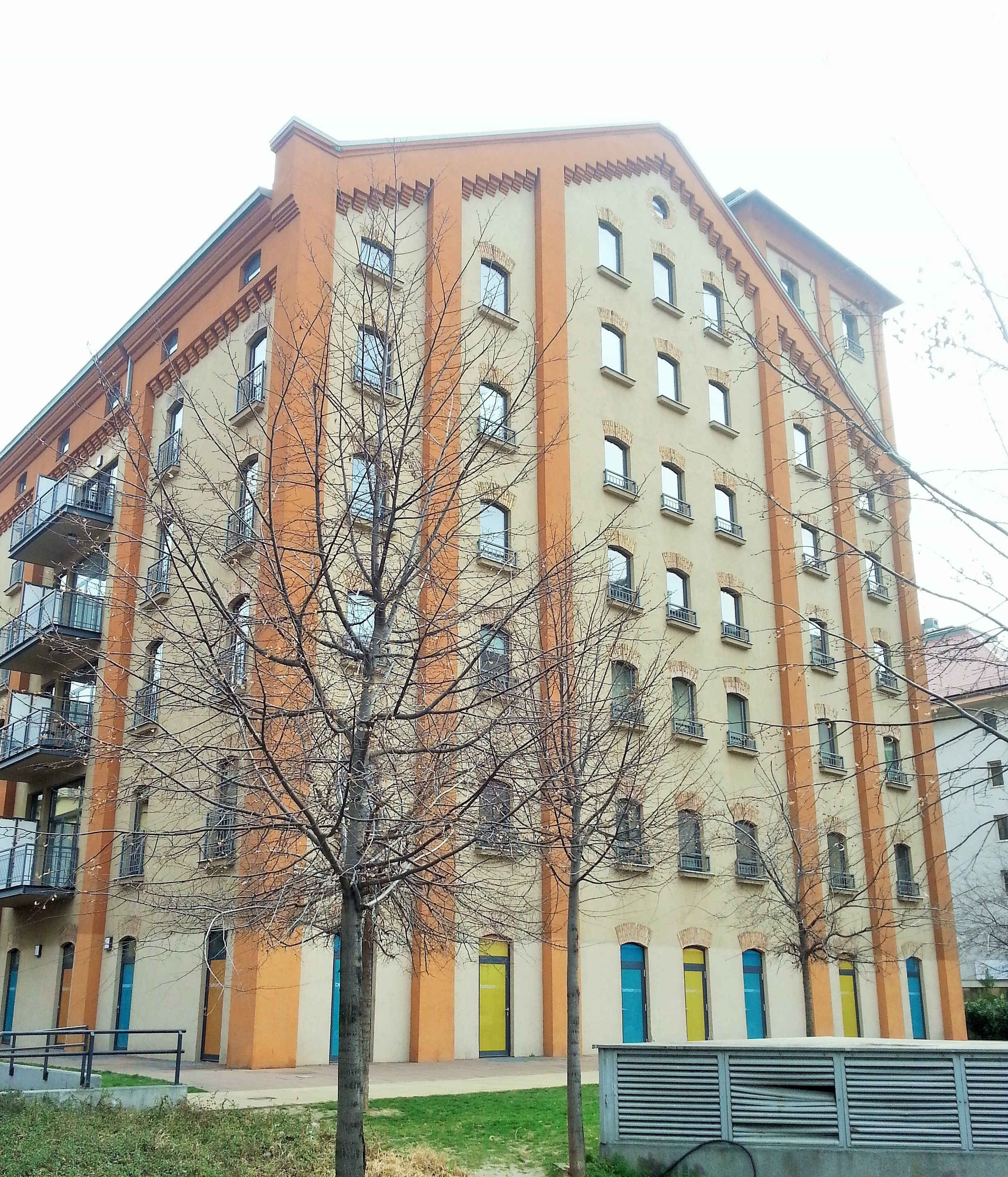
Gizella-malom (felújítva)
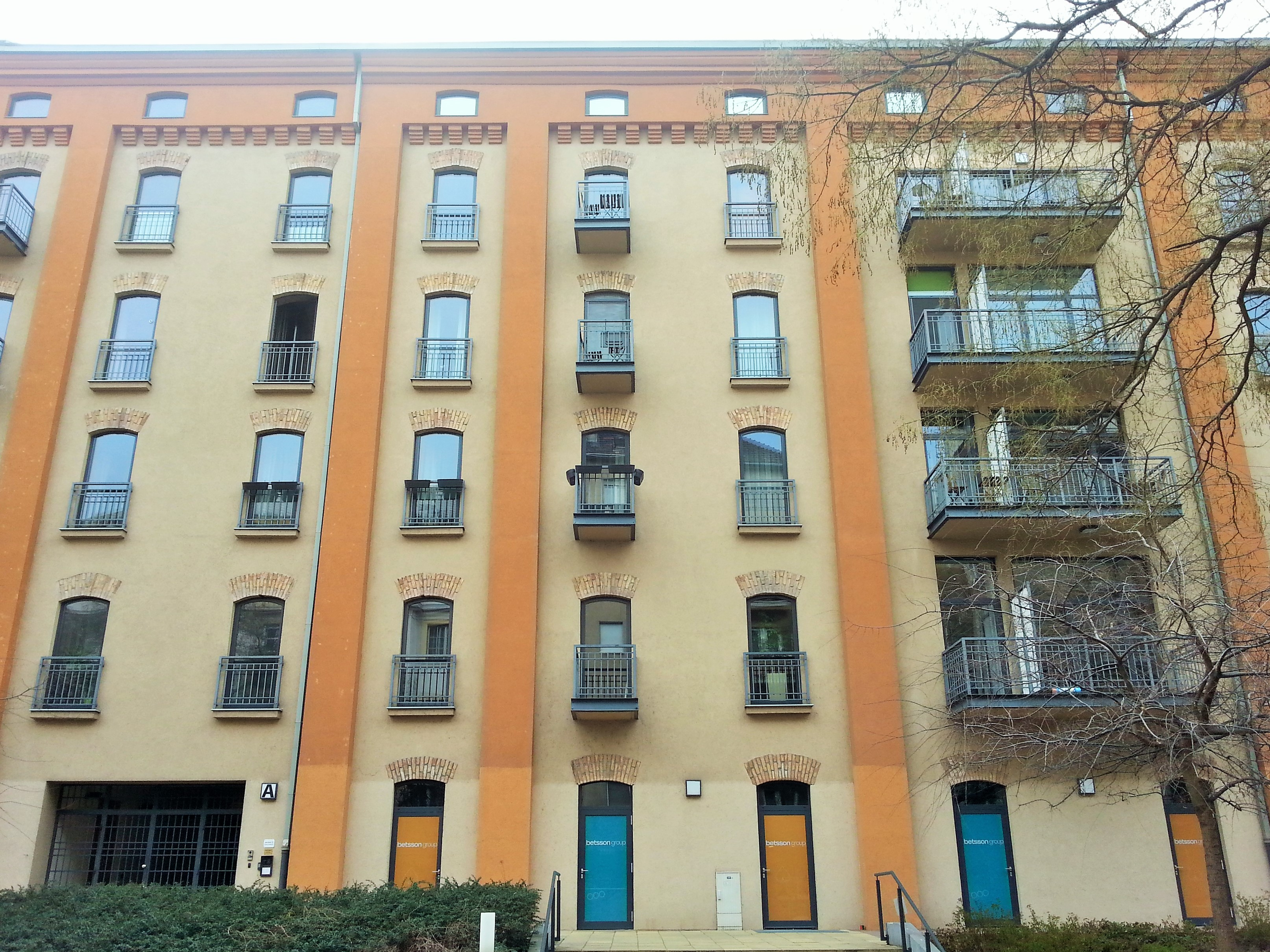
Gizella-malom (felújítva)
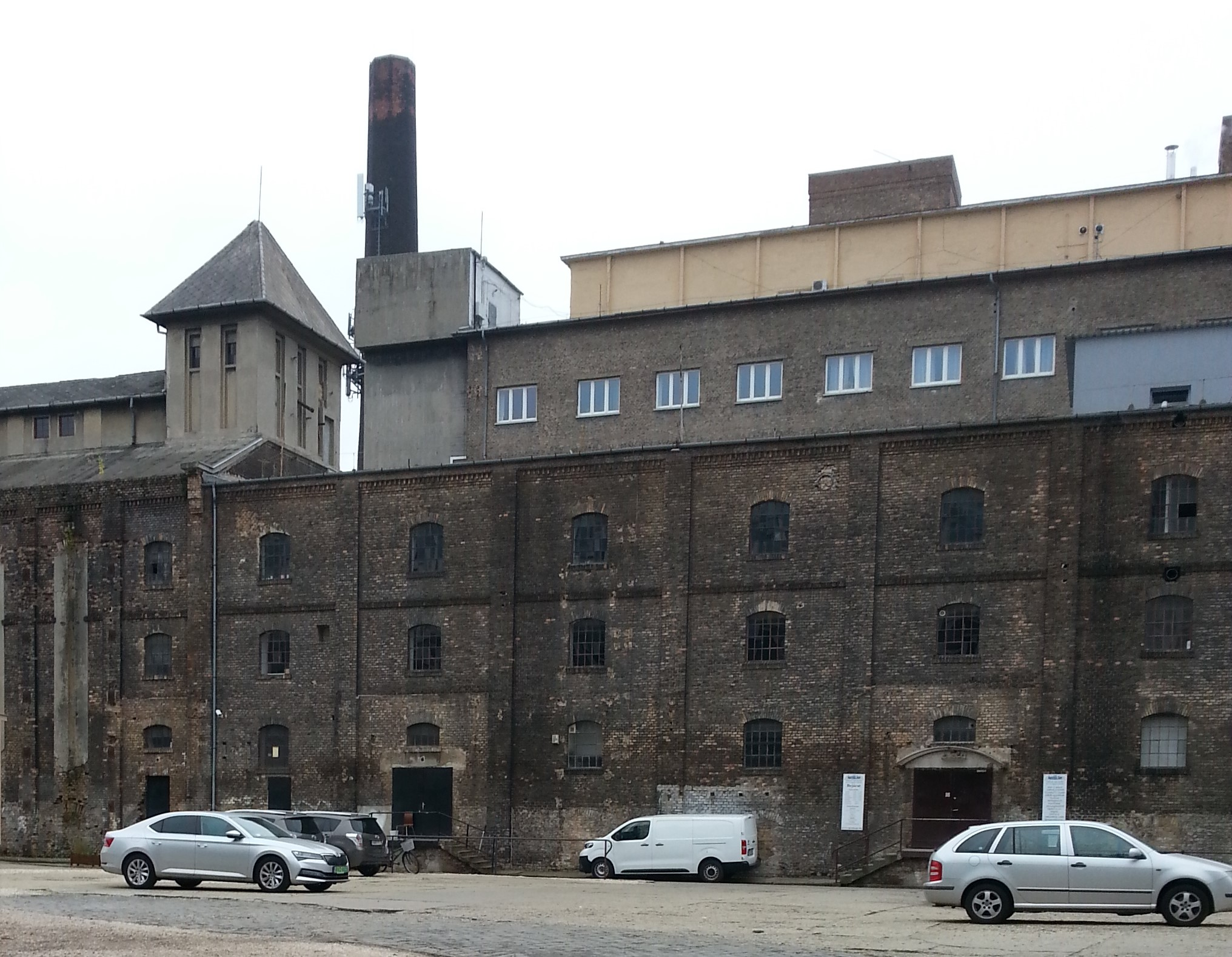
Hungária-malom
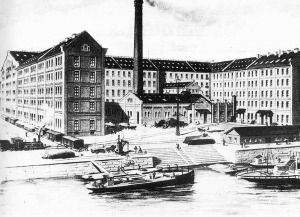
Pesti Hengermalom (archív felvétel)

Épültek gyárak a historizmus–eklektika más, díszesebb formáiban is. A német birodalmi építészet felhasználásra példa a Budapesti Marhaközvágóhíd és Húsfeldolgozó Vállalat  nagy kiterjedésű épületegyüttese, tervezője Julius Hennicke osztrák építész volt (1872). Téglaburkolatot kapott gazdag díszítéssel a Budapesti Elektromos Művek székháza (Pucher József, Nay Rezső Rudolf, Strausz Ödön, 1893–1900). Várszerűre építették a Csavaripari Vállalat (1891) kapuépítményét, és az Elevátor-házat (Ulrich Keresztély, 1883, elbontva) is. 

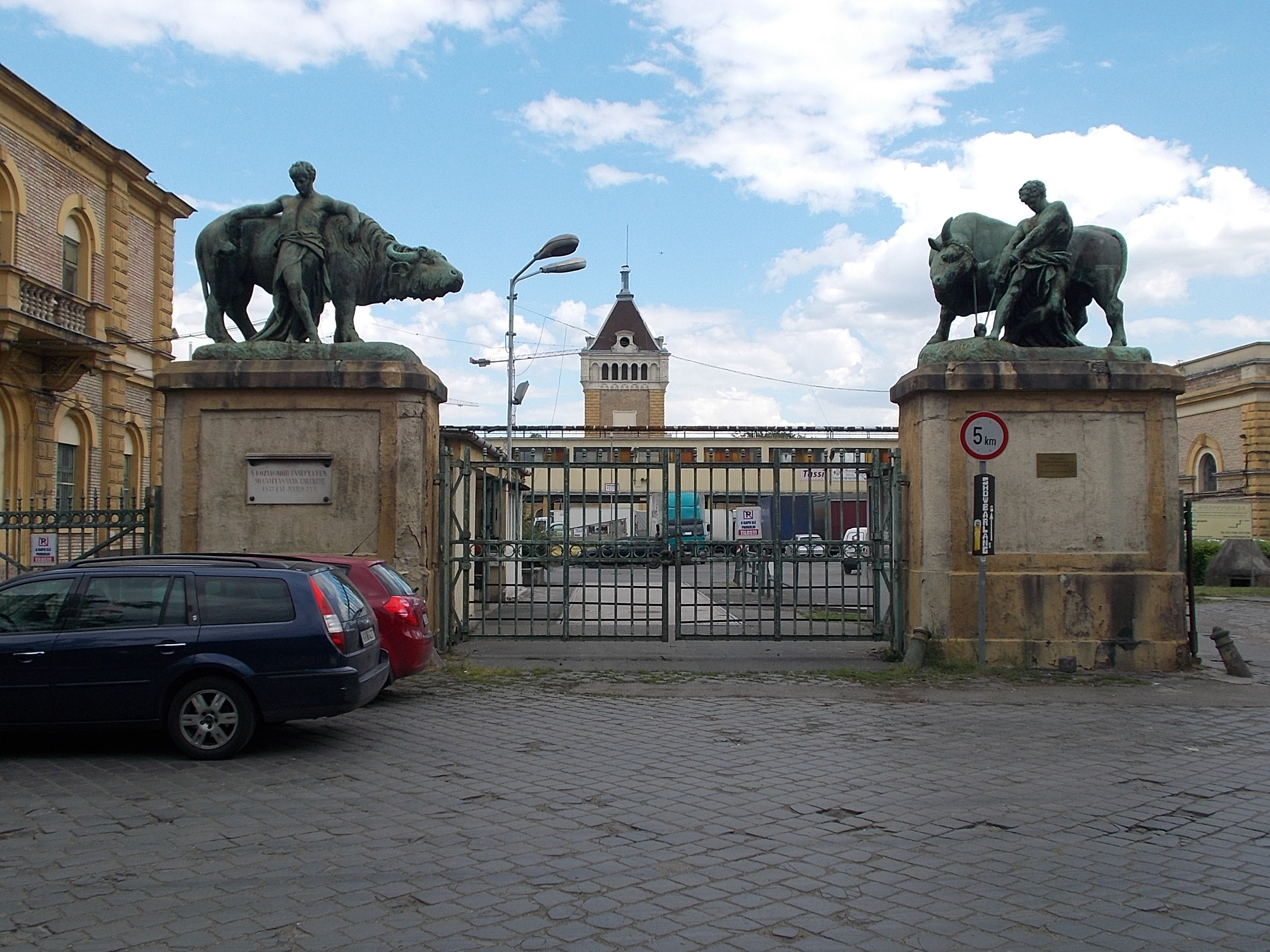
Budapesti Marhaközvágóhíd és Húsfeldolgozó Vállalat (főbejárat)
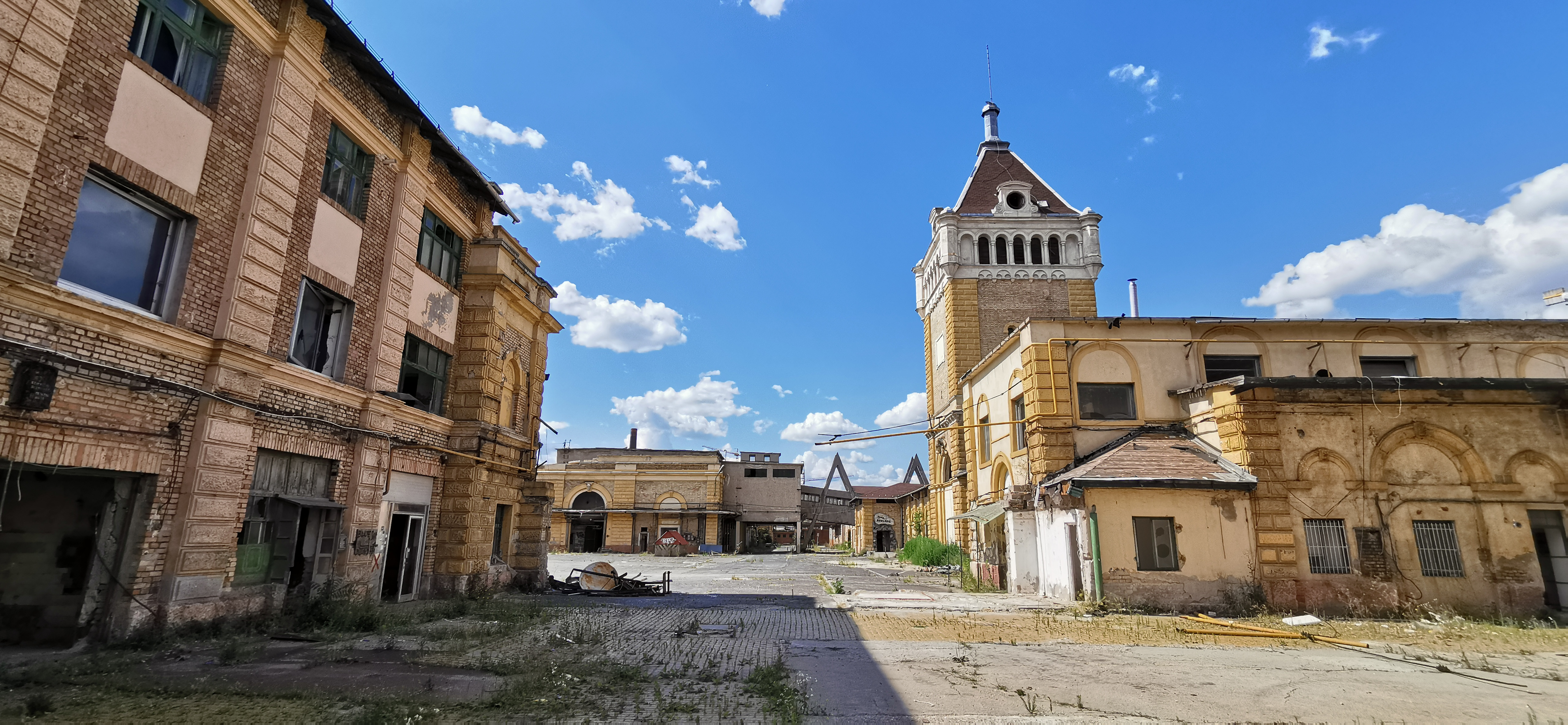
Budapesti Marhaközvágóhíd és Húsfeldolgozó Vállalat
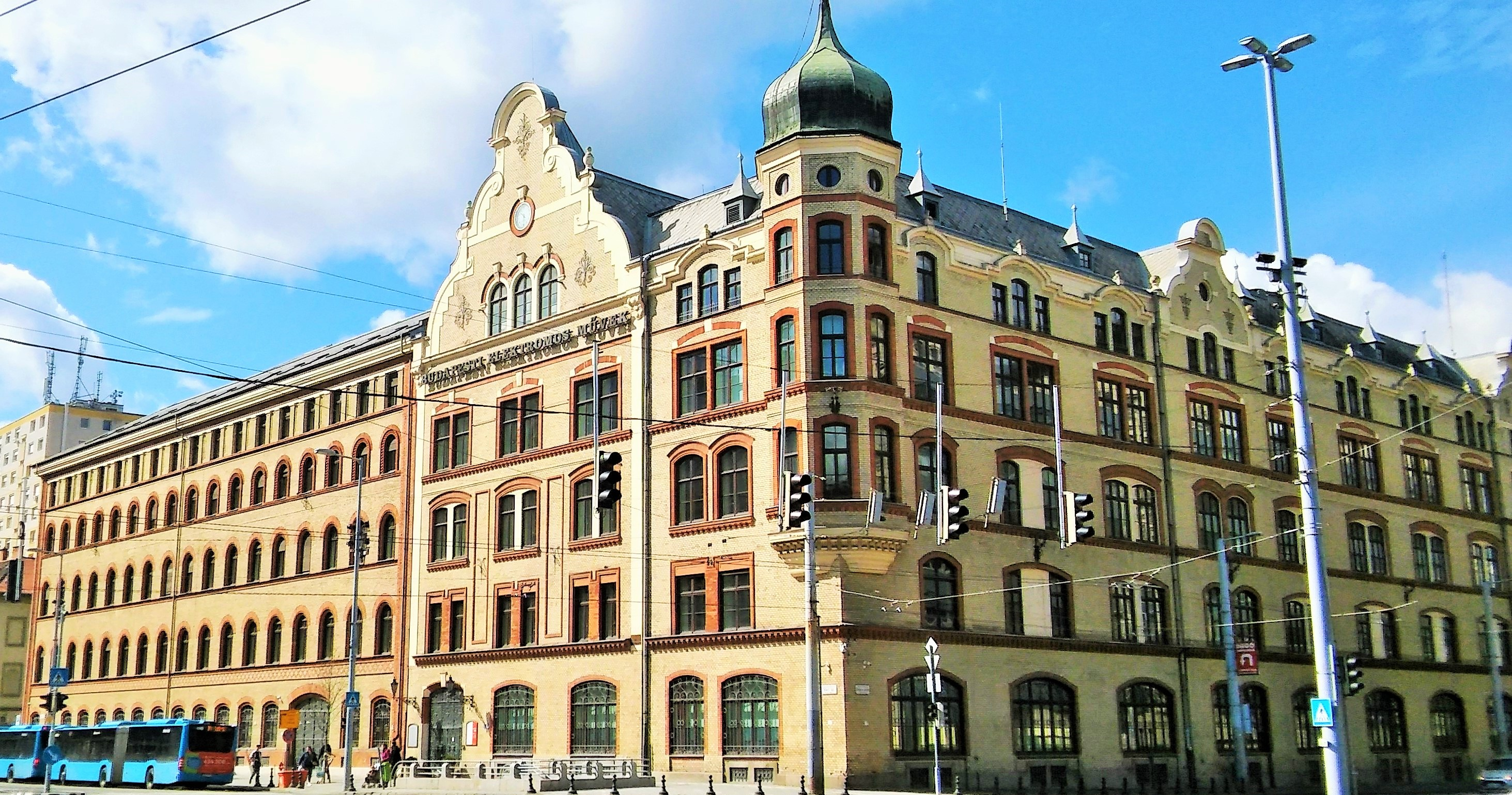
A Budapesti Elektromos Művek székháza
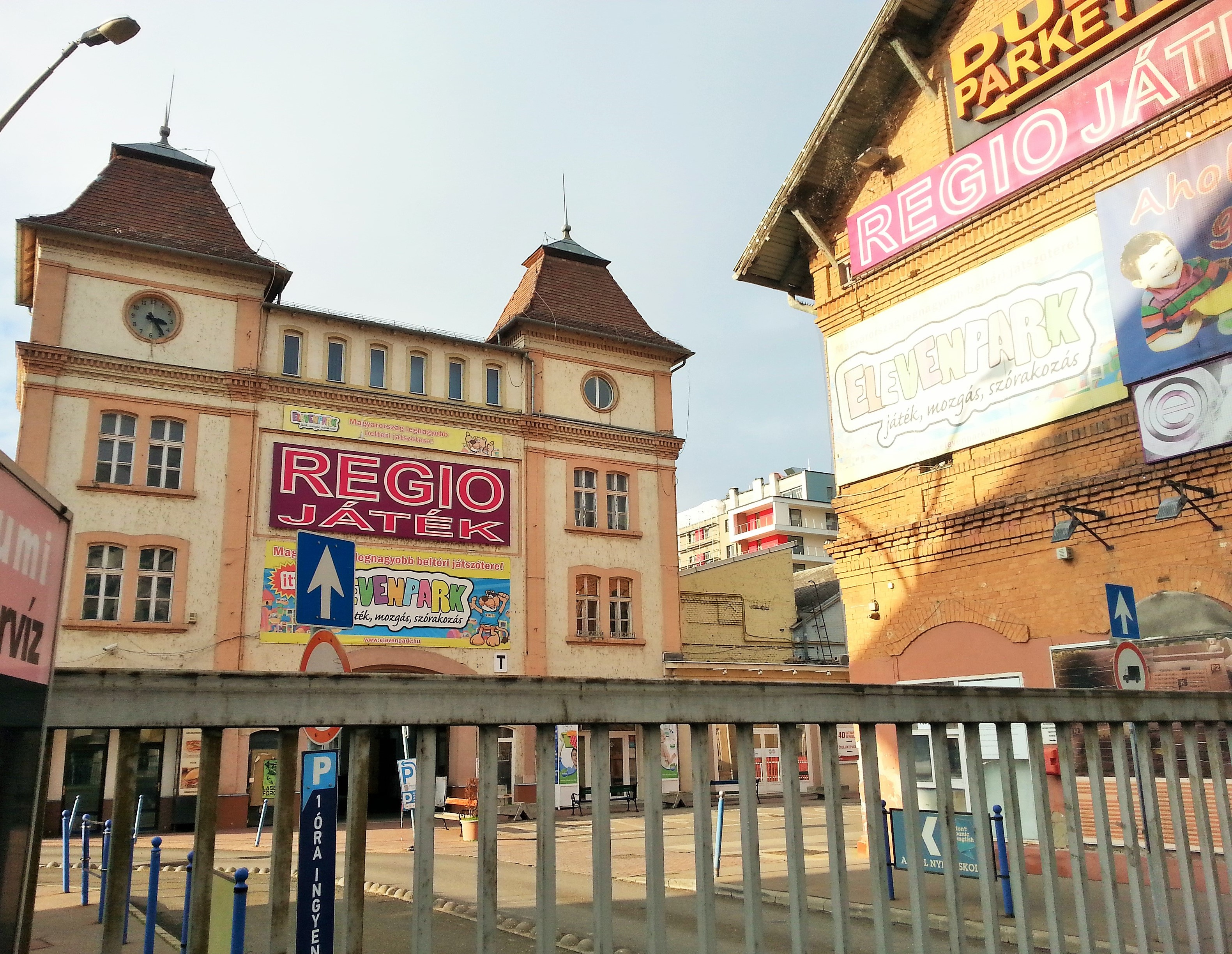
Csavaripari Vállalat
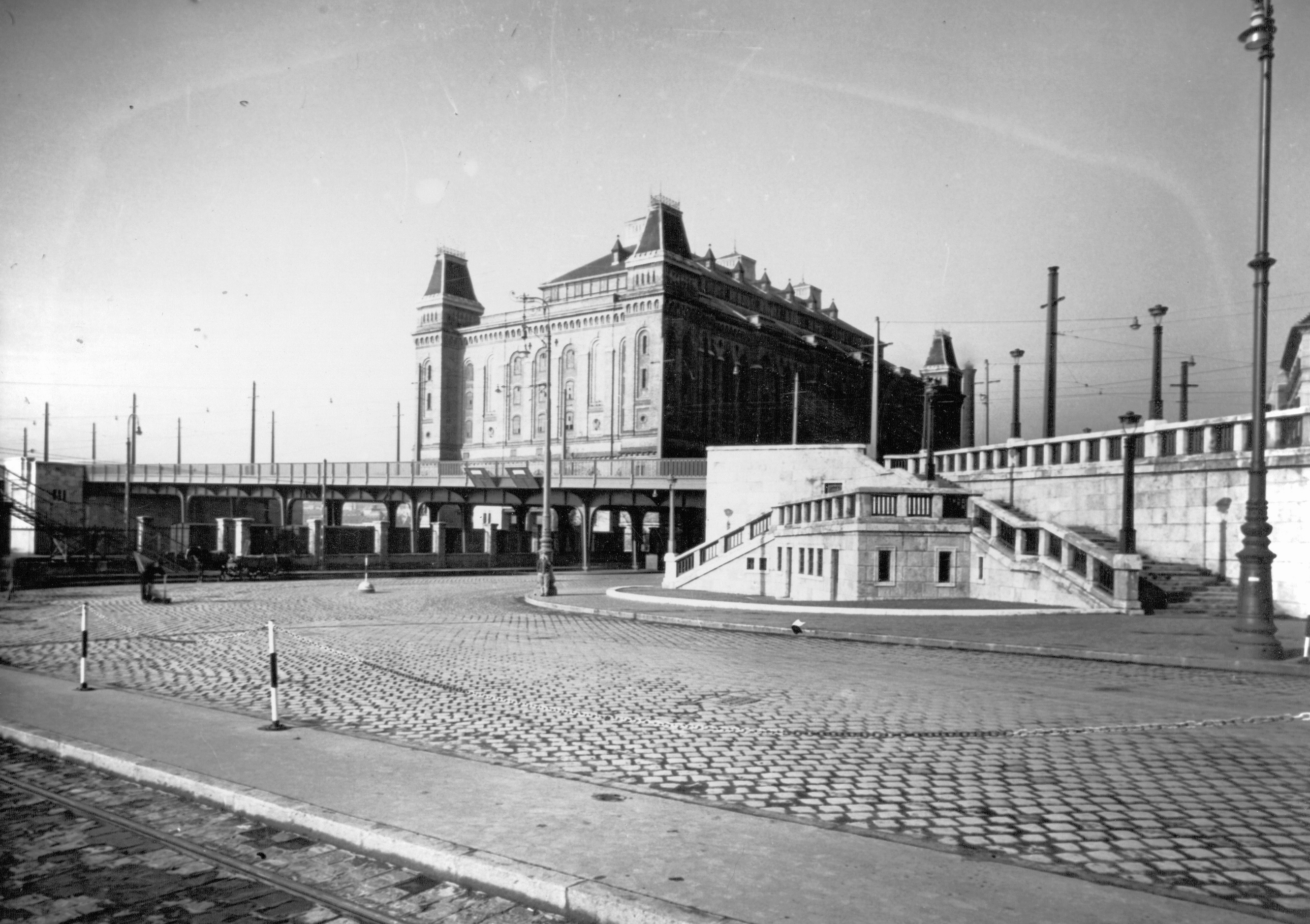
Elevátor-ház (archív felvétel)

## 20. század eleje
Jelentős szecessziós ipari emlék az Újpesti Vágóhíd (Böhm Henrik és Hegedűs Ármin, 1908–1911), de egyszerűbb szecessziós jellemzők figyelhetők meg a Révész utcai Erőmű (1908), az Óbudai Gázgyár (Albert Weiss, 1913), a Pamuttextilművek Bocskai úti gyára (1910–1911), a Lenfonó és Szövőipari Vállalat (1910-es évek) és az Egyesült Izzólámpa és Villamossági Rt. (Exler Jenő, 1900–1902) épületein is.
Ipari szecessziós stílusban tervezte meg 1900 körül Fellner Sándor a Podvinecz és Heisler-gépgyárat (Váci út 141-143.) Az épületet a 2000-es években elbontották. Fellner műve a Lágymányosi Dohánygyár szecessziós épülete is (1909–1911, Budafoki út 59-63.), amely napjainkban Budapest Főváros Kormányhivatala Földhivatali Főosztálya és egyéb irodáknak ad helyet.
1913-ban Gaál Bertalan Kőbányán Fővárosi Serfőző Rt.-nek készített hatalmas, vöröstéglás gyárépületet. Ez vált később a legendás Globus Konzervgyárrá.

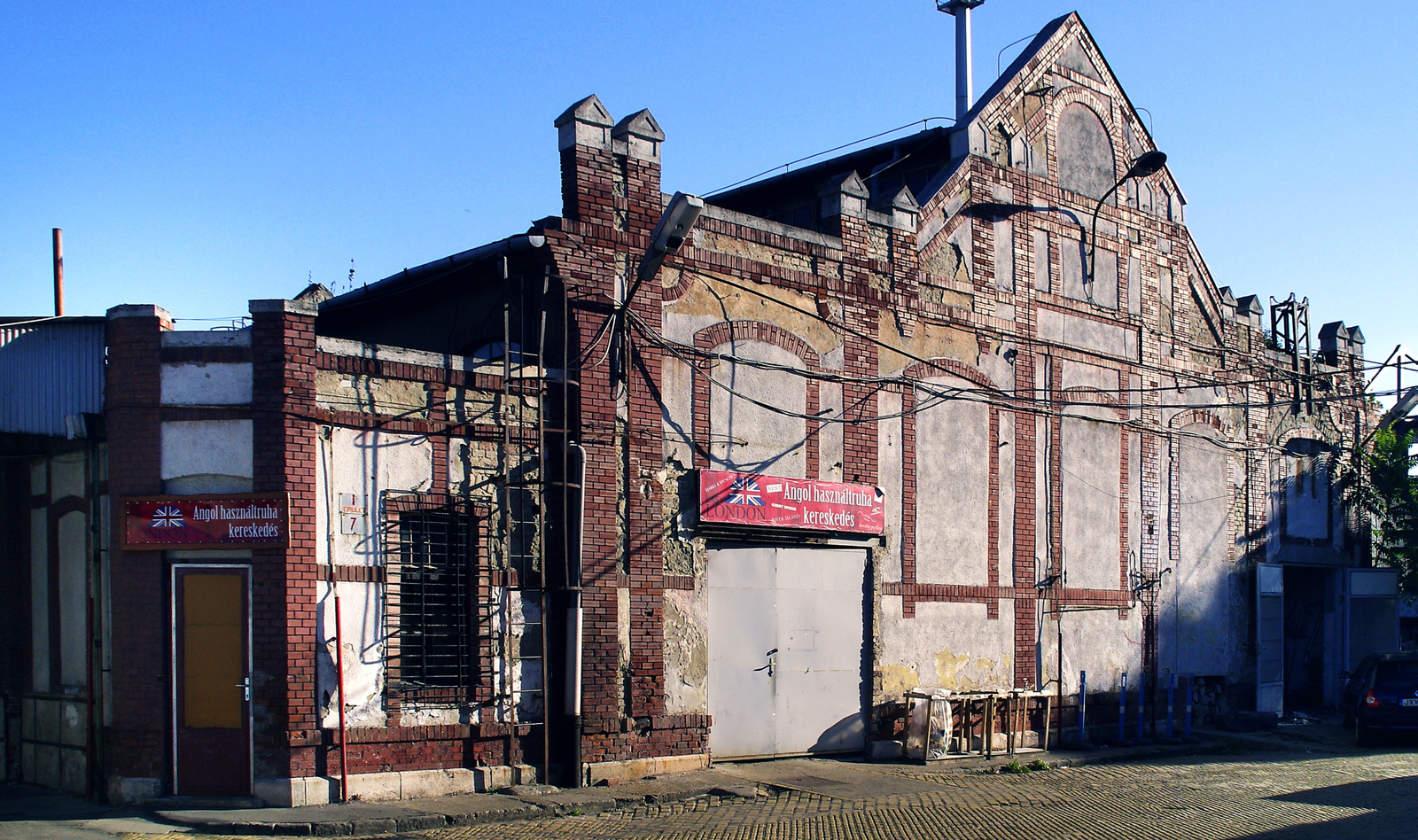
Újpesti vágóhíd
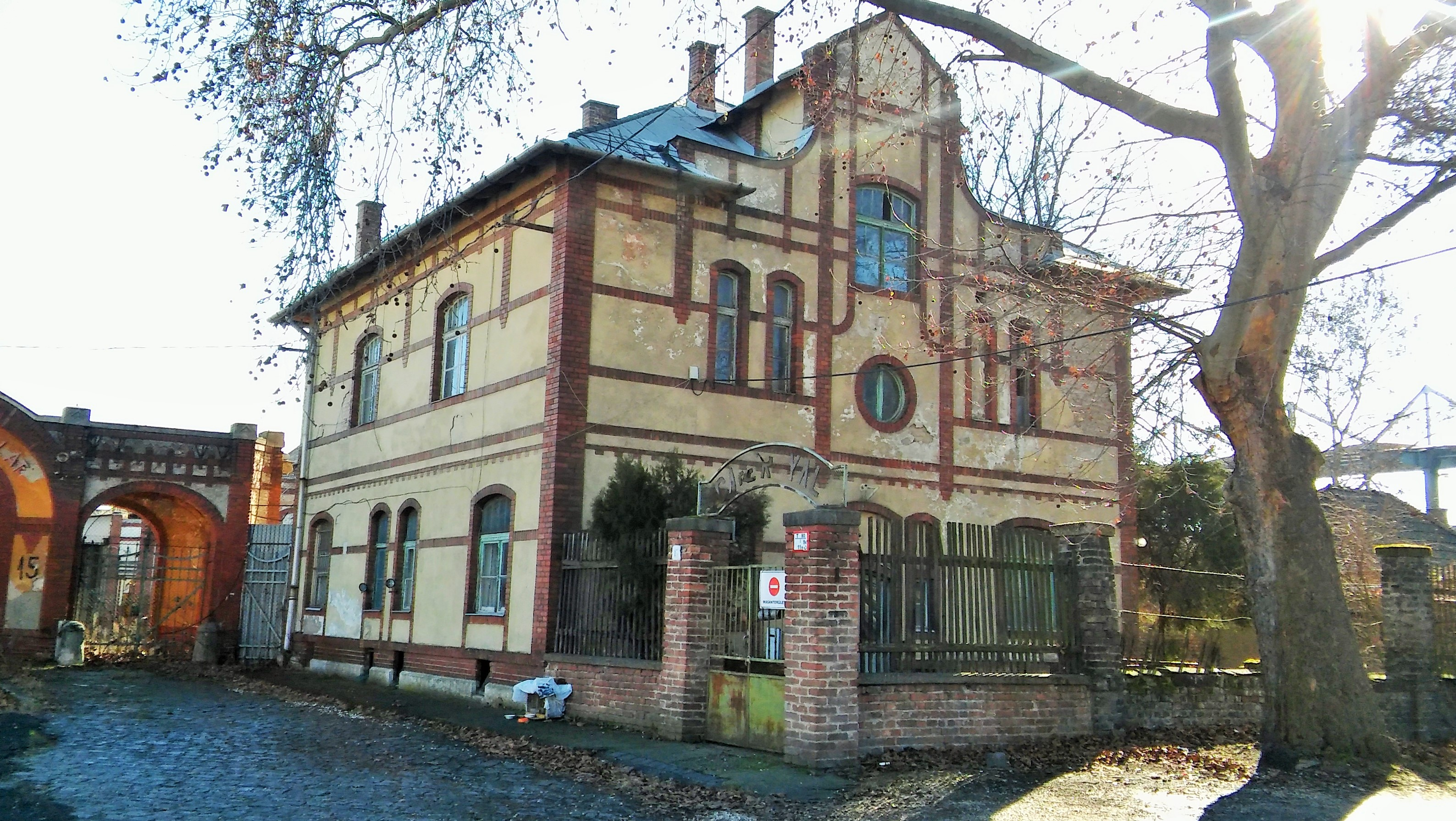
Újpesti vágóhíd
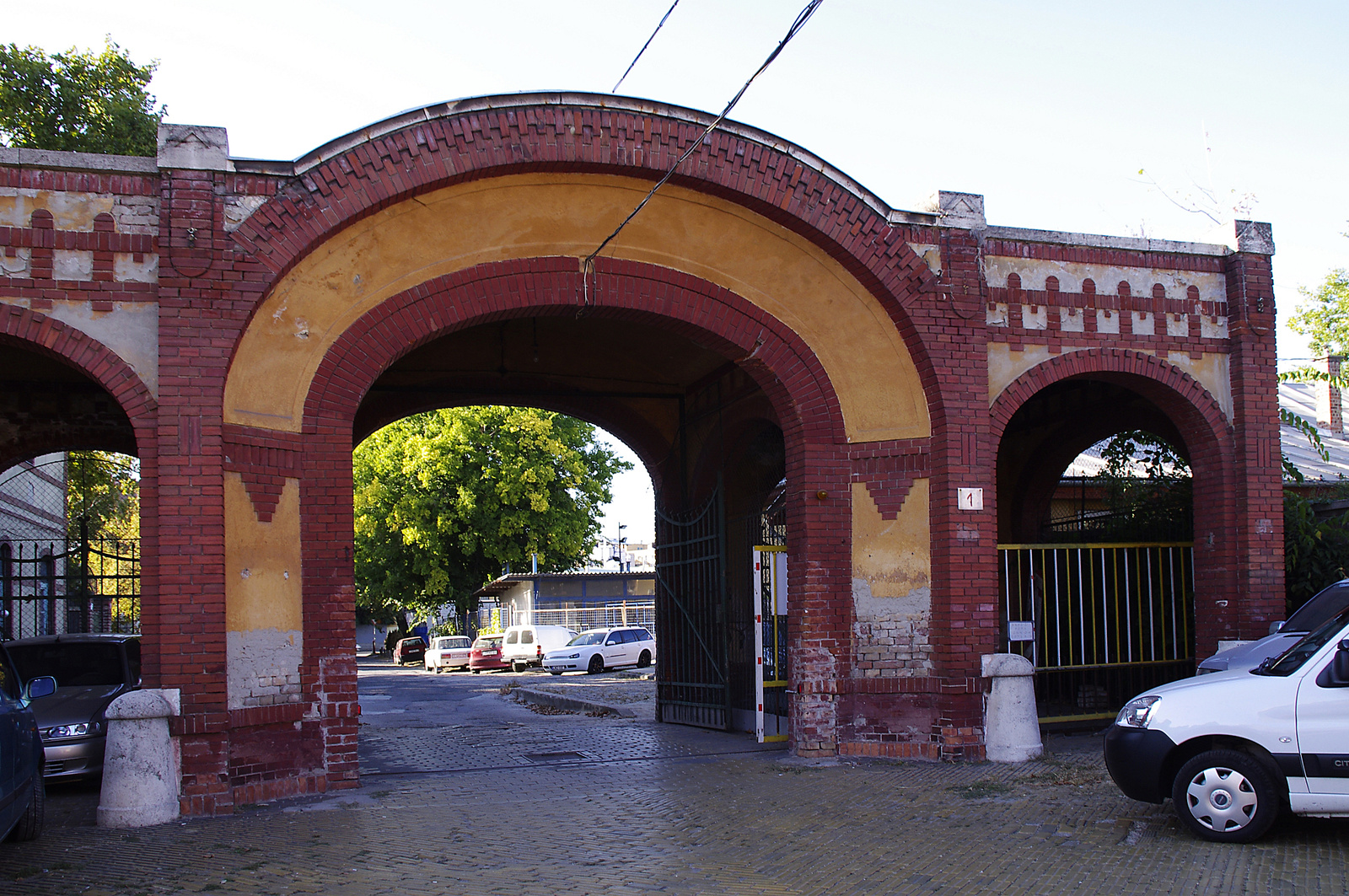
Újpesti vágóhíd, kapuépítmény
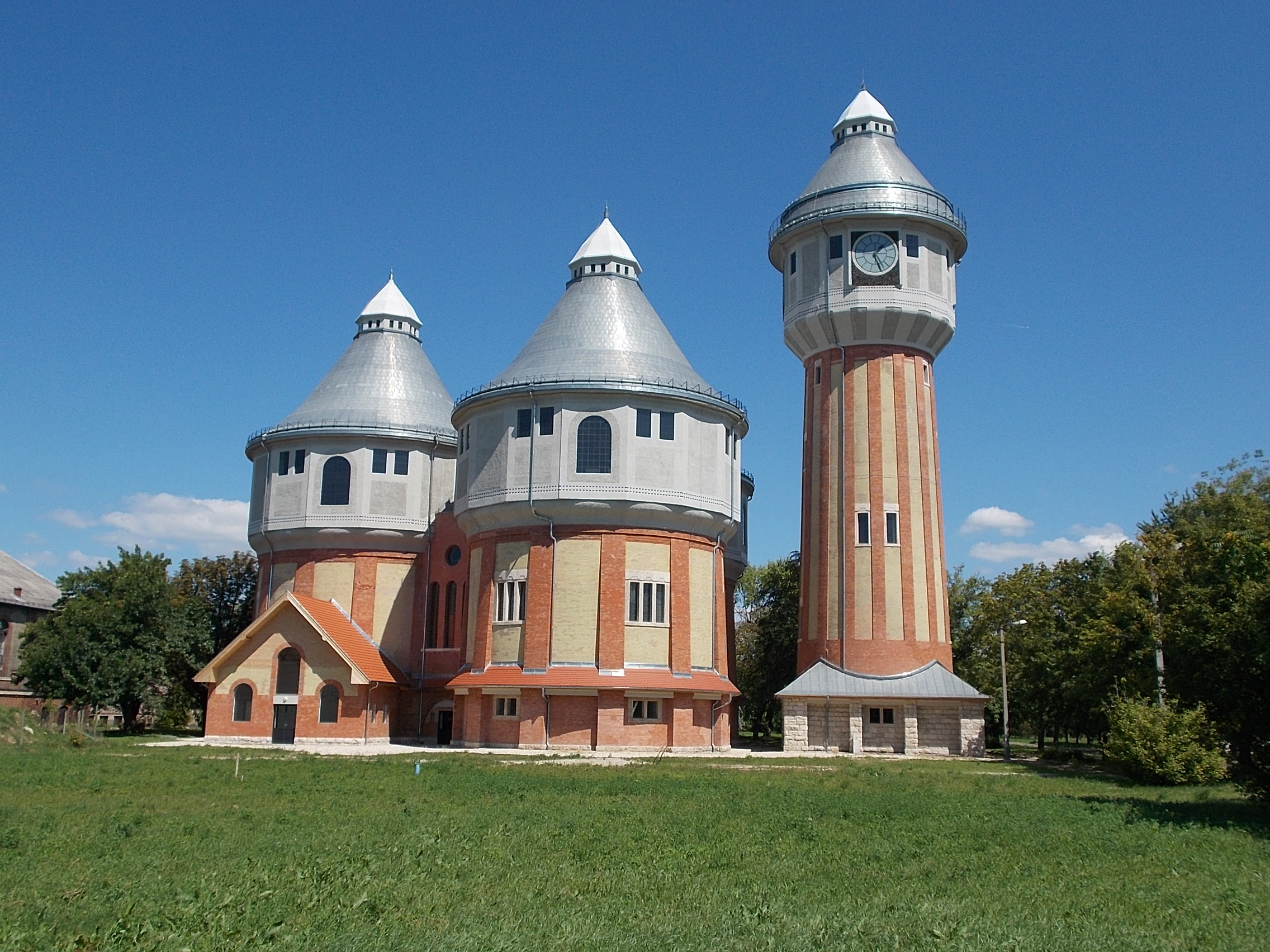
Óbudai Gázgyár
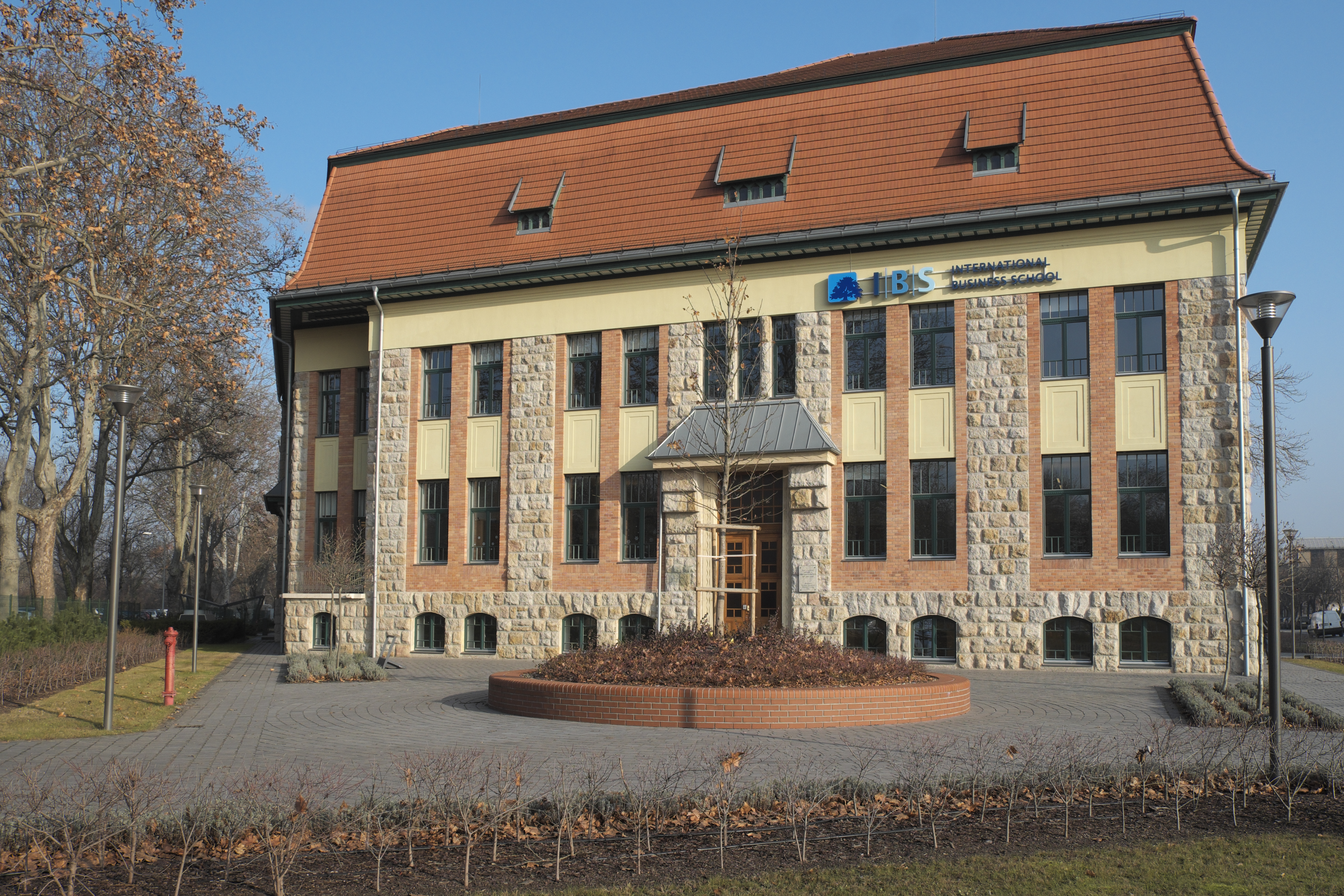
Óbudai Gázgyár
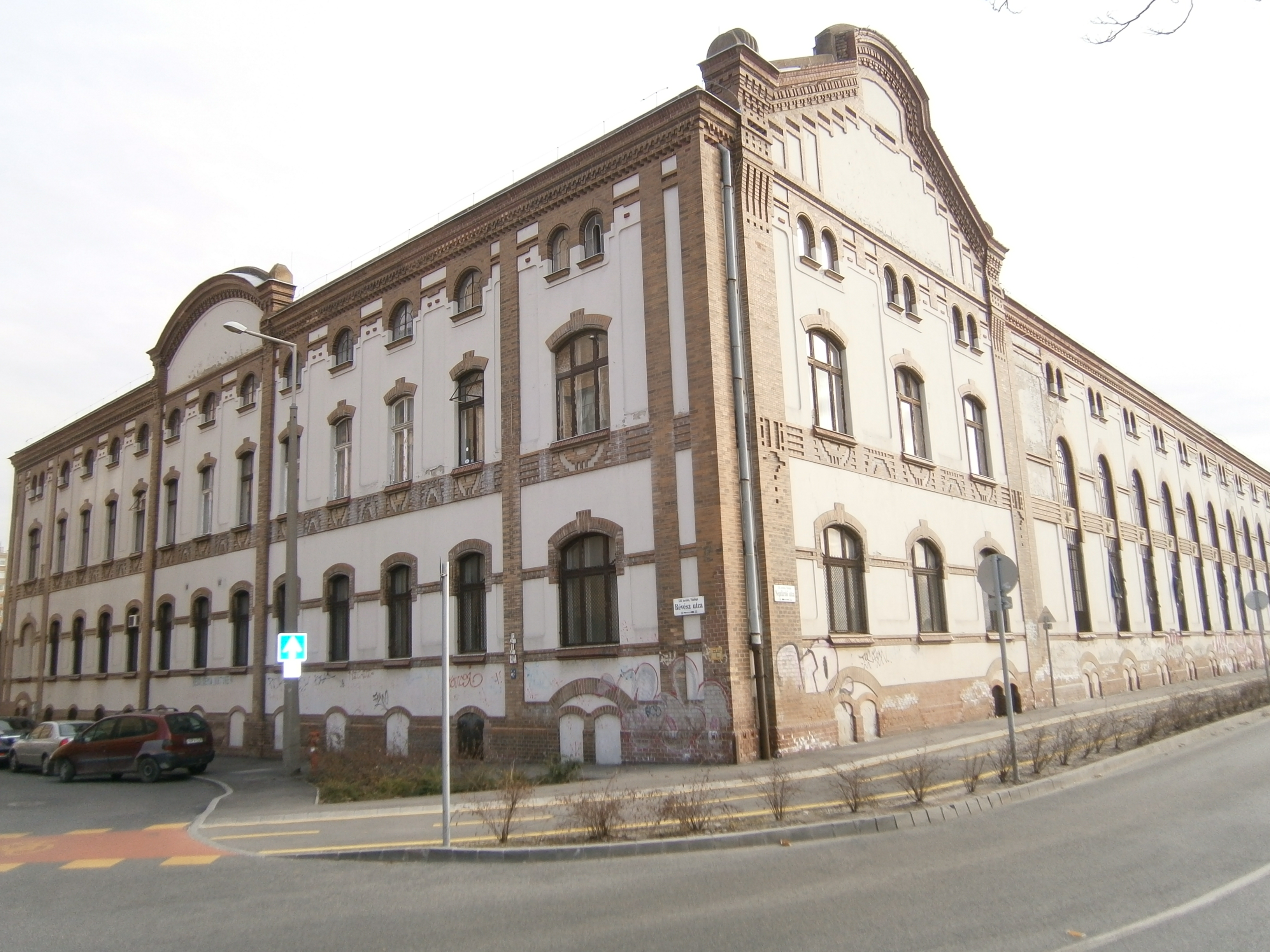
Révész utcai Erőmű
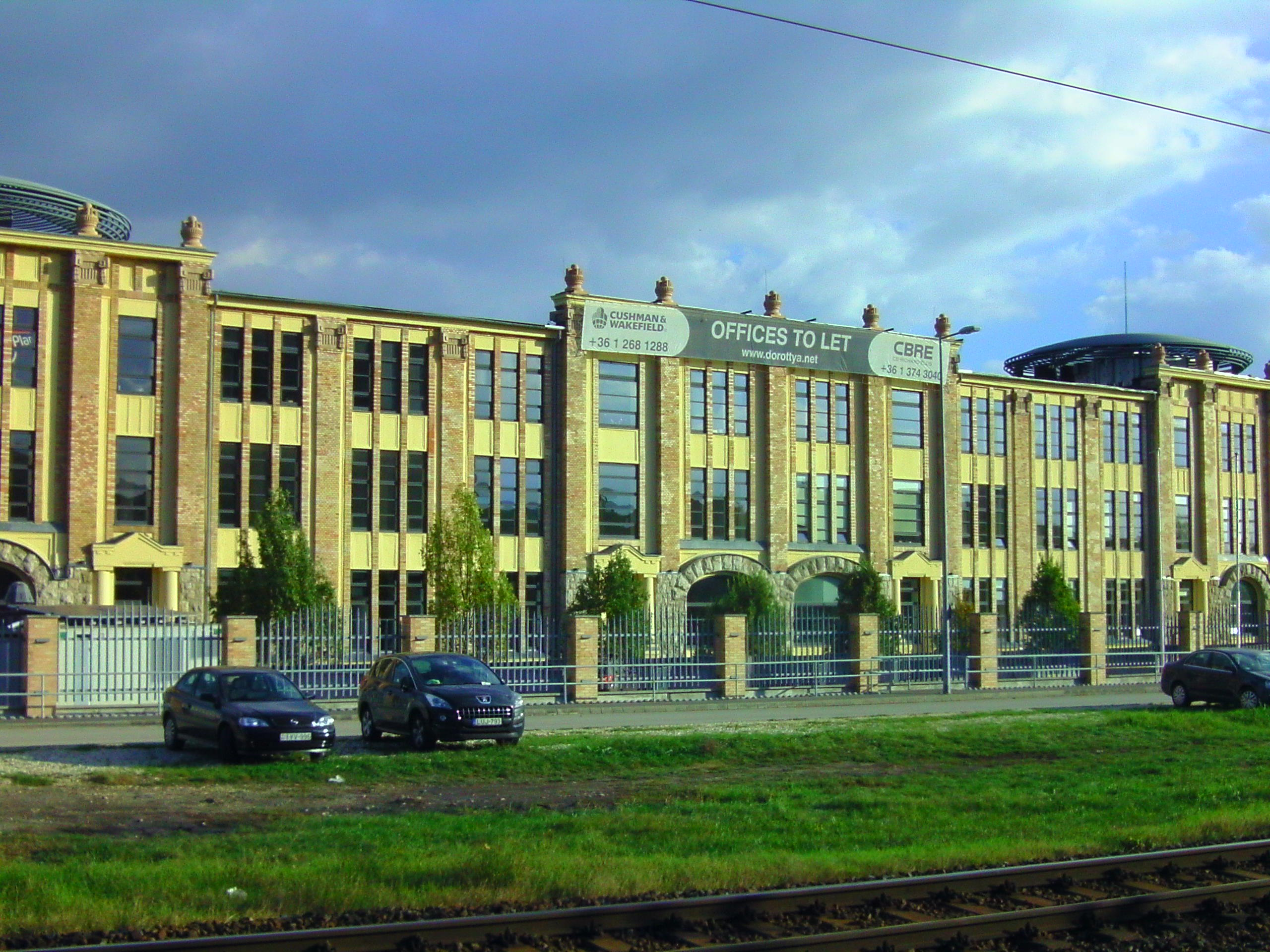
Pamuttextilművek Bocskai úti gyára
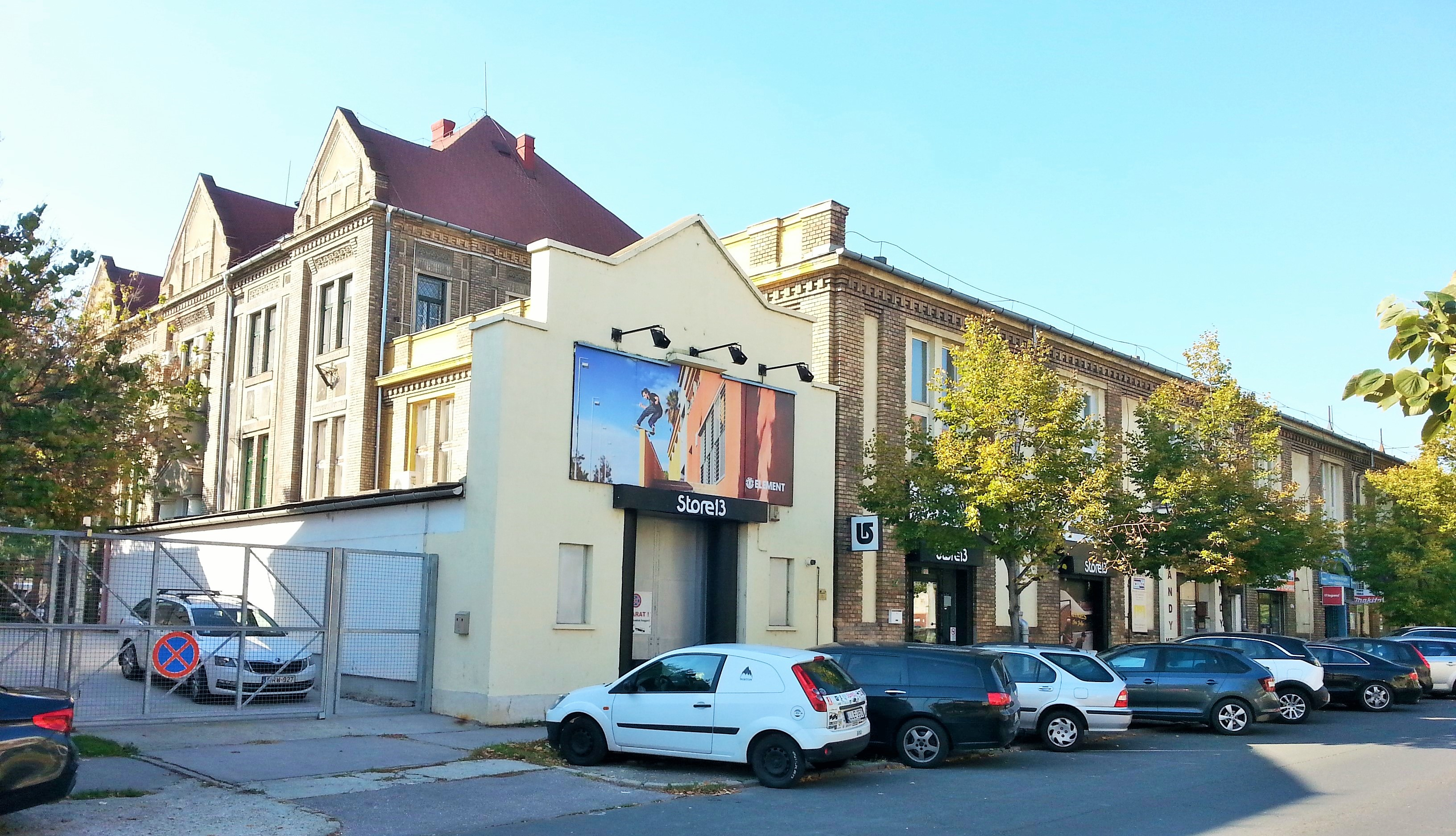
Lenfonó és Szövőipari Vállalat
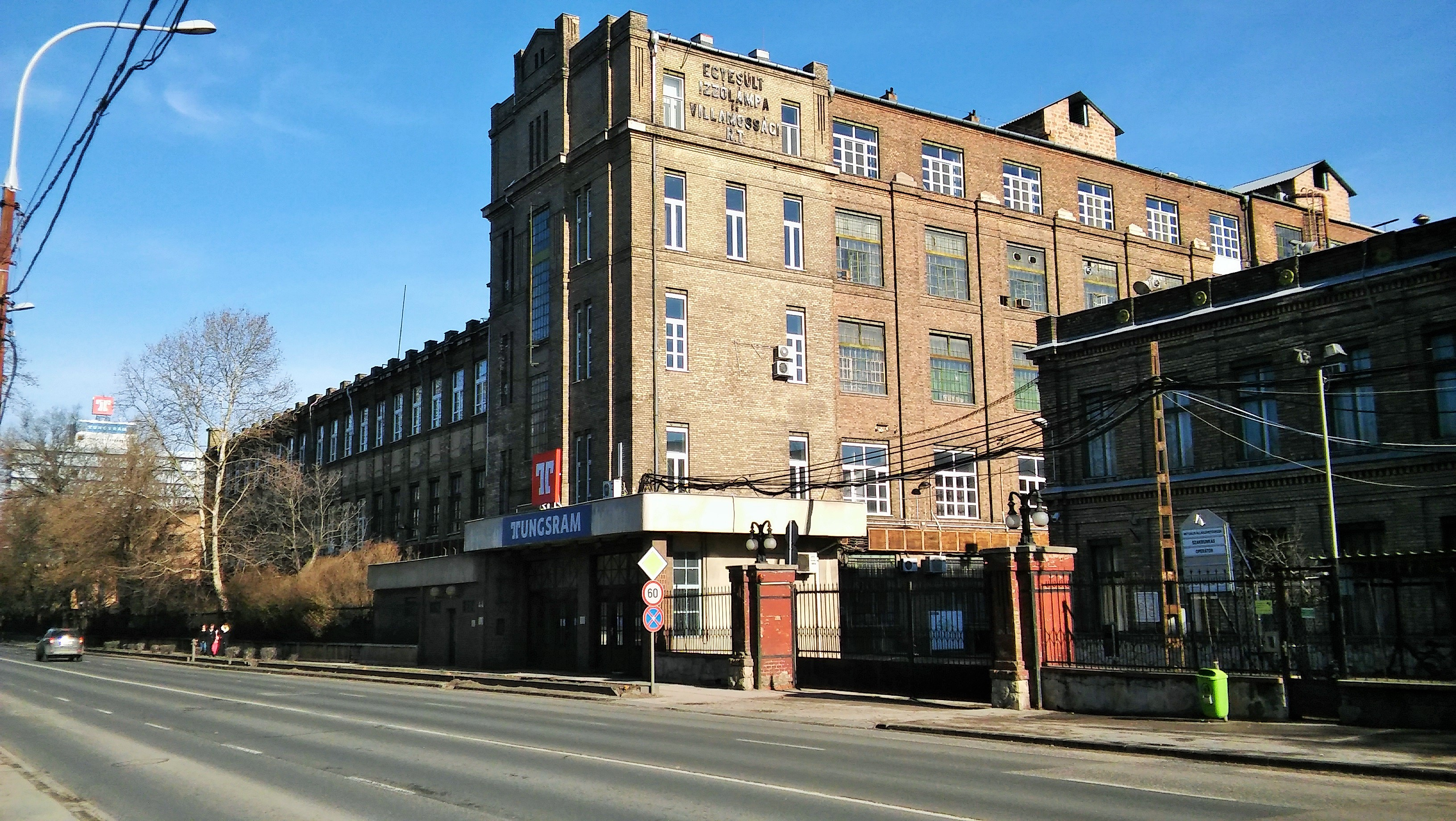
Egyesült Izzólámpa és Villamossági Rt.
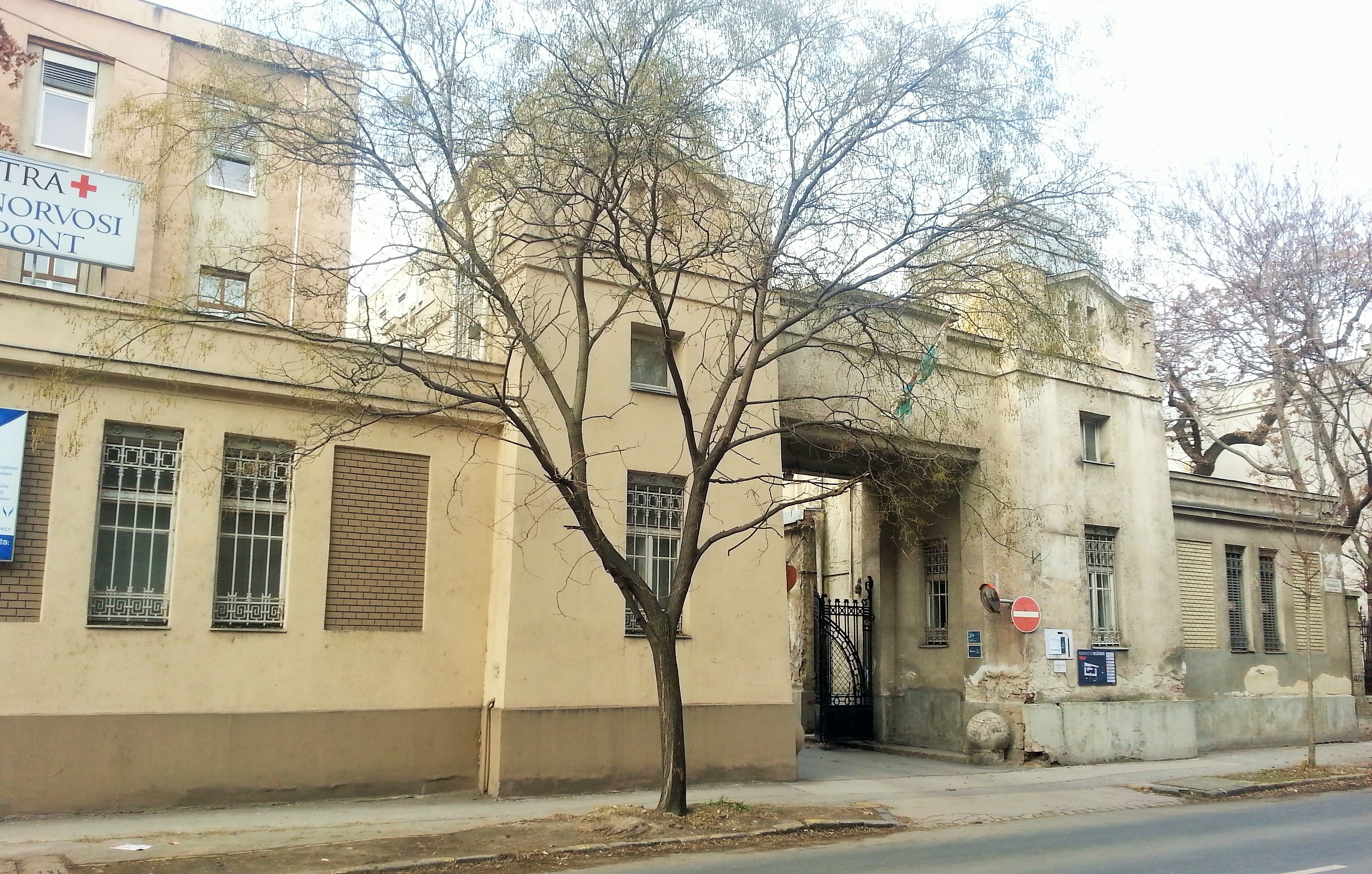
Lágymányosi Dohánygyár, kapuépítmény
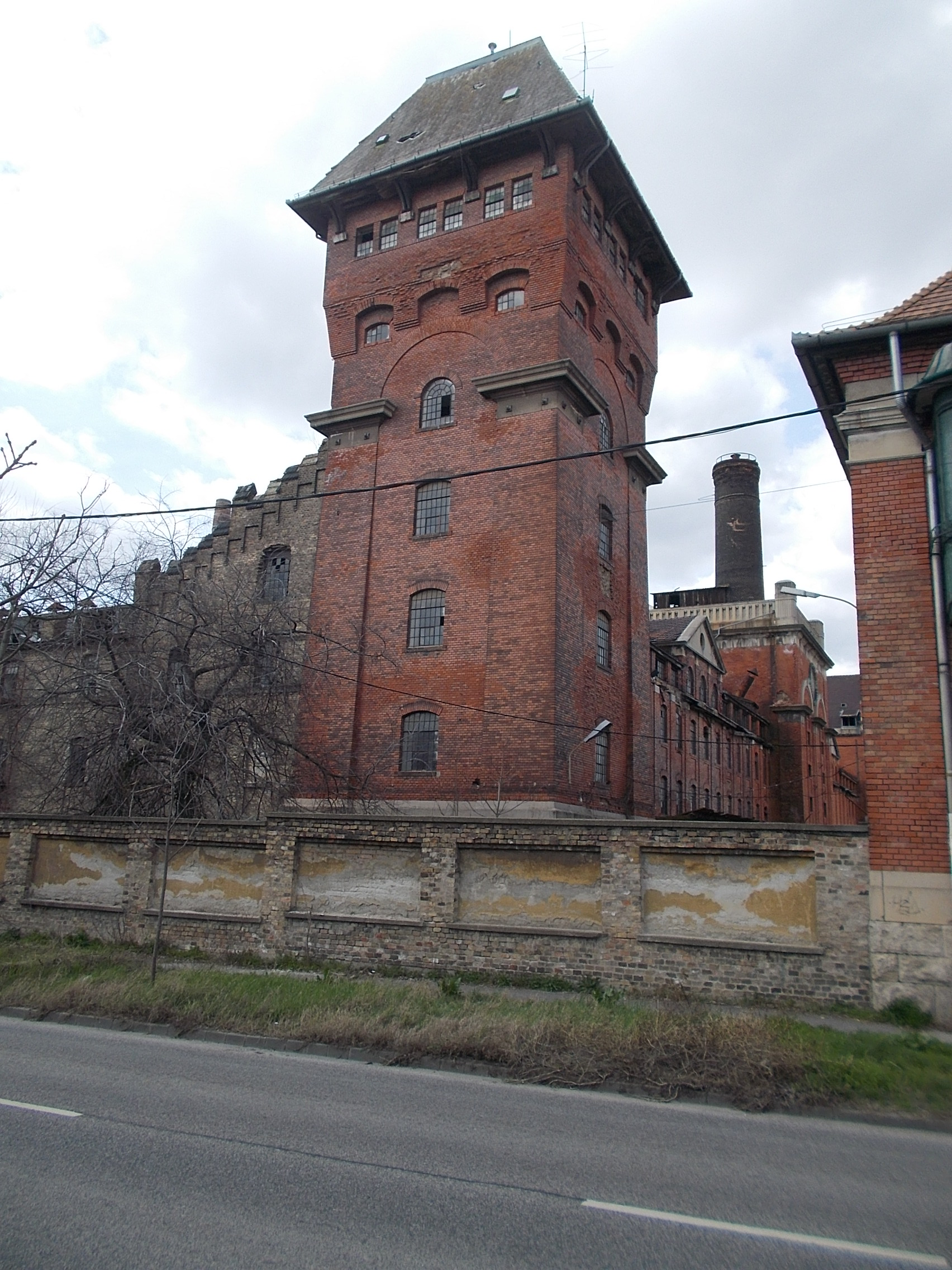
Fővárosi Serfőző Rt.
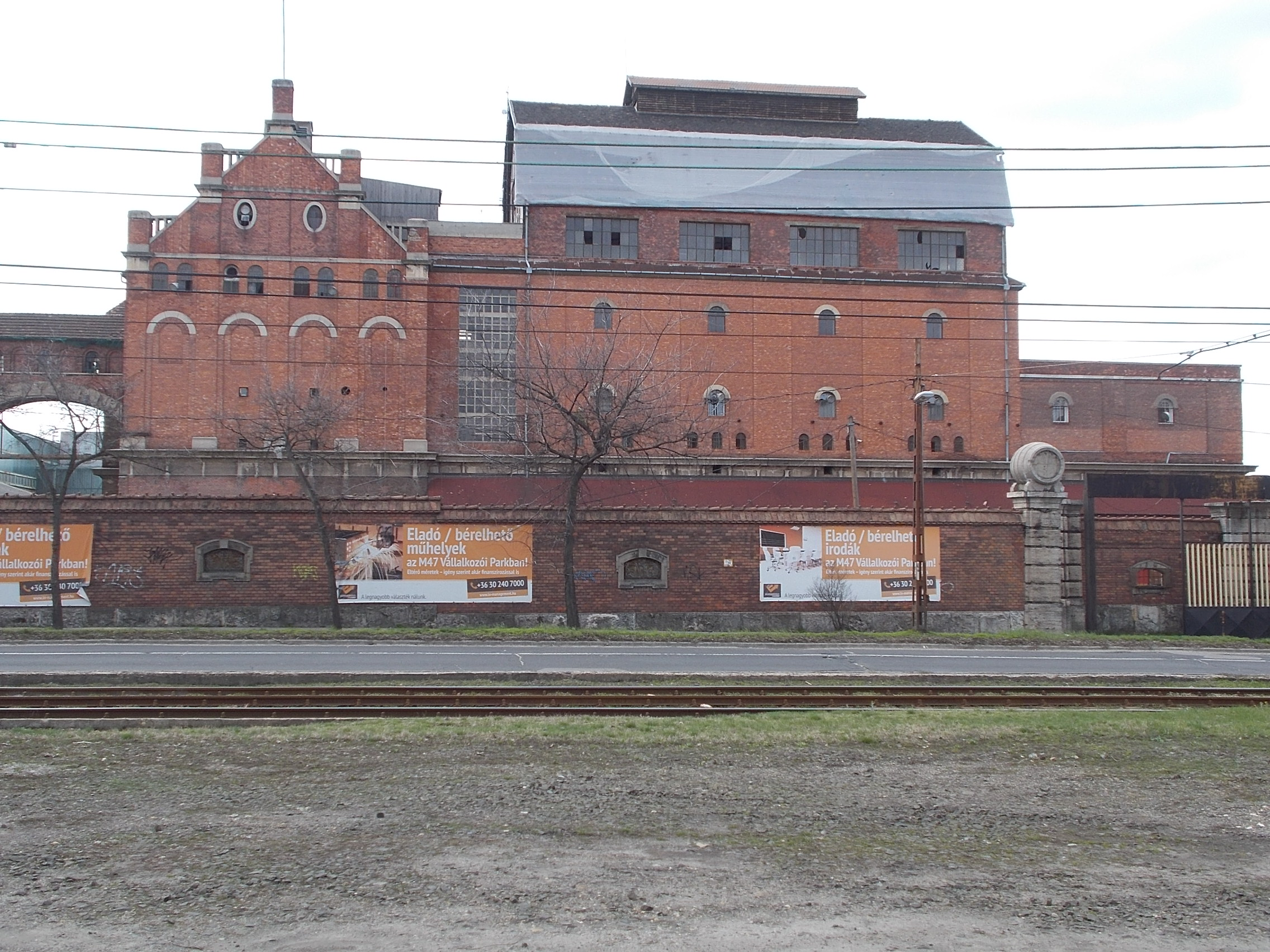
Fővárosi Serfőző Rt.

Az erdélyi népies stílus nem hatott kiemelkedő módon a fővárosi gyárépítészetre. Mindössze az Óbudai Gázgyárhoz épült Gázgyári lakótelep munkás- (Almási Balogh Loránd) és tisztviselőházainál (Reichl Kálmán) figyelhető meg a használata (1912–1913).
Premodern, illetve art déco stílusban épült fel Reichl Kálmán, majd halála után Borbiró Virgil tervei szerint a Kelenföldi Erőmű (1913–1933). Gut Árpád és Gergely Jenő Fegyver- és Gázkészülékgyárat tervezett a Soroksári úton (1913–1915). Valószínűleg a premodern építészethez sorolható Neuschloss Kornél Székesfővárosi Gázművek, Lipótvárosi Gáztartó Állomástelep Központi Műhely- és Raktárépülete (ma: Riverloft Apartmanház, 1914, Révész u. 27-31.).
A korszak dísztelen, nagy méretű ipari épülete a Budai Hengermalom (1911), a Nagytétényi Sertéshizlalda (1914), és a az Első Budapesti Gőzmalom Részvénytársaság gőzmalma (1915).

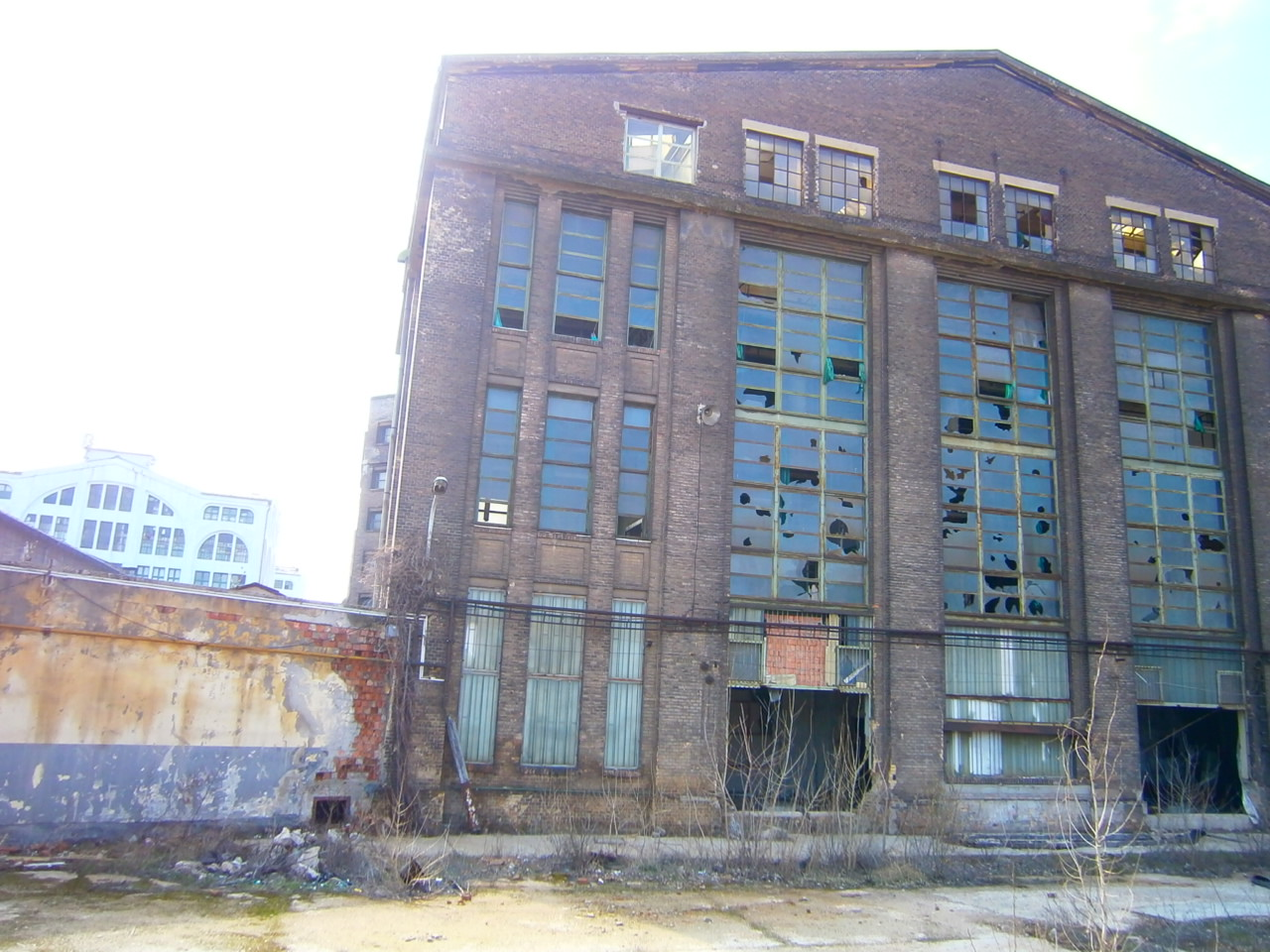
Fegyver- és Gázkészülékgyár csarnoképület (felújítás előtt)
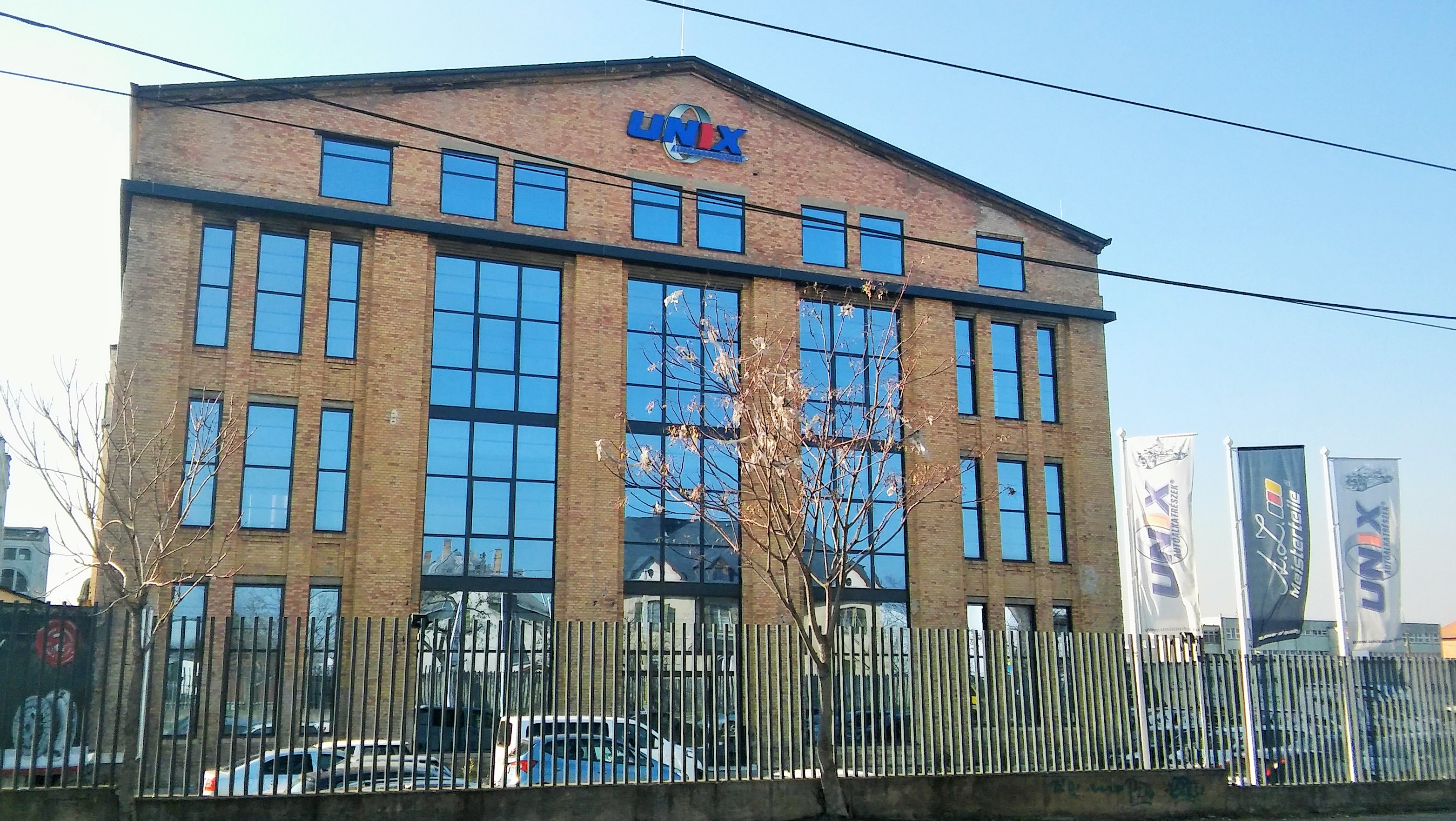
Fegyver- és Gázkészülékgyár csarnoképület (felújítás után)
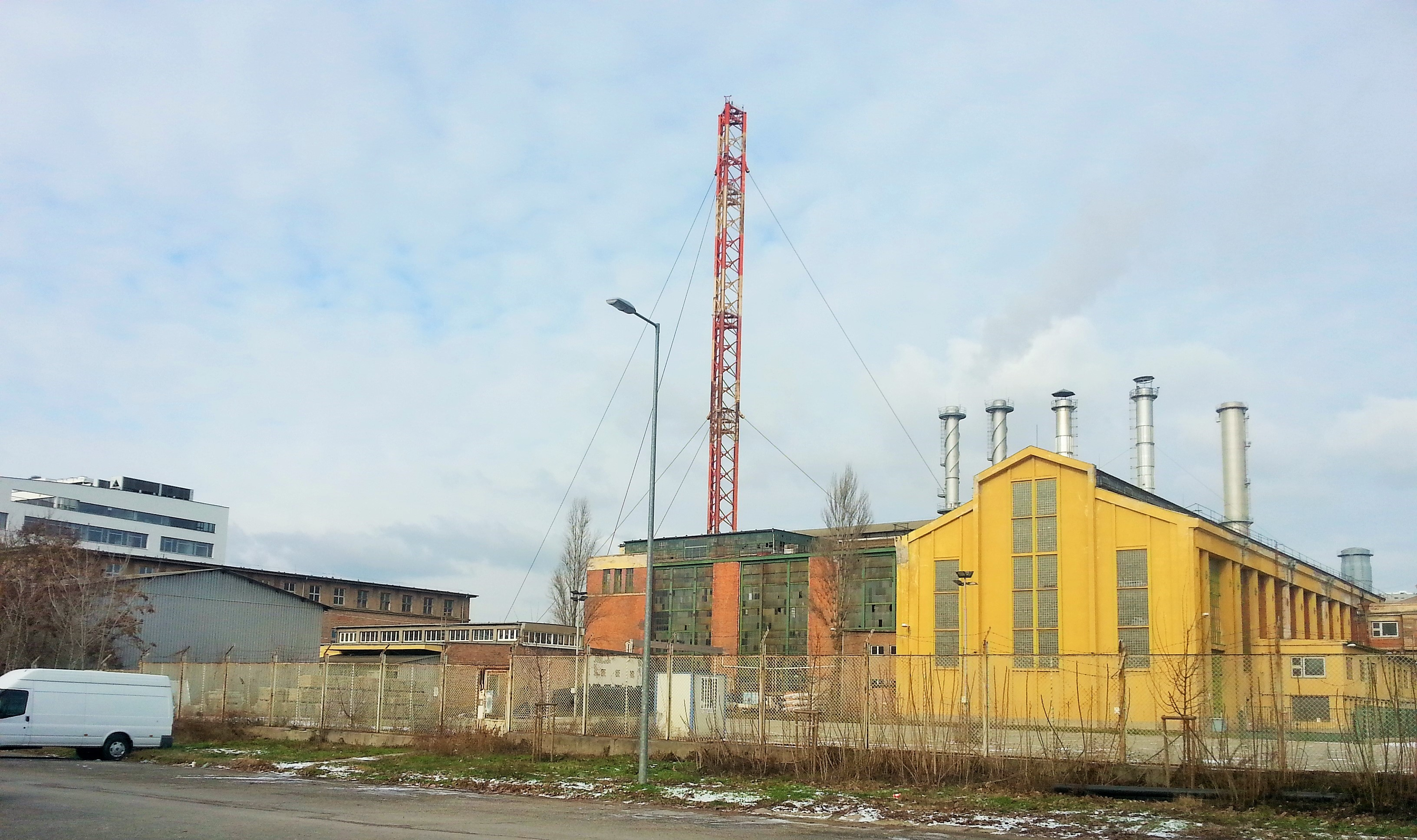
Kelenföldi Erőmű
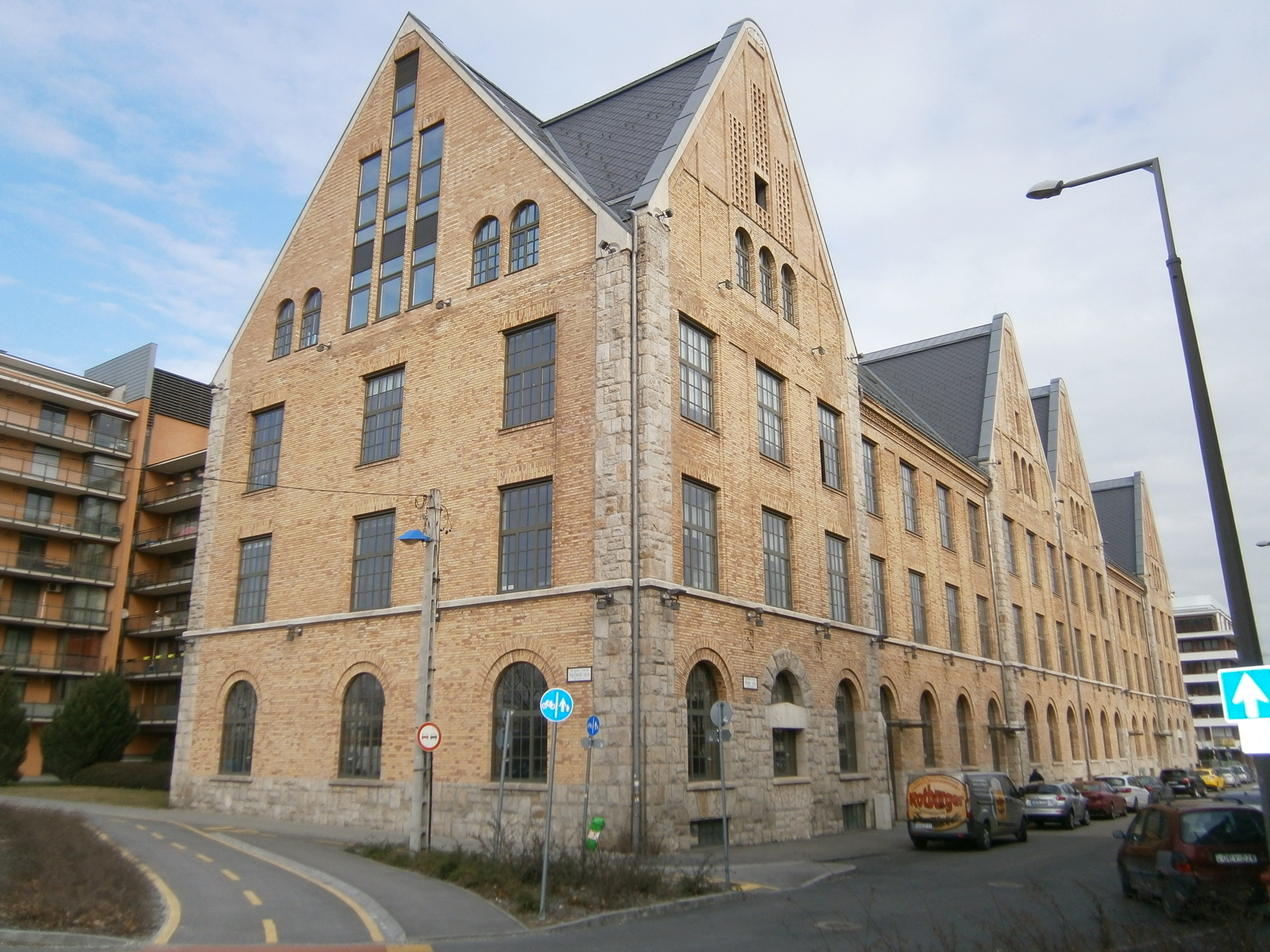
Székesfővárosi Gázművek, Lipótvárosi Gáztartó Állomástelep Központi Műhely- és Raktárépülete
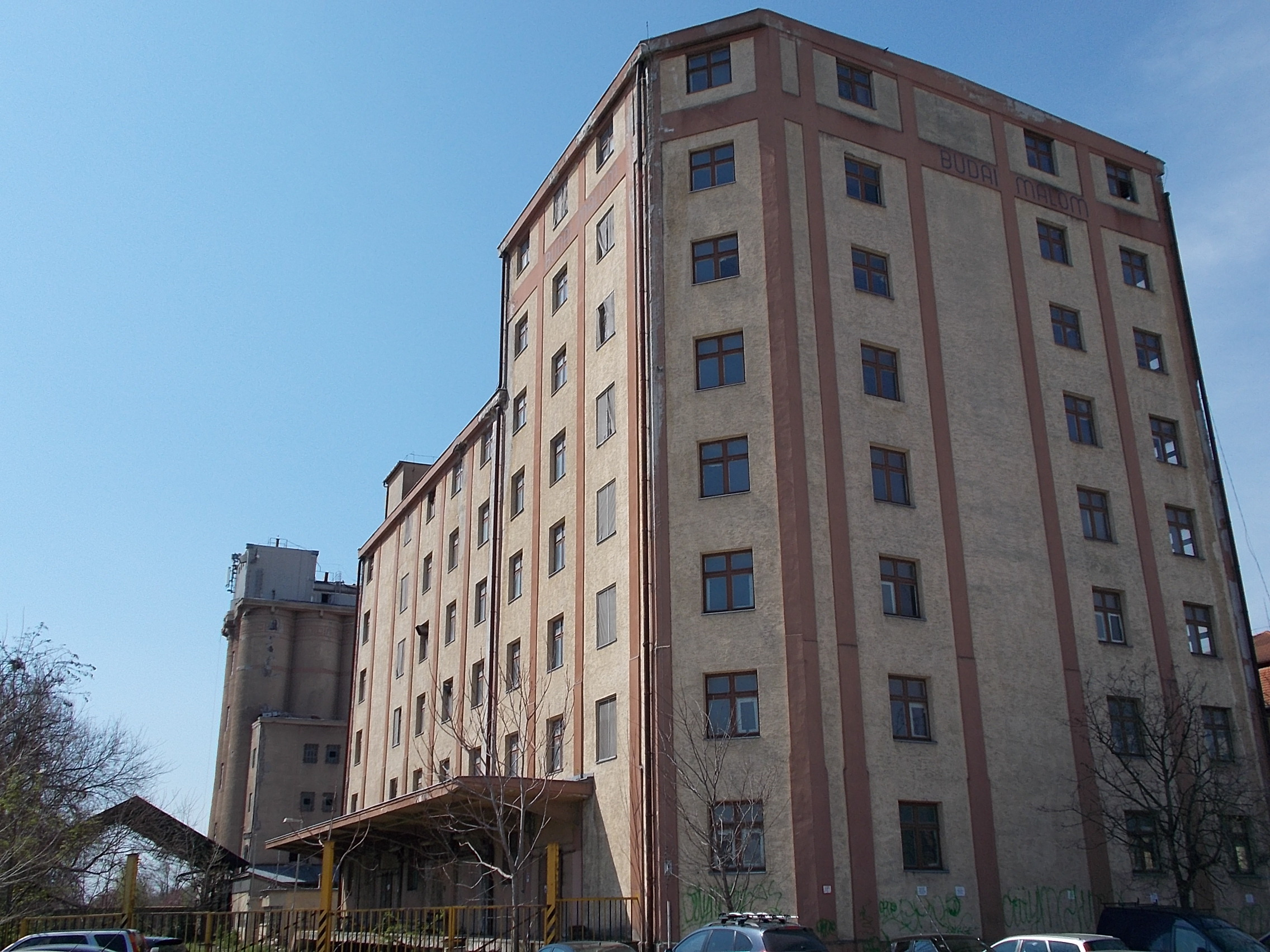
Budai Hengermalom
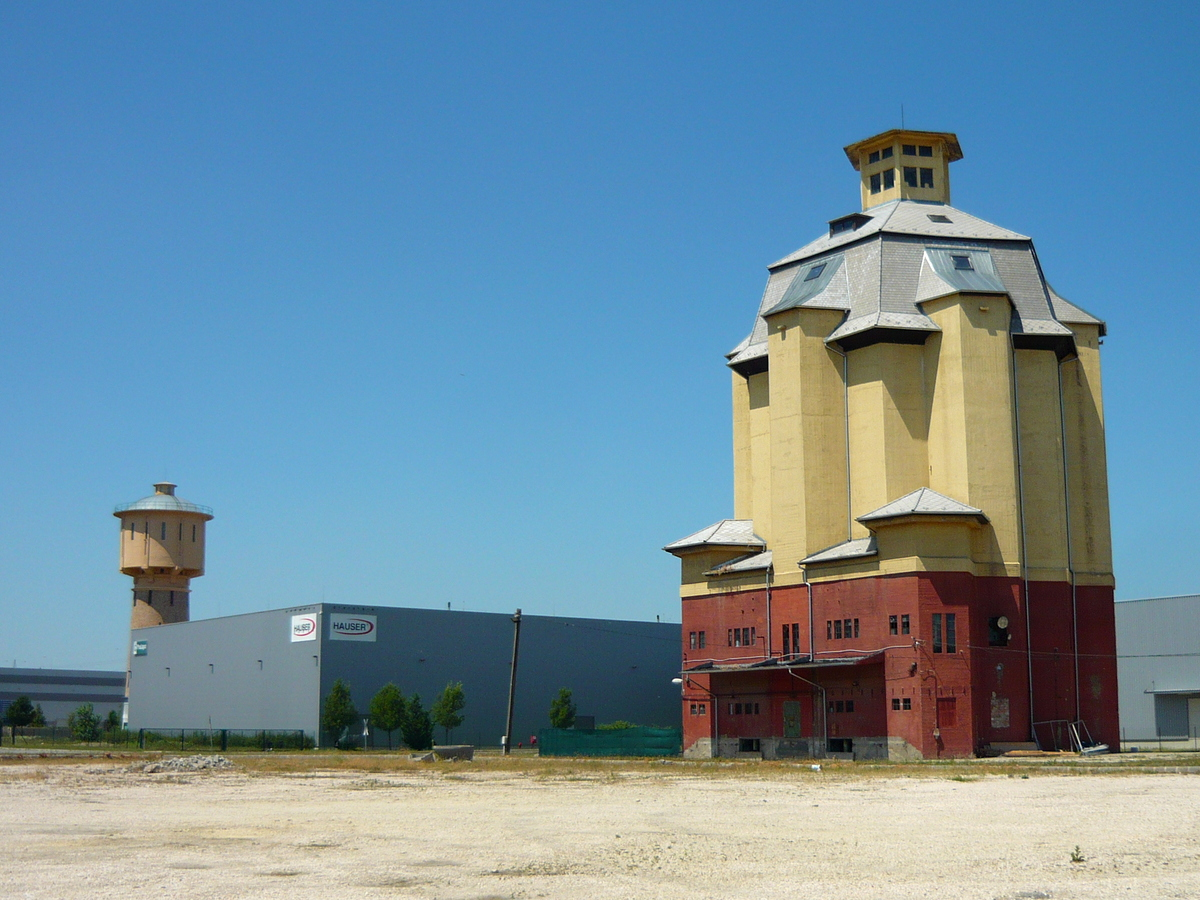
Nagytétényi Sertéshizlalda, silótorony

## Neoeklektikus ipari épületek
A két világháború közötti időszakban kezdetben a hivatalos építészet visszatért a korábbi eklektikához, ezért indokolt neoeklektikus (újeklektikus) építészetről beszélni. Néhány ipari épület is ilyen stílusban épült fel, így: Borjúvásárcsarnok (Riva József, 1927), MAHART Gabonatárház (Hültl Dezső, 1928).

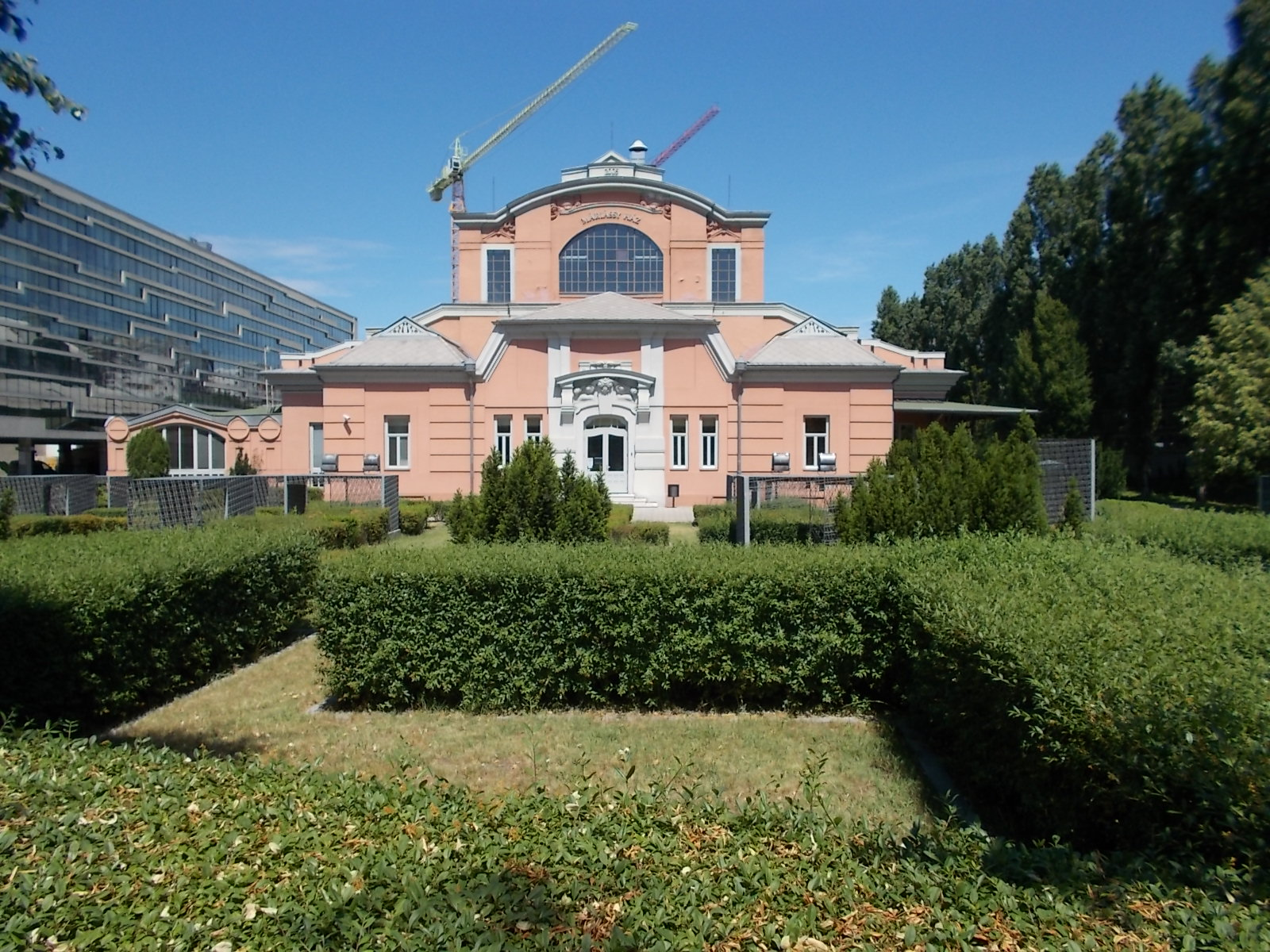
Borjúvásárcsarnok
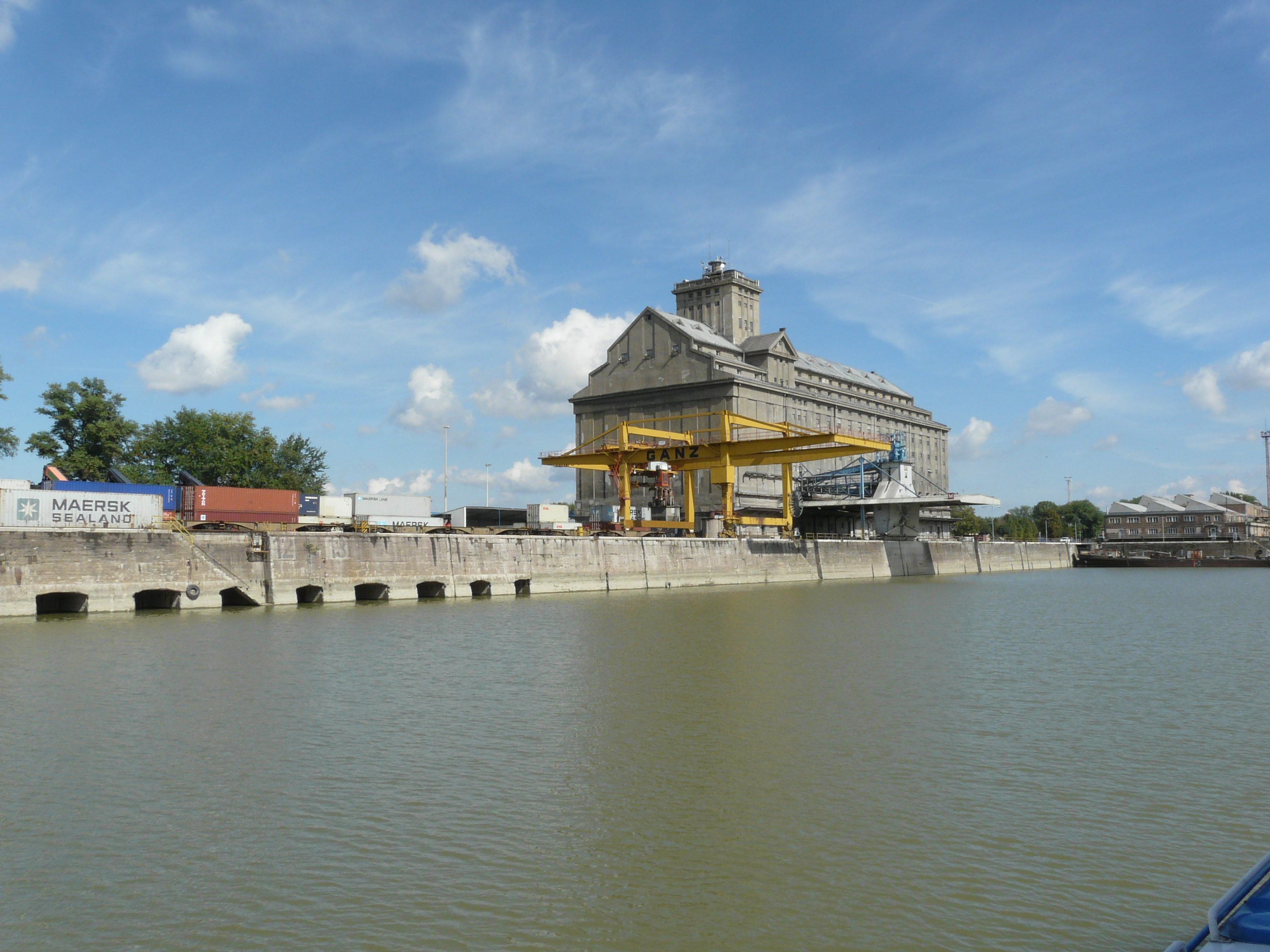
MAHART Gabonatárház

## A modern gyárépítészet
A modern, dísztelen gyárépületek az első világháborút (1914–1918) követő időszakban kezdtek megjelenni a neoeklektikus épületekkel párhuzamosan. Ilyennek tekinthető az Újpesti Cérnagyár (1923), a Goldberger Textilművek Kelenföldi Gyára (1923), Budafoki Papírgyár (Első Cartonlemezgyár Rt., 1923), a Csepeli Papírgyár (1923), a Hungária Papírgyár (1927), a Budapesti Sertésvágóhíd új nagy csarnoka (Münnich Aladár, 1930–1932), a Nagyvásártelep csarnoka (Münnich Aladár, 1930–1932), Híradástechnikai Gépgyár (1939). Valamikor az 1930-as években épültek az Első Magyar Gyapjúmosó és Finomposztógyár Rt. dísztelen épületei is.
1939–1940-ben épült fel a Danubius Fegyver- és Lőszergyár Rt. üzemépülete (Thomas Antal, Kövér Lajos u. 21-25.)

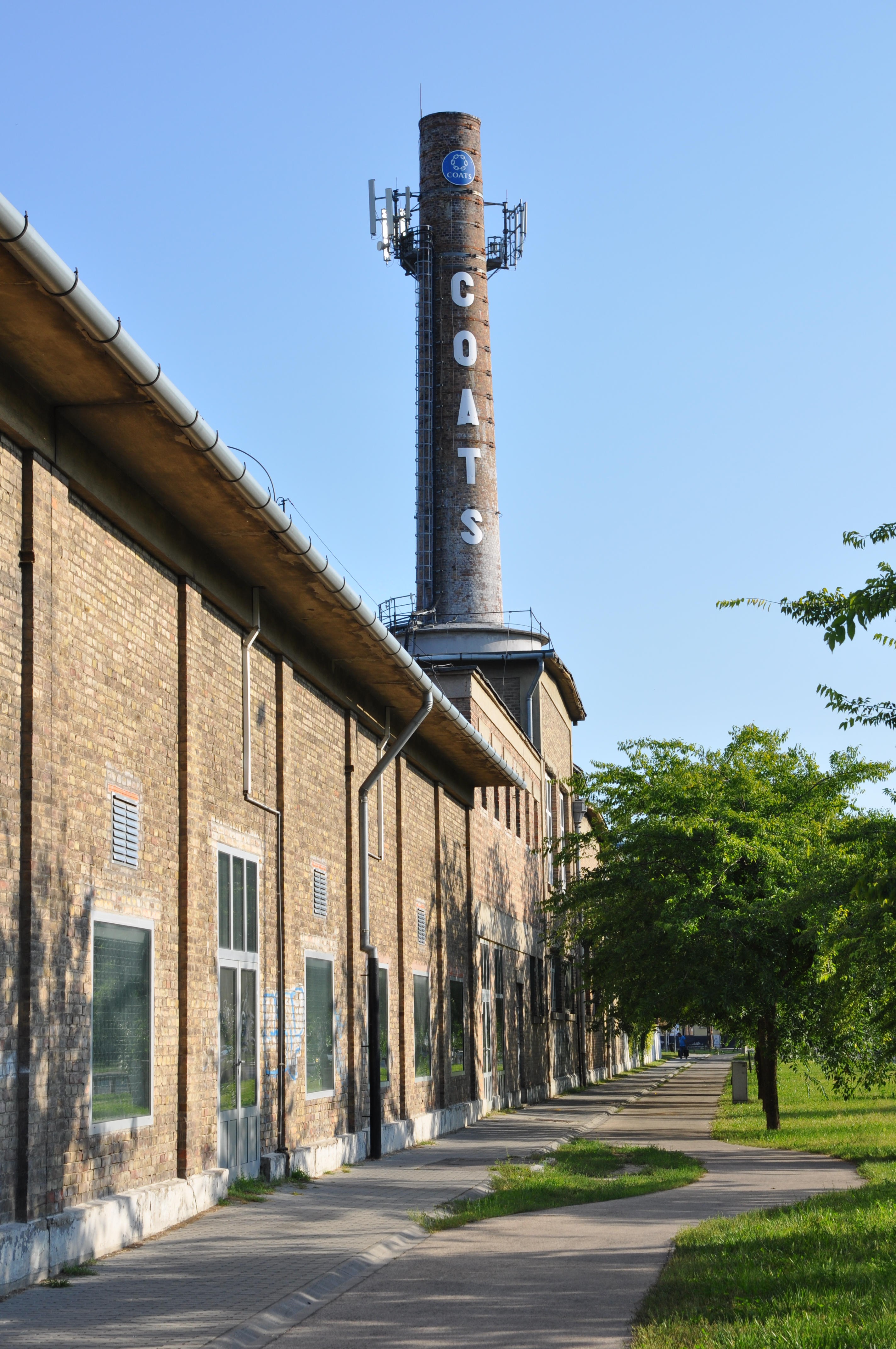
Újpesti Cérnagyár
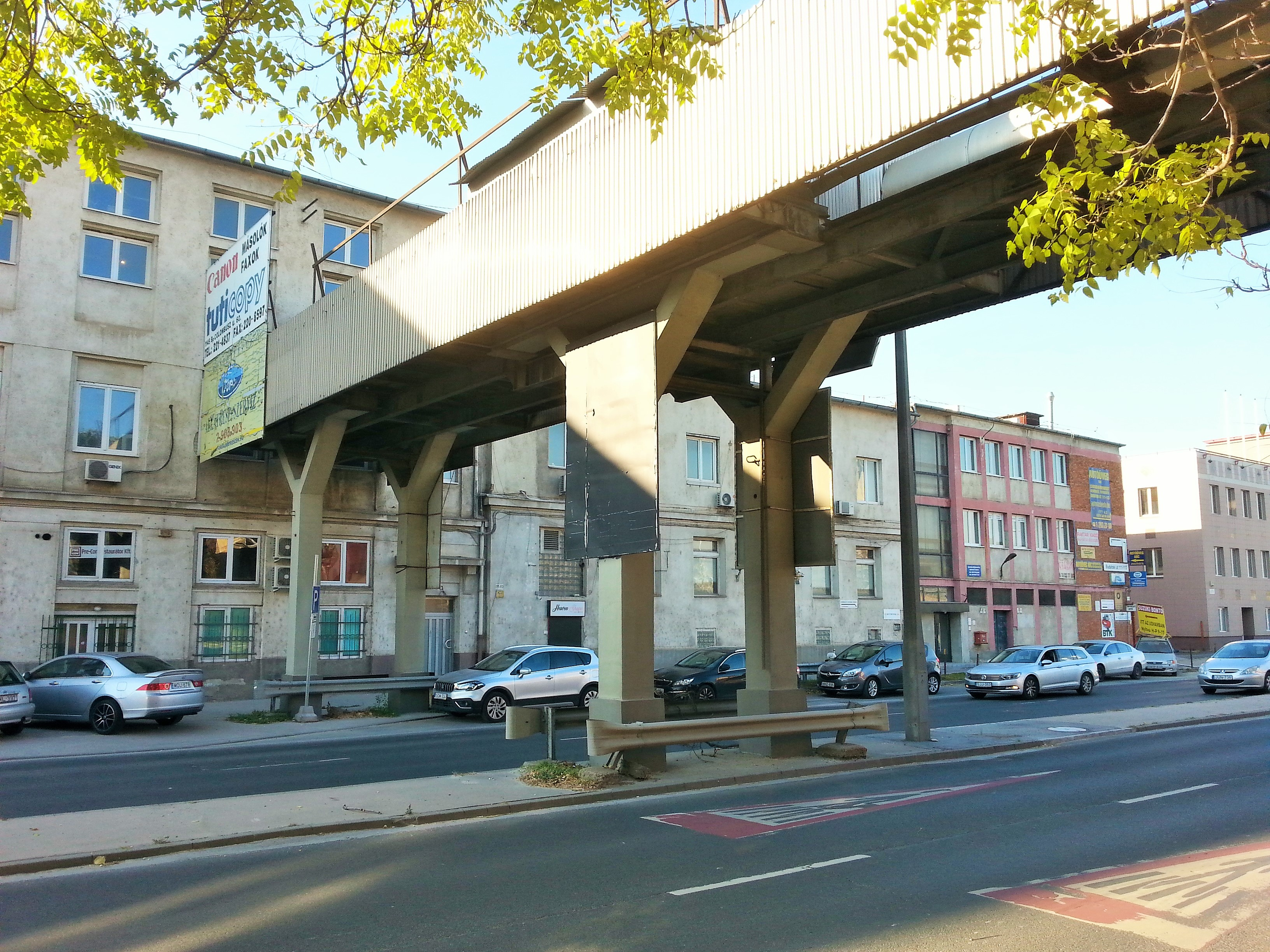
Goldberger Textilművek Kelenföldi Gyára
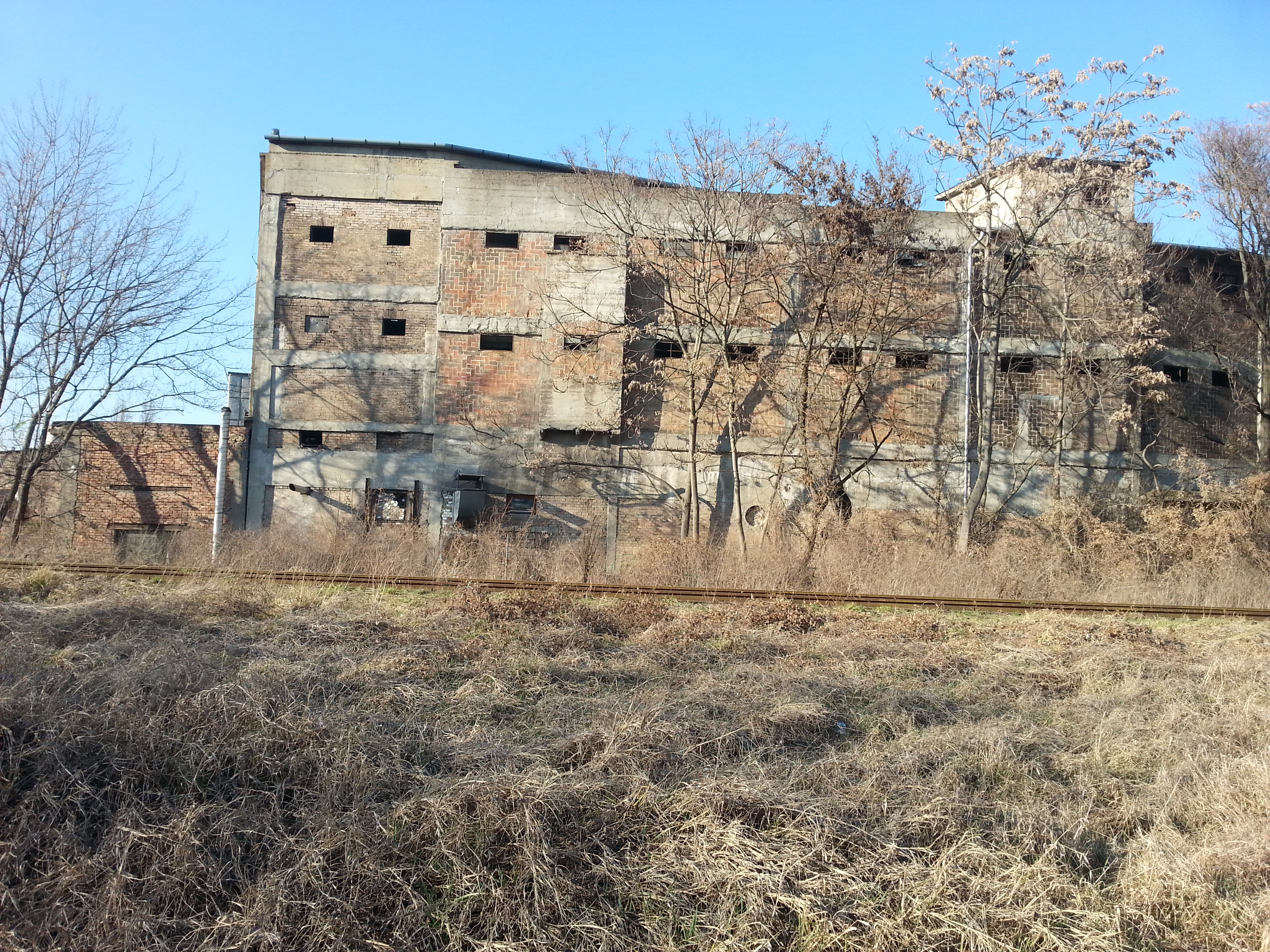
Budafoki Papírgyár
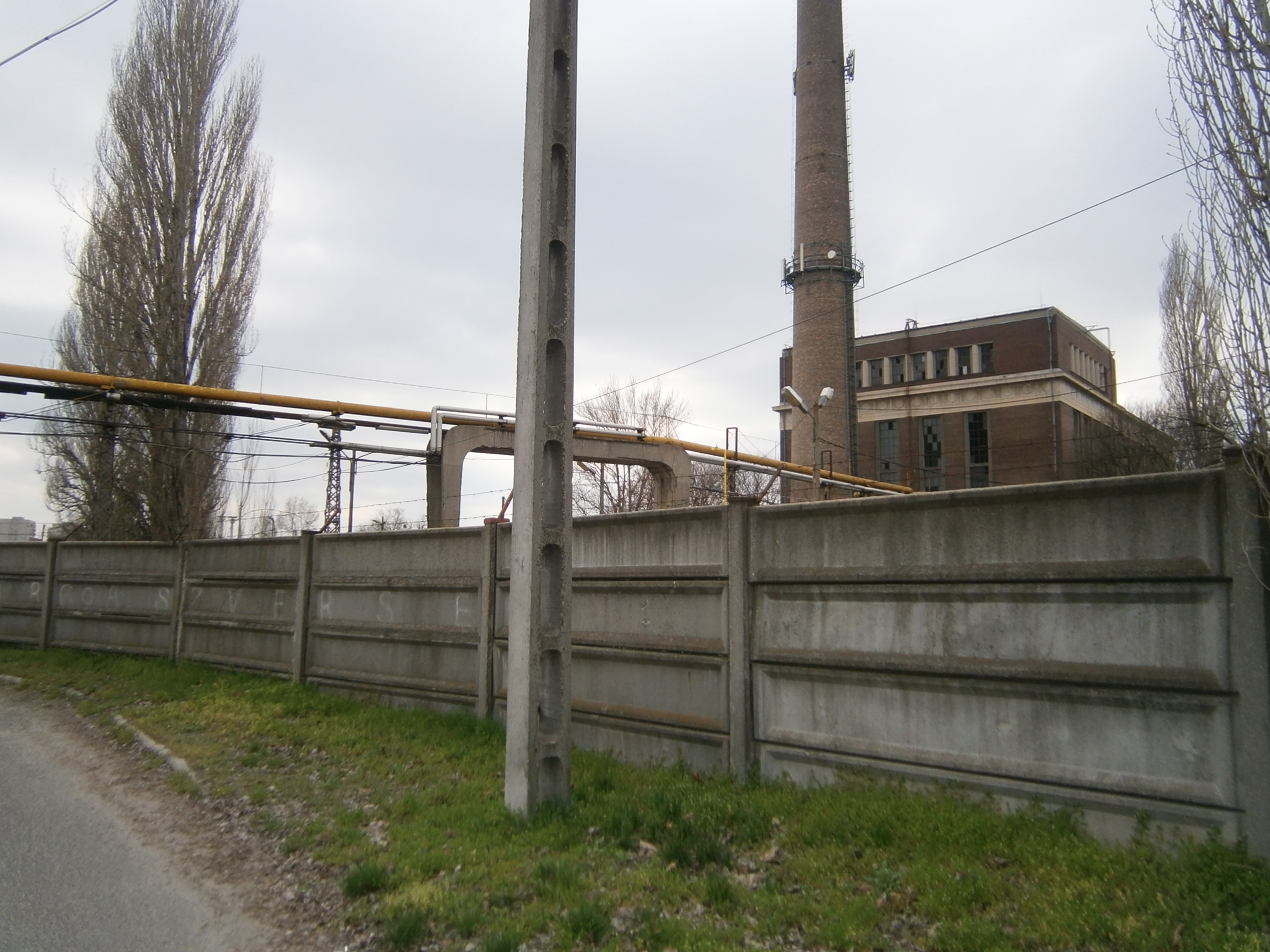
Csepeli papírgyár
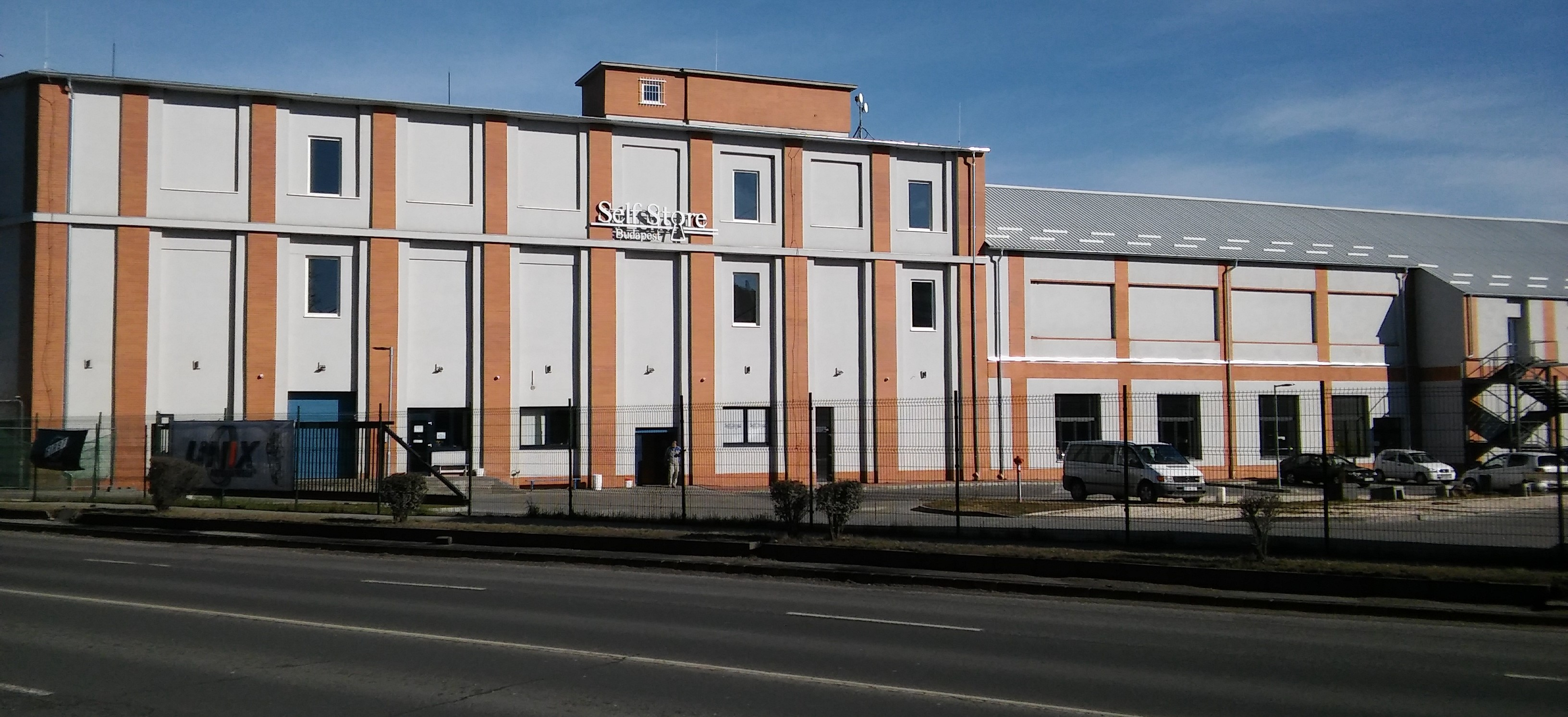
Hungária Papírgyár
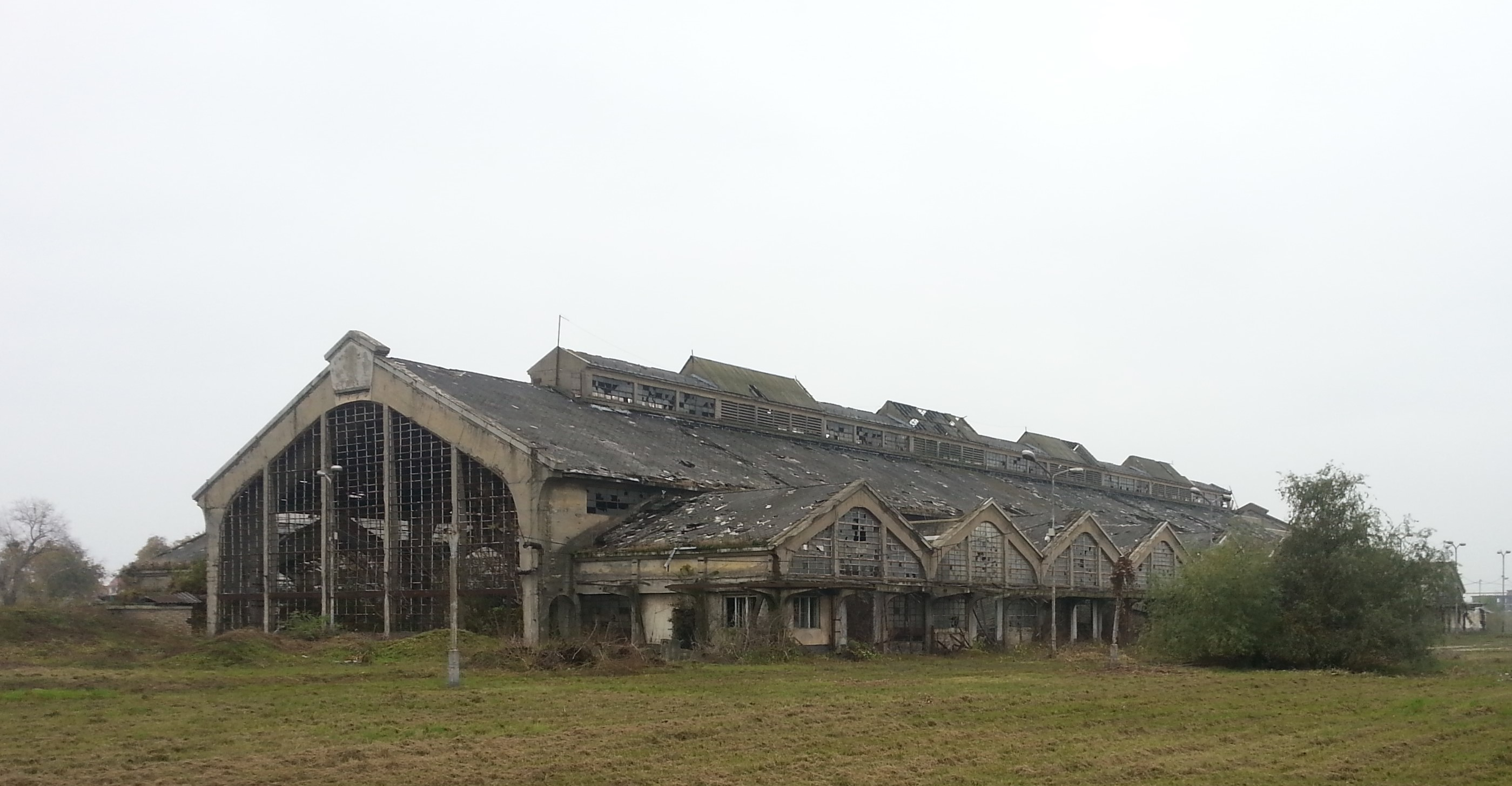
Budapesti Sertésközvágóhíd, nagycsarnok
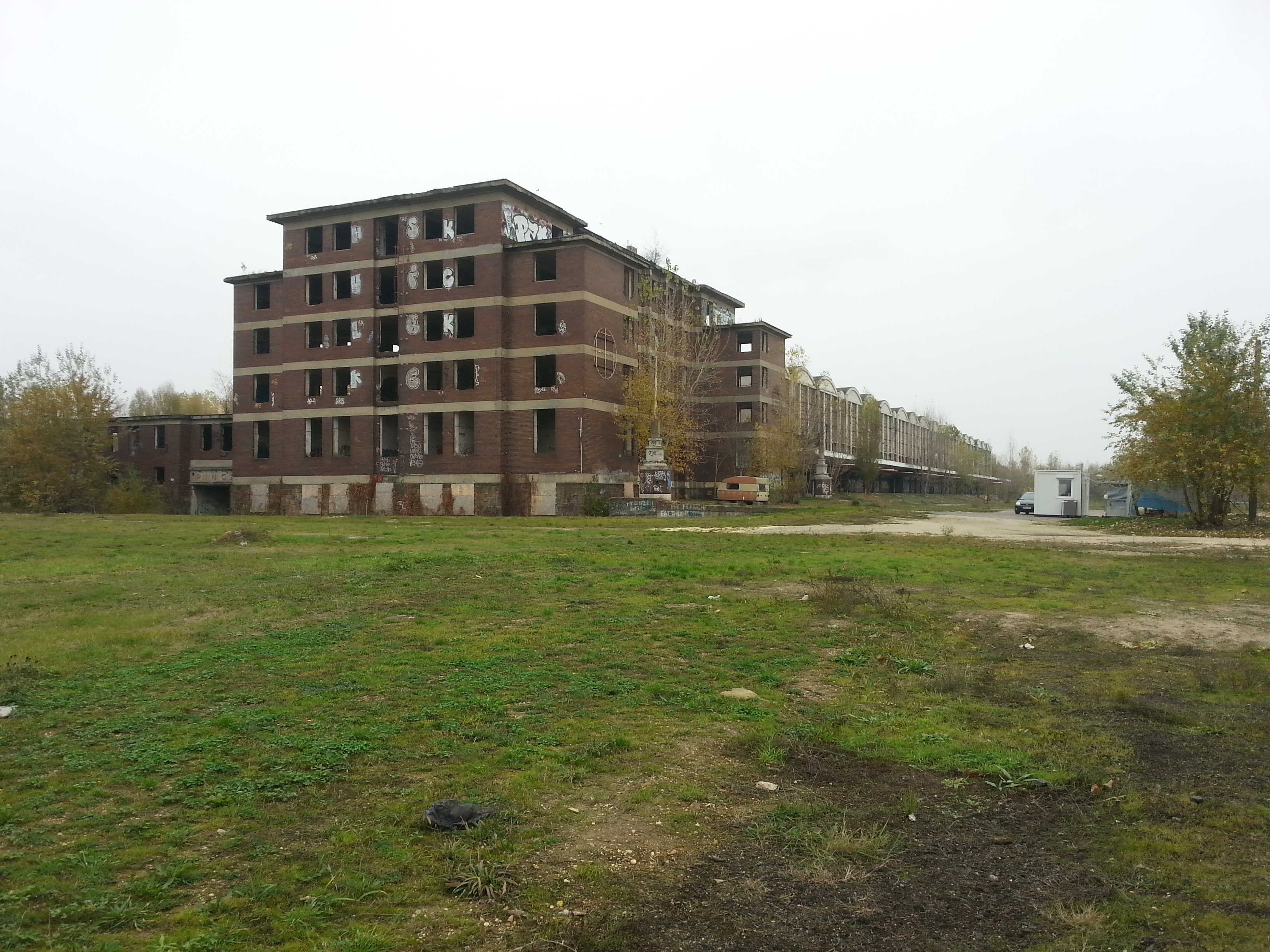
Nagyvásártelep, nagycsarnok
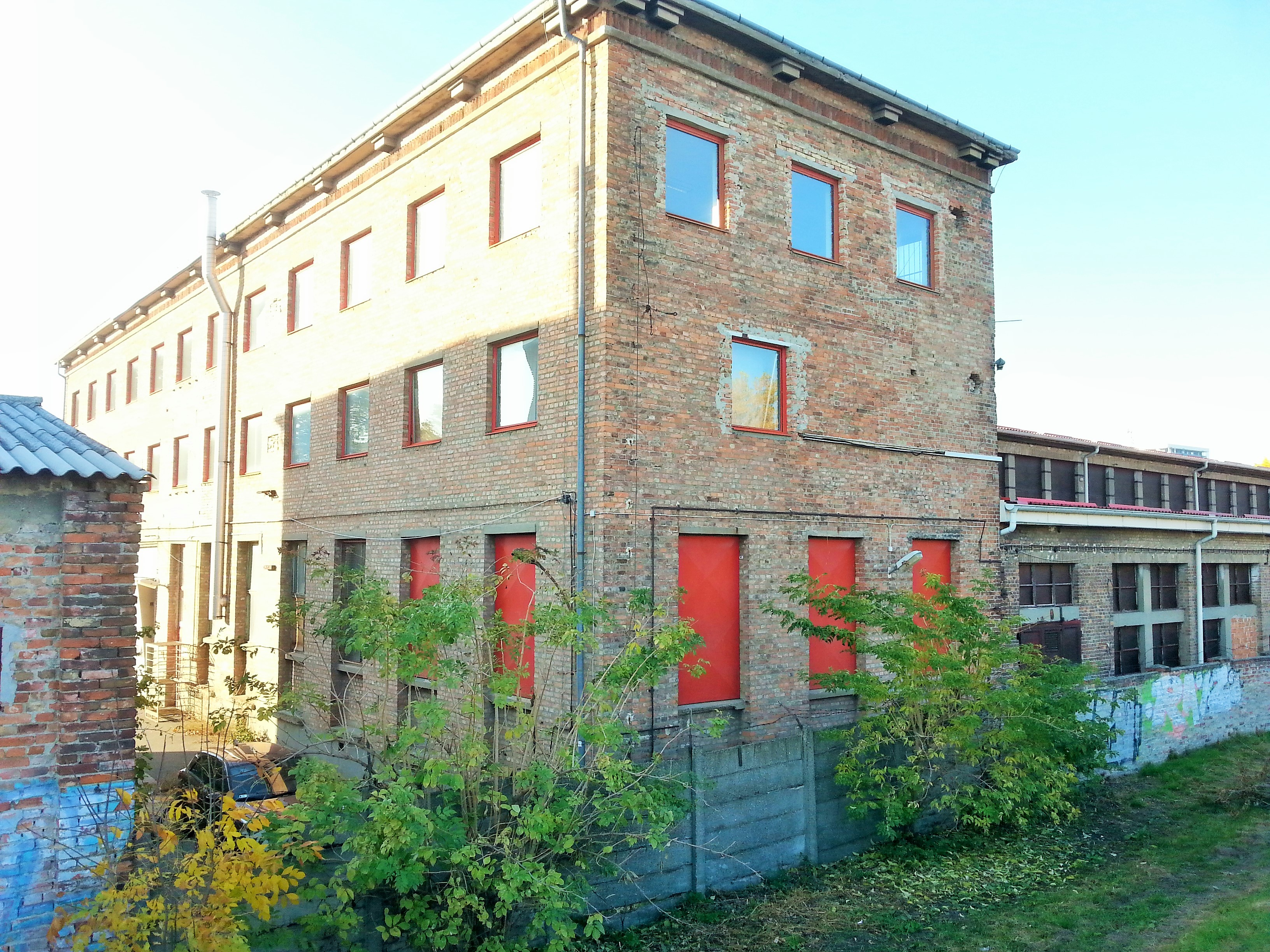
Híradástechnikai Gépgyár
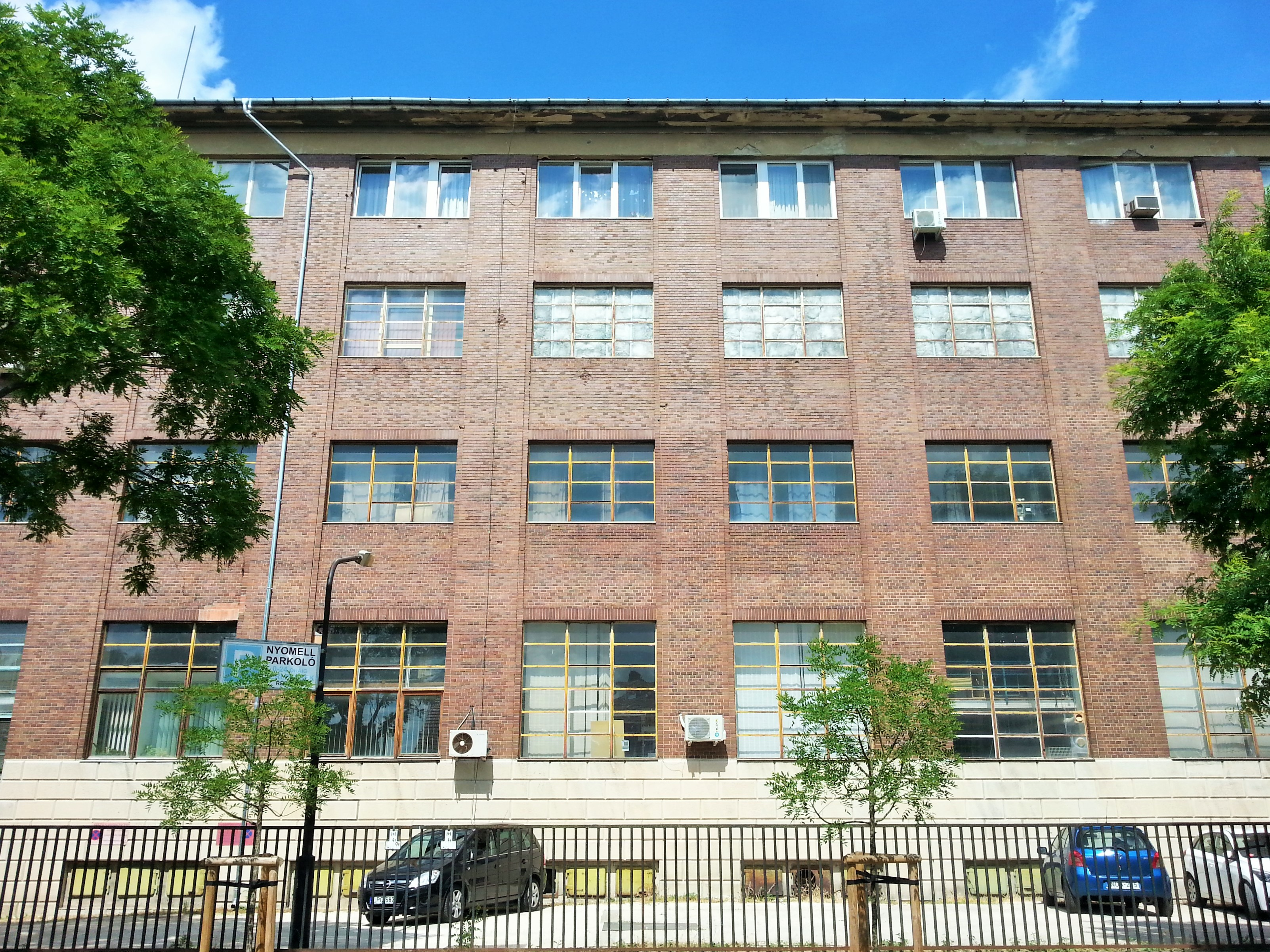
Danubius Fegyver- és Lőszergyár Rt.
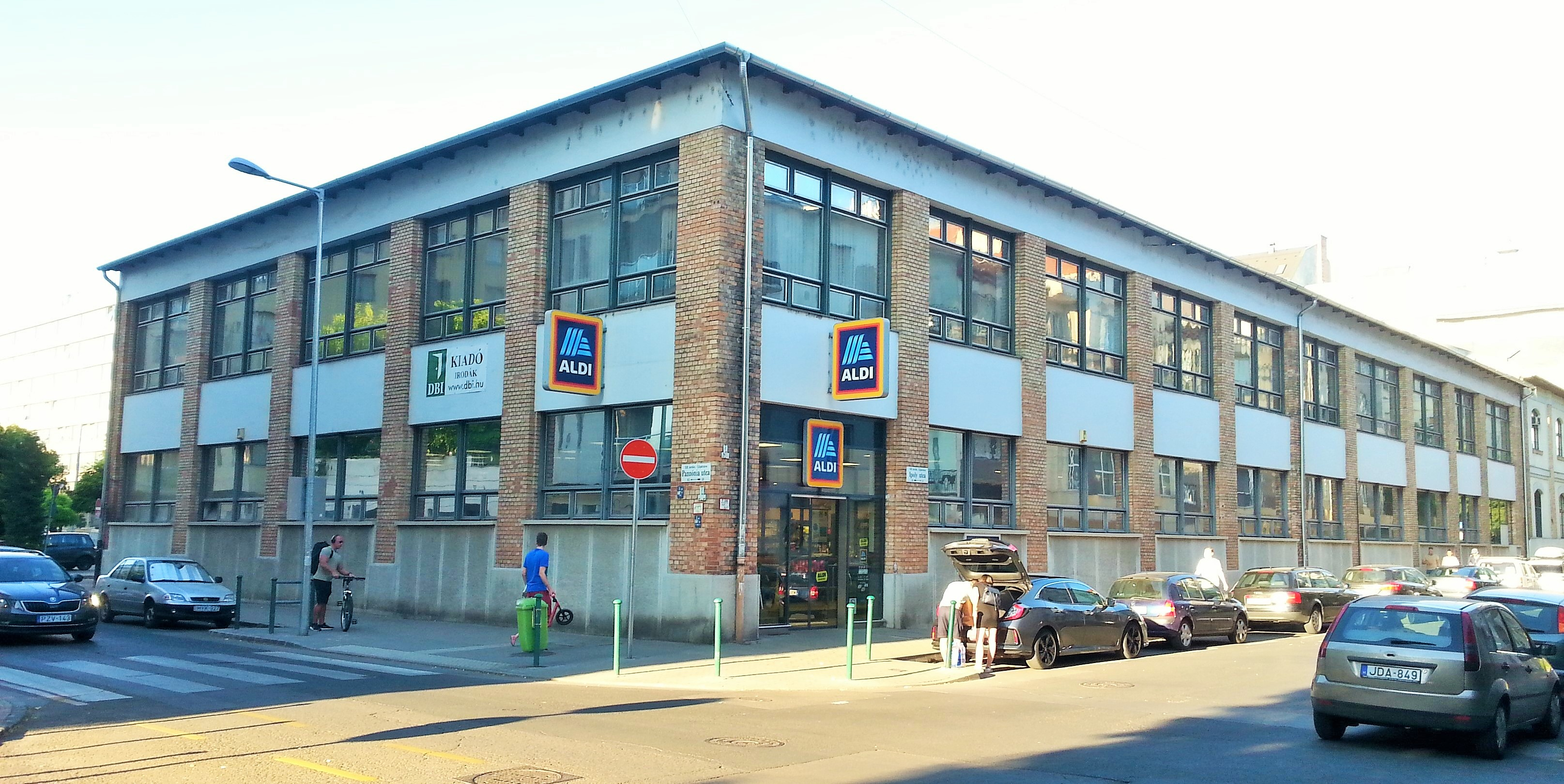
Első Magyar Gyapjúmosó és Finomposztógyár Rt.

## Neves magyar és magyarországi gyárépítészek
Az alábbi építészek – mint a szócikk eleje is utal rá – a polgári építészetben ugyancsak működtek, a gyárépítészek munkásságuknak csak egy részét képezte.
| Építész                          | Élt                  | Ismert ipari épület |
| -------------------------------- | -------------------- | --- |
| Alpár Ignác                      | 1855–1928            | Láng Gépgyár |
| Bachmann Károly                  | 1845–1924            | Gizella-malom, Vulkán Gépgyár (vagy Pucher József műve) |
| Böhm Henrik és Hegedűs Ármin     | 1867–1936, 1869–1945 | Újpesti Vágóhíd, Dreher Sörgyár |
| Czigler Győző                    | 1850–1905            | a polgári és királyi serfőzők telepei Kőbányán (ma: Dreher Sörgyárak Zrt.) |
| Exler Jenő                       | 1873–1945            | Egyesült Izzó |
| Fellner Sándor                   | 1857–1945            | Rico kötszergyár, Kelenföldi Dohánygyár |
| Gaál Bertalan                    | 1860–1915            | Globus Konzervgyár |
| Hajós Alfréd                     | 1878–1955            | Dozzi Szalámigyár |
| Hennicke, Julius                 | 1832–1892            | Budapesti Marhaközvágóhíd |
| Hild József                      | 1789–1867            | Valero Selyemgyár |
| Hubert József                    | 1846–1916            | Budapesti Általános Villamossági Rt. gyárépületkomplexum neoklasszicista része |
| Hültl Dezső                      | 1870–1945            | MAHART Gabonatárház |
| Knabe Ignác                      | 1824–1887            | Marczibányi téri Téglagyár |
| Mihályik István                  | 1864–1937            | Budapesti Sertésközvágóhíd |
| Münnich Aladár                   | 1890–1975            | Sertésvágóhíd nagy csarnok, Nagyvásártelep |
| Nay Rezső Rudolf és Strausz Ödön | 1853–1907, 1858–1920 | Magyar Műhely- és Raktártelep Rt. (ma: a Budapesti Elektromos Művek székháza) |
| Neuschloss Kornél                | 1864–1935            | Székesfővárosi Gázművek, Lipótvárosi Gáztartó Állomástelep Központi Műhely- és Raktárépülete |
| Pollack Ágoston                  | 1810–1874            | Józsefvárosi Gázgyár |
| Pucher József                    | 1836–1904            | Pesti Erzsébet Gőzmalom Rt. telep (benne a gőzmalommal), Ferencvárosi Gázgyárak (Kéler Napóleonnal), Budapesti Általános Villamossági Rt. gáztartály és raktártelep, Vulkán Gépgyár (vagy Bachmann Károly műve) |
| Ray Rezső Vilmos                 | 1876–1938            | Újlipótvárosi Magyar Dohánykereskedelmi Rt. dohánykiviteli raktár épülete, Törley Pezsgőmanufaktúra |
| Reichl Kálmán és Borbiró Virgil  | 1879–1926            | Kelenföldi Hőerőmű, Sertésvágóhíd fedett rakodói |
| Riva József                      | 1864–1938            | Borjúvásárcsarnok |
| Szörényi-Reischl Gusztáv         | 1881–1956            | Állami Pénzverde |
| Thomas Antal                     | 1889–1967            | Danubius Fegyver- és Lőszergyár Rt. |
| Ulrich Keresztély                | 1836–1909            | Elevátor-ház |
| Wechselman Ignác                 | 1828–1903            | Első Magyar Gépgyár Rt. telephelye, Unió Gőzmalom Rt. telep (beleértve a malmot is), Parkettagyár és gőzfűrésztelep                                                                                             |
| Weiss, Albert                    | ?–1913               | Óbudai Gázgyár |
| Zobel Lajos                      | 1854–1926            | Óbudai Dohánygyár |

## Egyéb irodalom
- Bolla Zoltán: Újlipótváros építészete 1861–1945. Budapest: Ariton Kft. 2019.  ISBN 9786150058528
- Gerle János – Kovács Attila – Makovecz Imre: A századforduló magyar építészete. Szépirodalmi Könyvkiadó, Budapest, 1990, ISBN 963-15-4278-5
- Kiss László – Kiszely Gyula – Vajda Pál: Magyarország ipari műemlékei, Országos Műszaki Múzeum, Budapest, 1981, ISBN 963-562-750-5
- Holló Szilvia Andrea: A fővárosi "művek", Budapest Főváros Önkormányzata Főpolgármesteri Hivatala, Budapest, 2010, ISBN 978-963-9669-28-4
- Kiss Katalin: Ipari műemlékek, Budapest Főváros Önkormányzata Főpolgármesteri Hivatala, Budapest, 1993, ISBN 963-8376-16-3
- Gera Mihály: Ipari táj, Budapest Főváros Önkormányzata Főpolgármesteri Hivatala, Budapest, 1998, ISBN 963-8376-82-1
- Szlávik Lajos – Fehér László: 111 vízi emlék Magyarországon, Közlekedési Dokumentációs Kft., Budapest, 2008, ISBN 978-963-552-418-1
- Császár László: Korai vas és vasbeton építészetünk, Műszaki Könyvkiadó, Budapest, 1978, ISBN 963-10-2173-4
- (szerk. és bev.) Rozsnyai József: Építőművészek Ybl és Lechner korában, Terc Kereskedelmi és Szolgáltató Kft. Szakkönyvkiadó Üzletága, Budapest, 2015, ISBN 978-615-5445-12-5
- (szerk. és előszó) Rozsnyai József: Építőművészek a historizmustól a modernizmusig, Terc Kereskedelmi és Szolgáltató Kft. Szakkönyvkiadó Üzletága, Budapest, 2018, ISBN 978-615-5445-52-1
- Déry Attila: Pest építészeti topográfiája II. V. kerület, Belváros – Lipótváros. Budapest, 2005.
- Déry Attila: Pest építészeti topográfiája III. VI–VII. kerület, Terézváros-Erzsébetváros. Budapest, 2006.
- Déry Attila: Pest építészeti topográfiája IV. VIII. kerület, Józsefváros. Budapest, 2007.
- Gottdank Tibor: A magyar zsidó építőművészek öröksége – Lajtán innen és Lajtán túl, K.u.K. Kiadó, Budapest, 2018
- Gottdank Tibor: Vidor Emil, a műépítész, Balassi Kiadó Kft., Budapest, 2022, ISBN 9789634561248